# Biserica reformată din Dumbrava

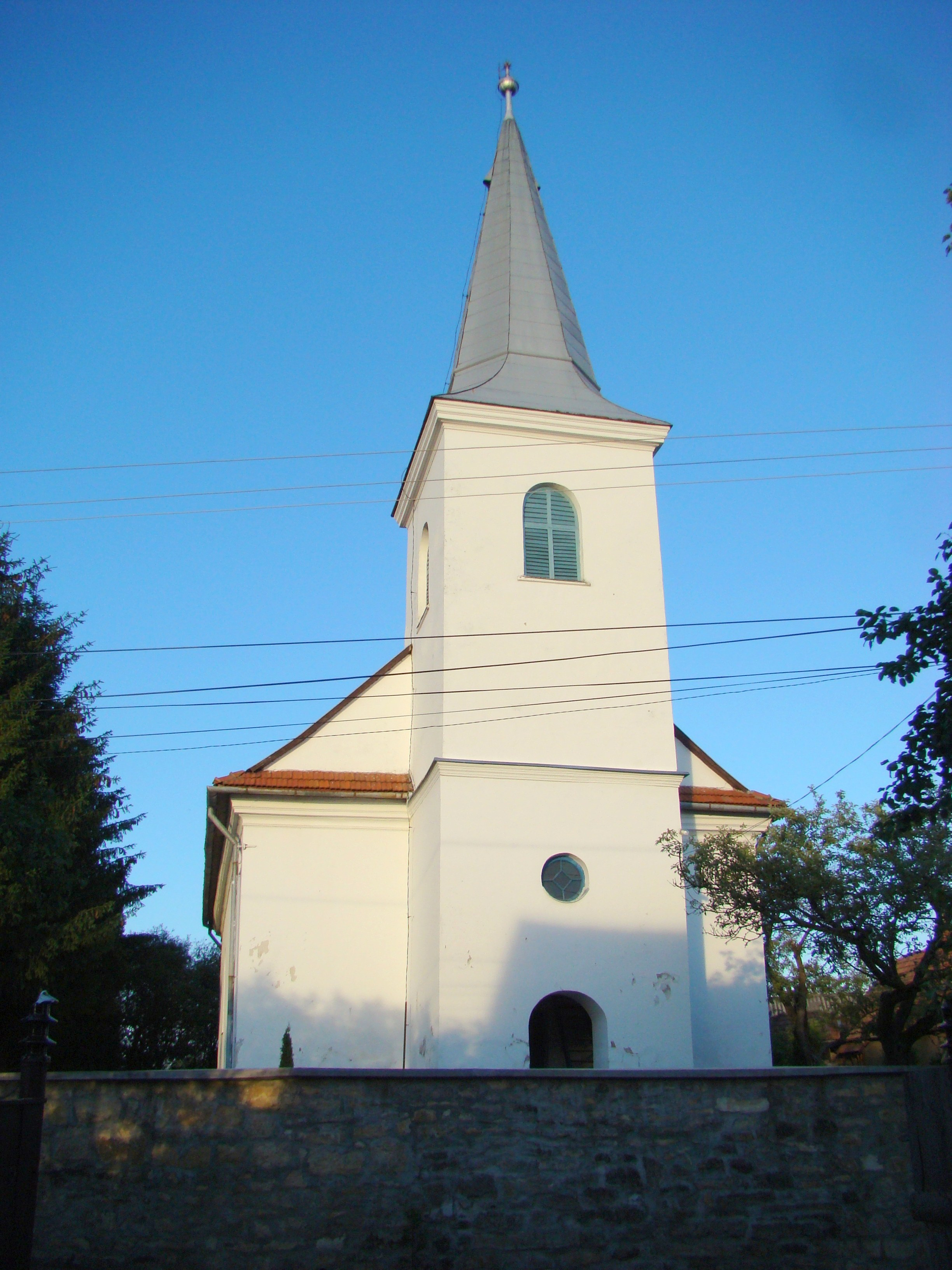
Biserica reformată din Dumbrava, comuna Căpușu Mare, județul Cluj, foto. iunie 2013.

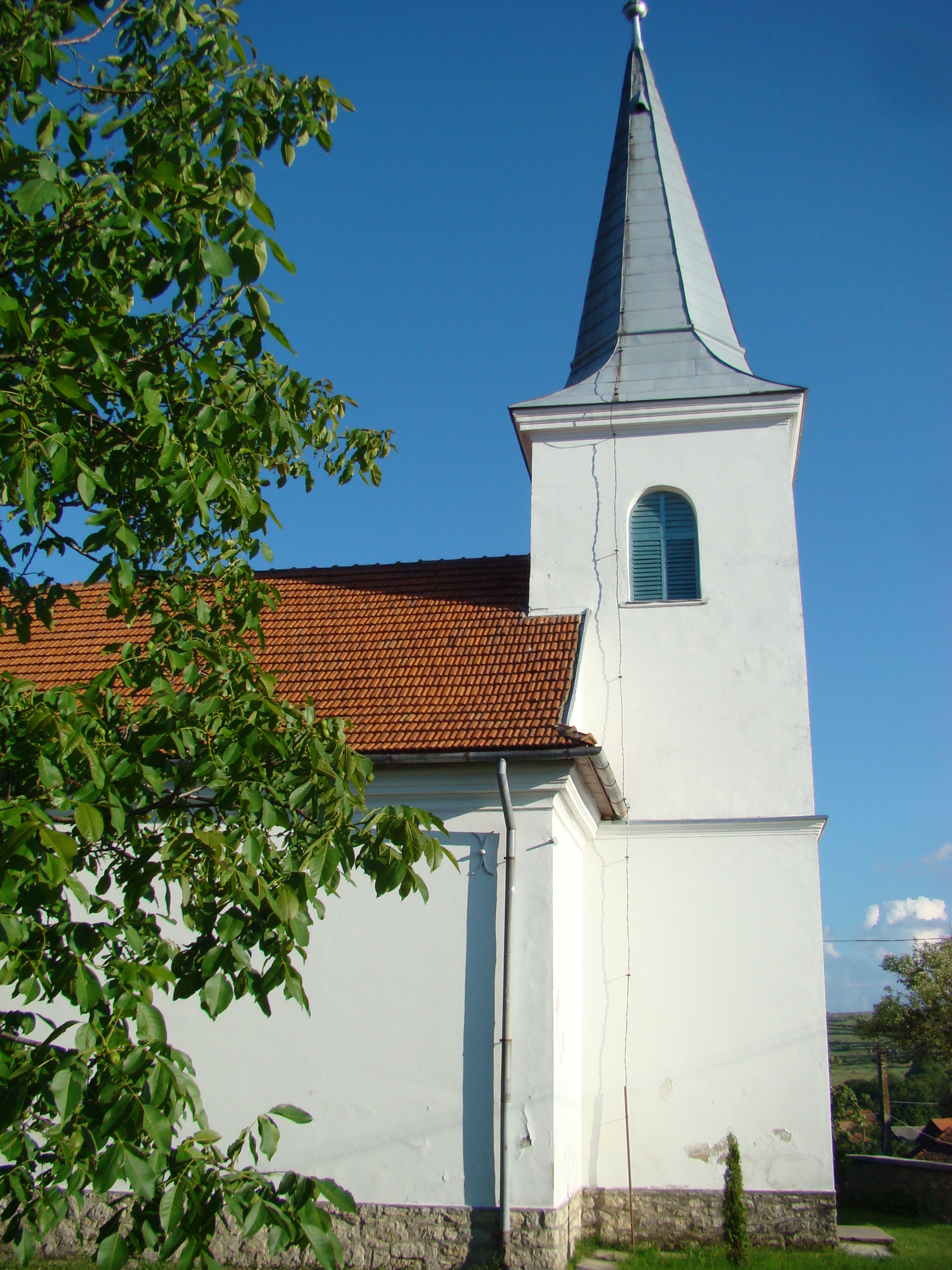
Biserica reformată din Dumbrava, comuna Căpușu Mare, județul Cluj, foto. iunie 2013.

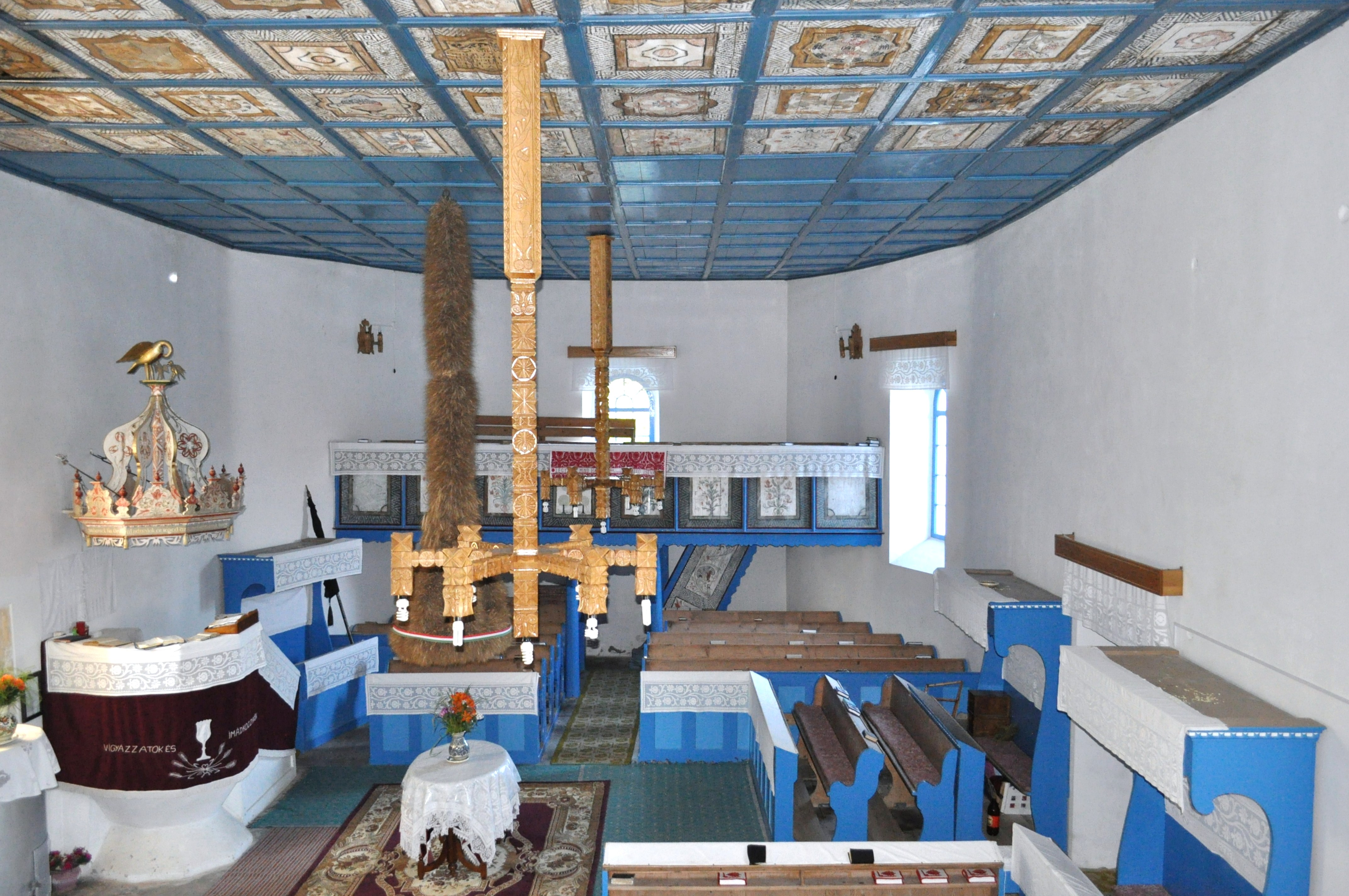
Interiorul navei

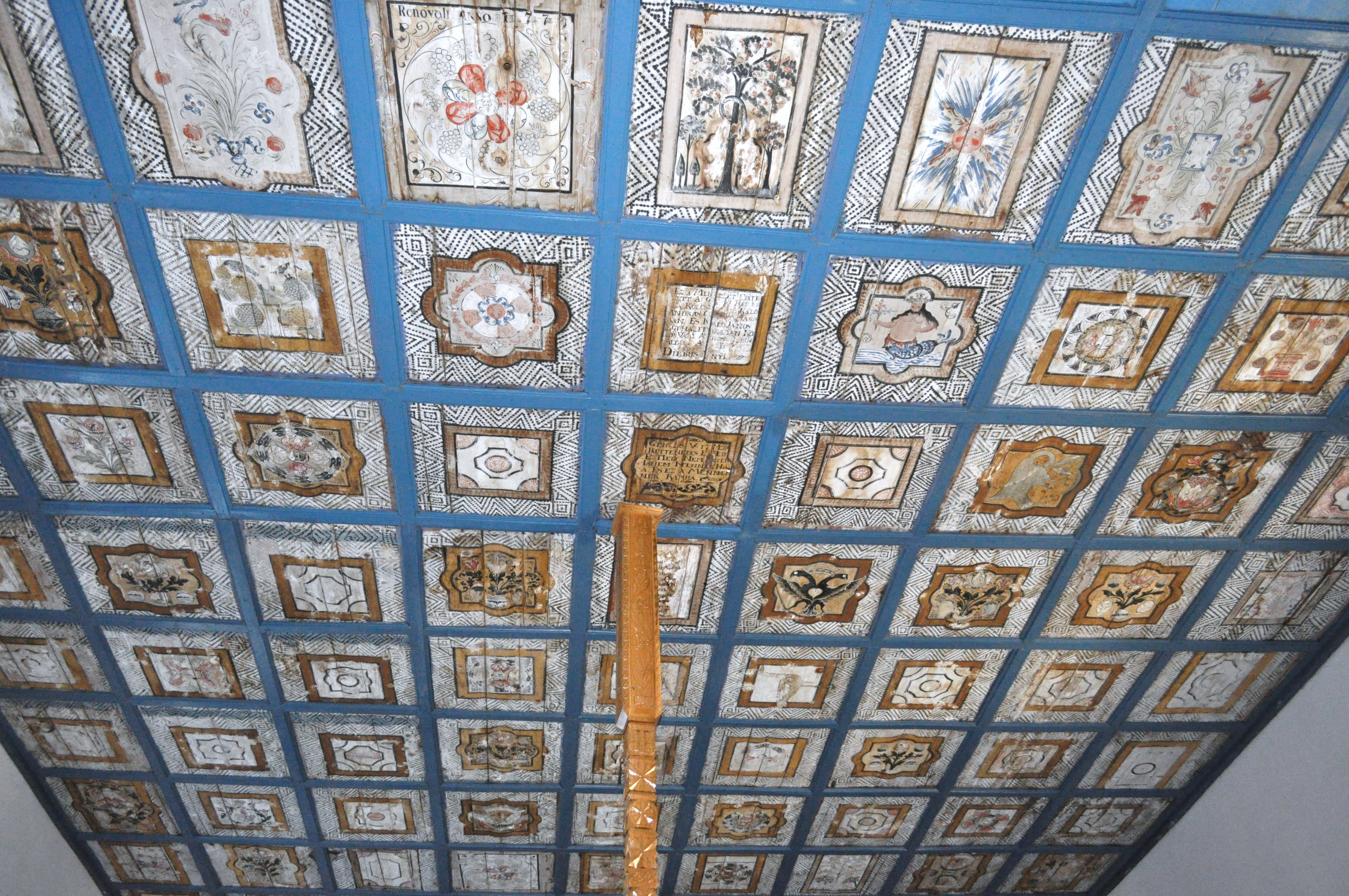
Tavanul casetat; din cele 82 de casete de tavan, câteva au fost pictate de Lorenz Umling cel Bătrân (1752), altele de János Asztalos Tamási.

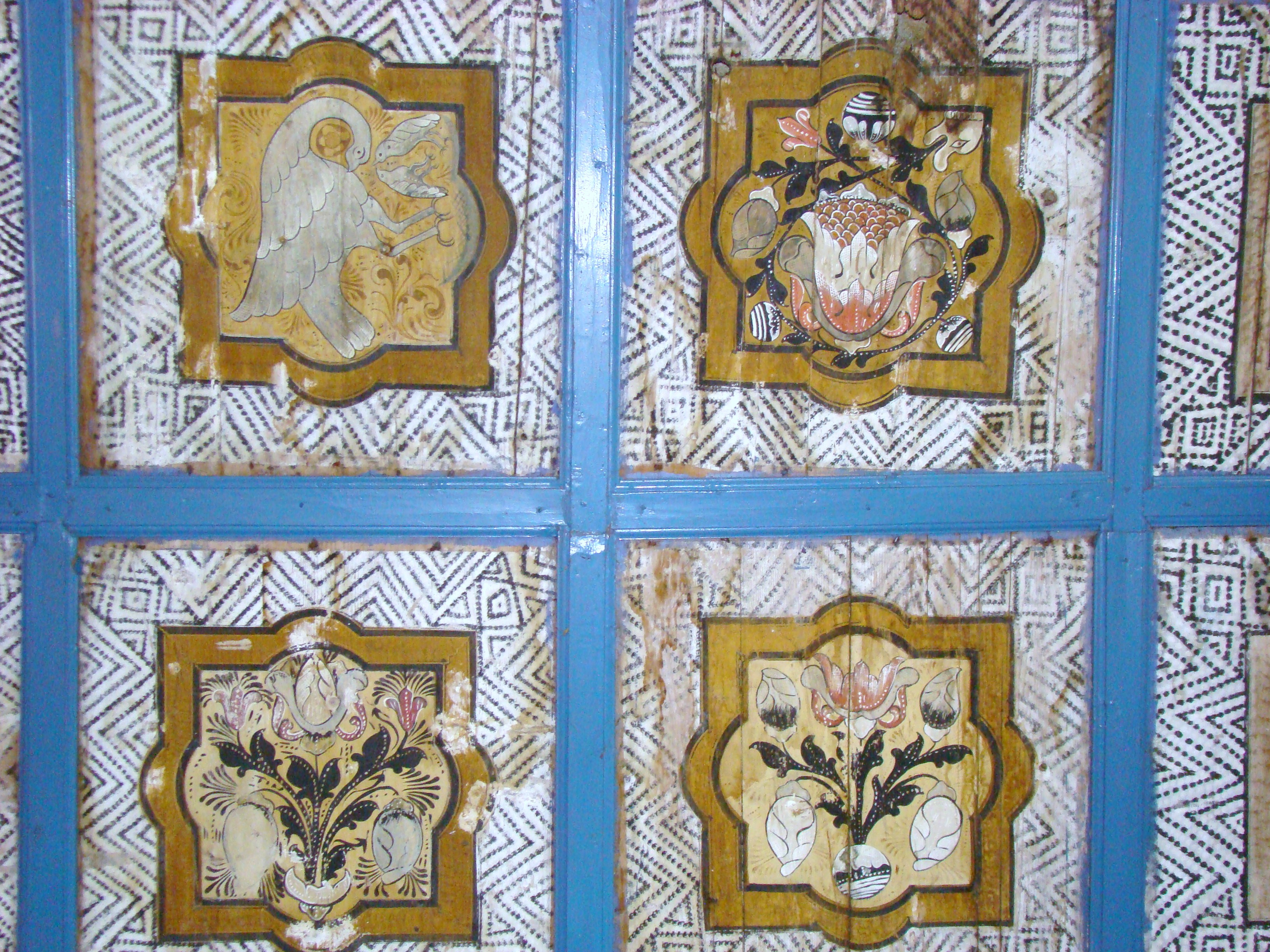
Tavanul casetat (detaliu)

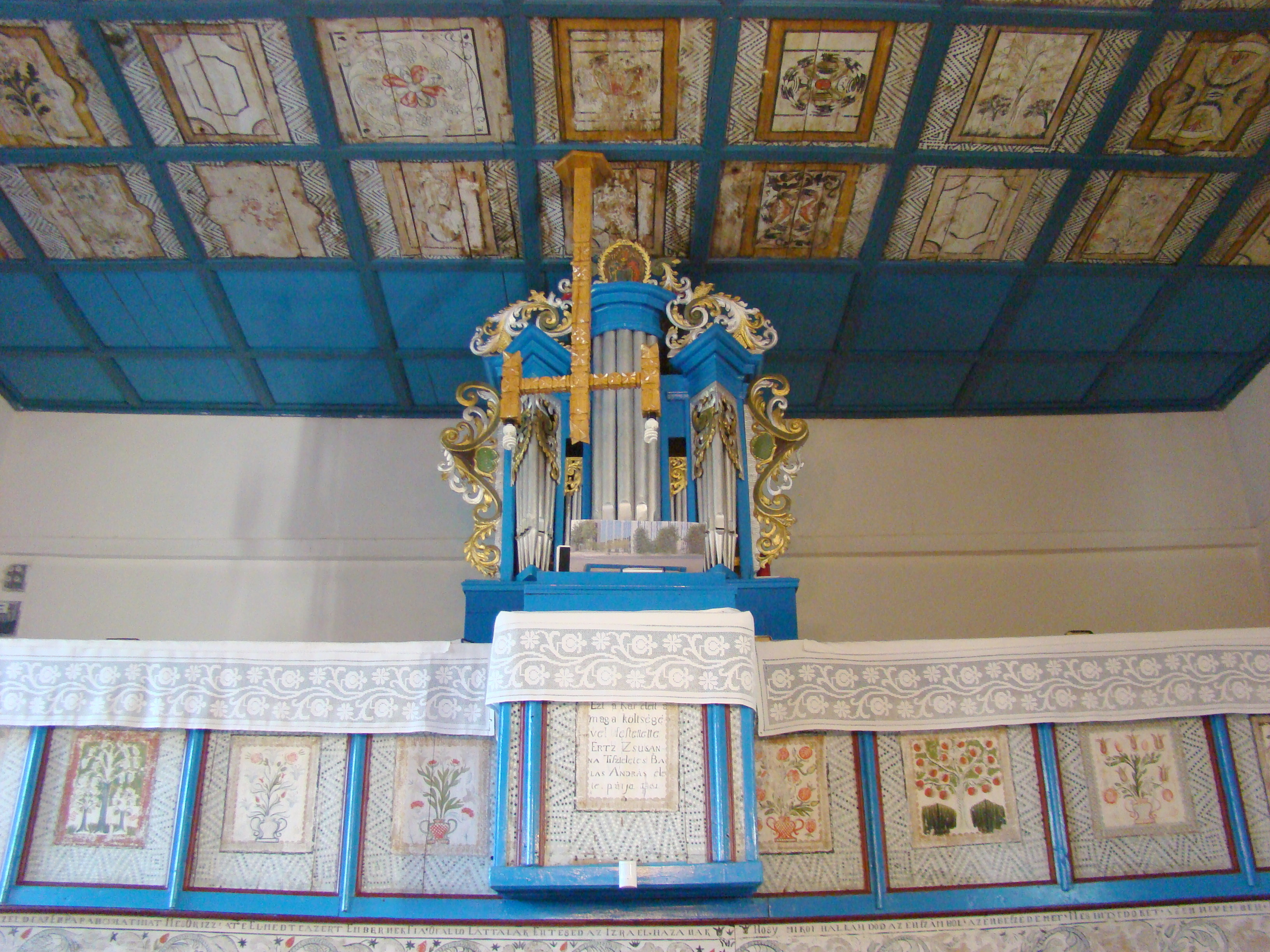
Orga

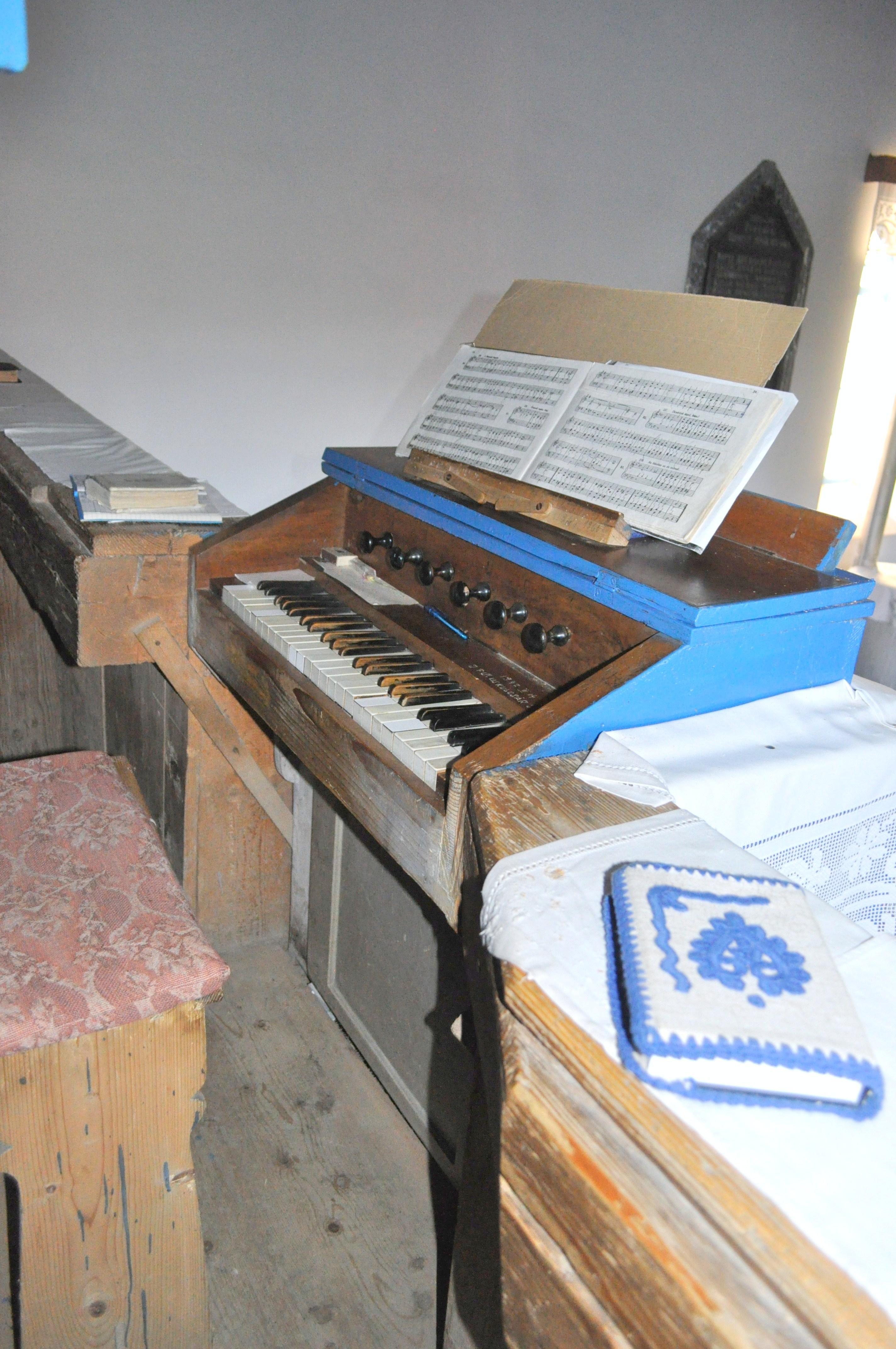
Orga

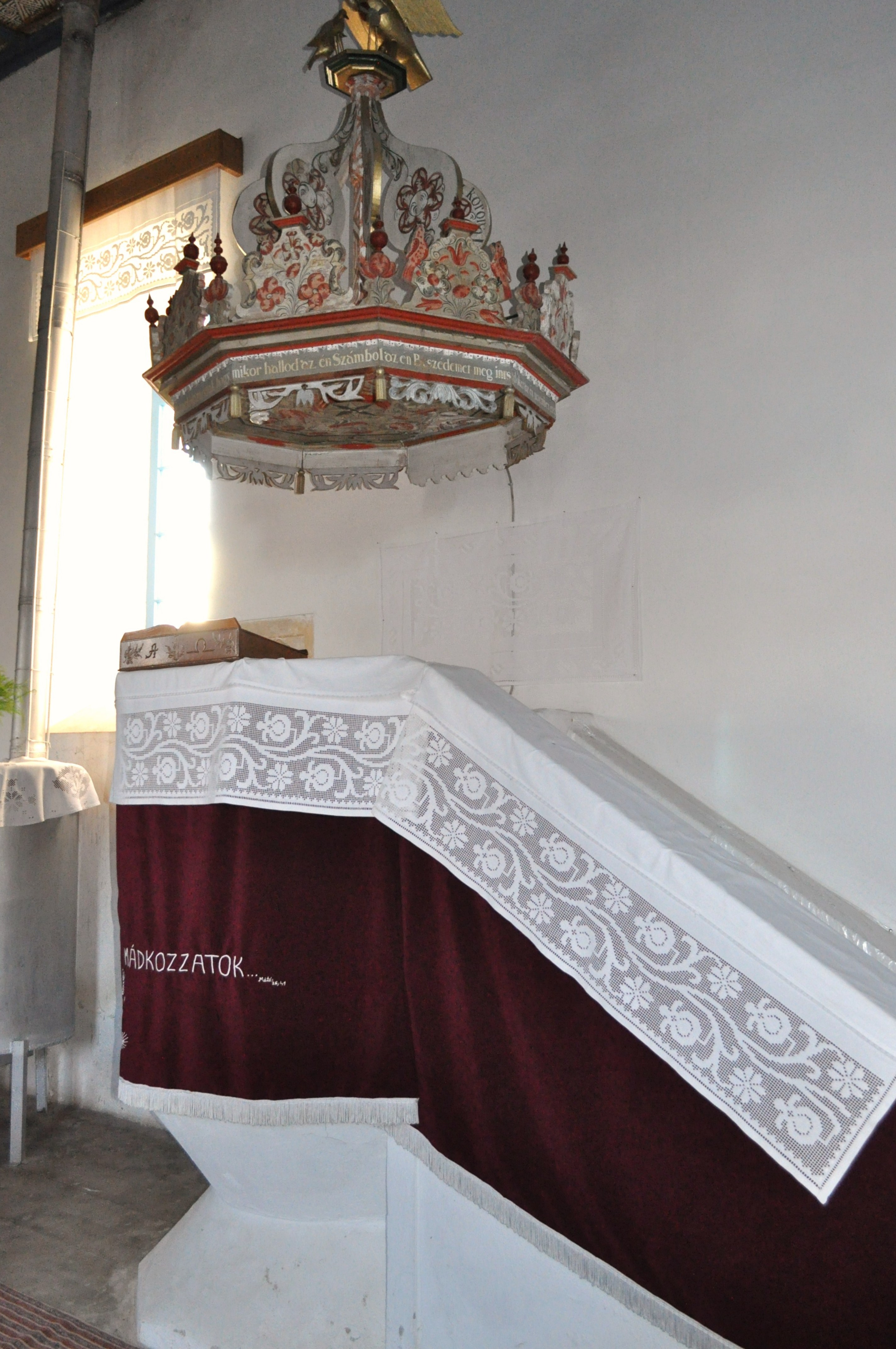
Amvonul

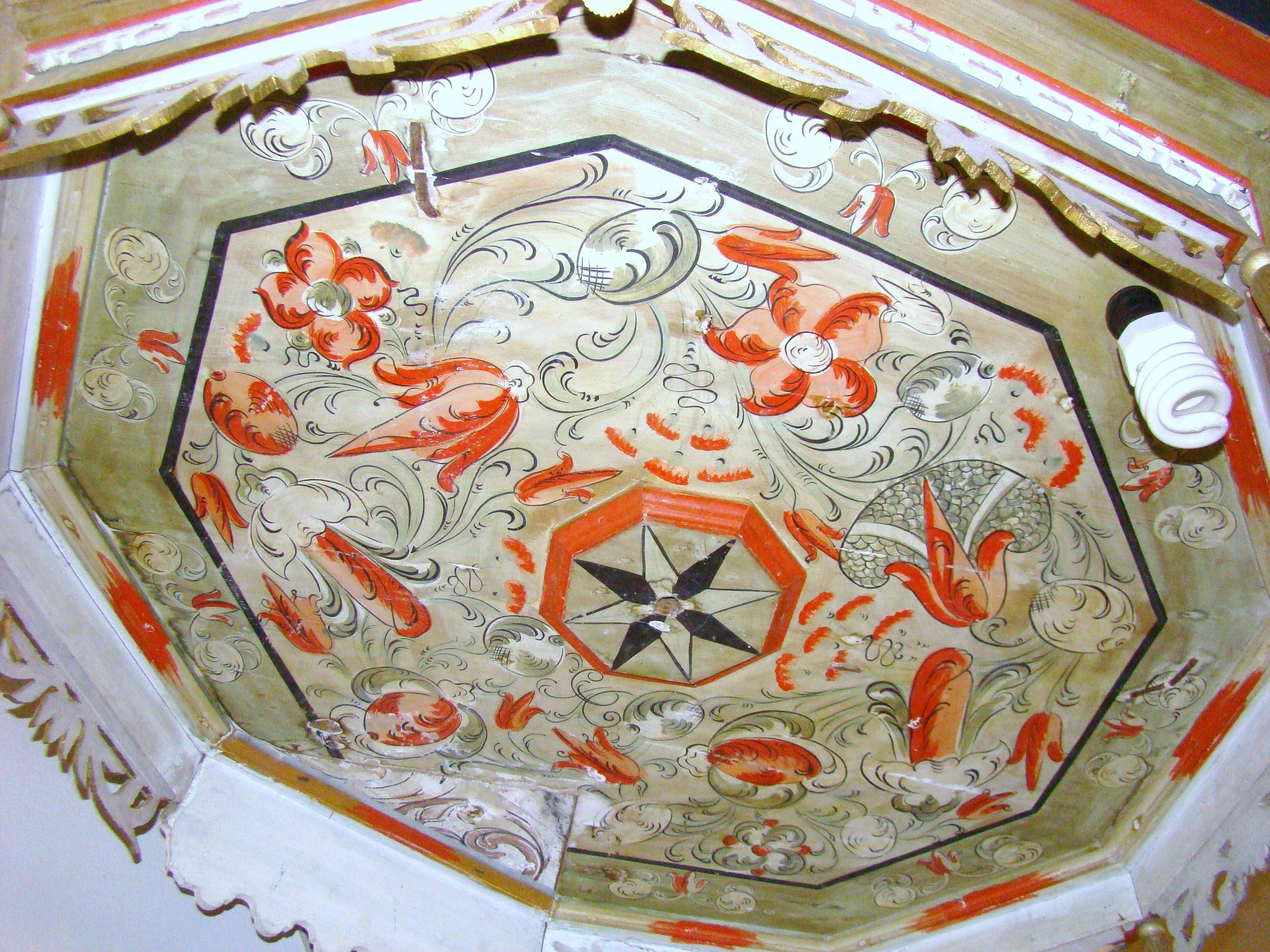
Coroana amvonului pictată de Lorenz Umling cel Bătrân

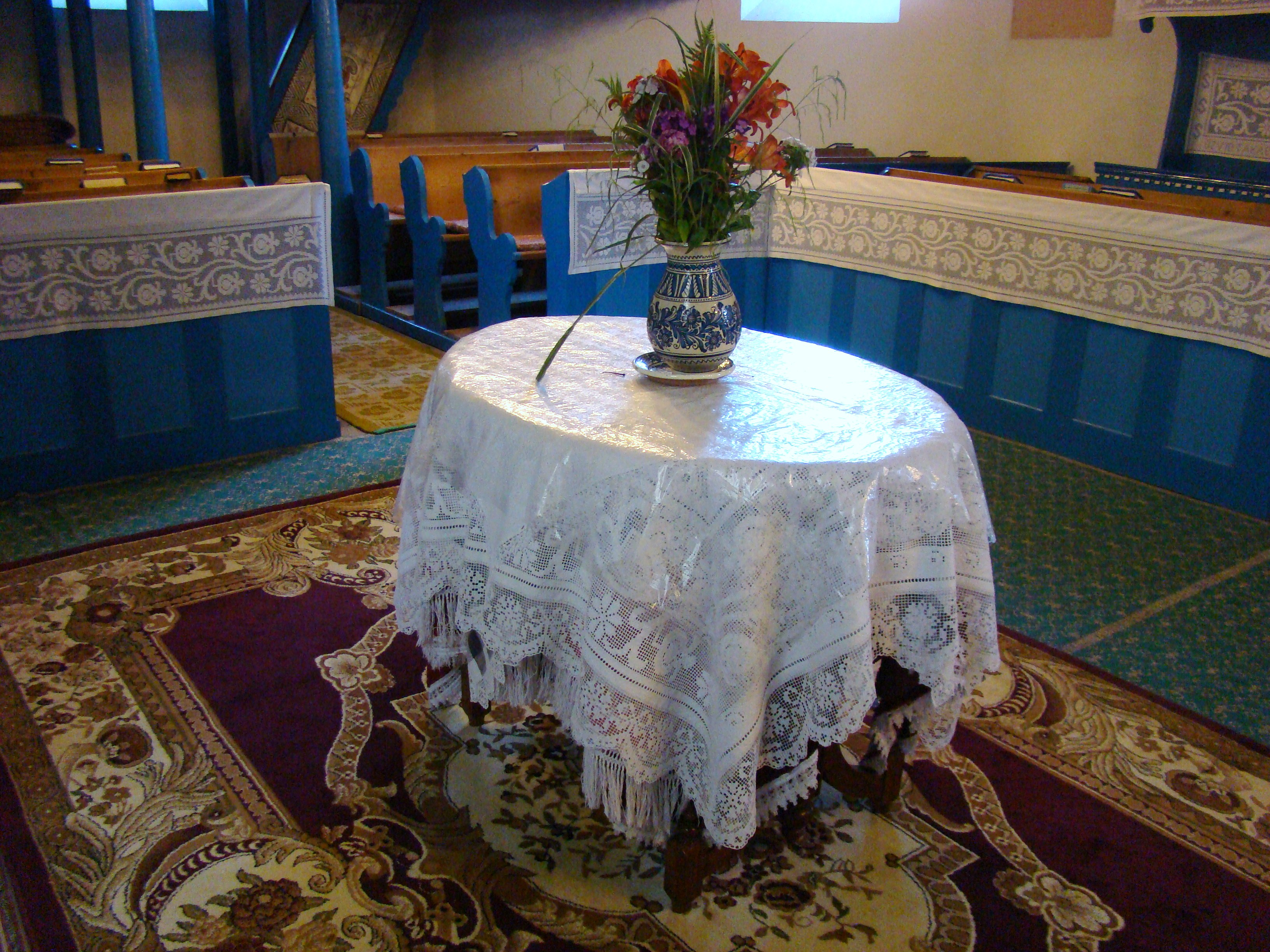
Masa Domnului

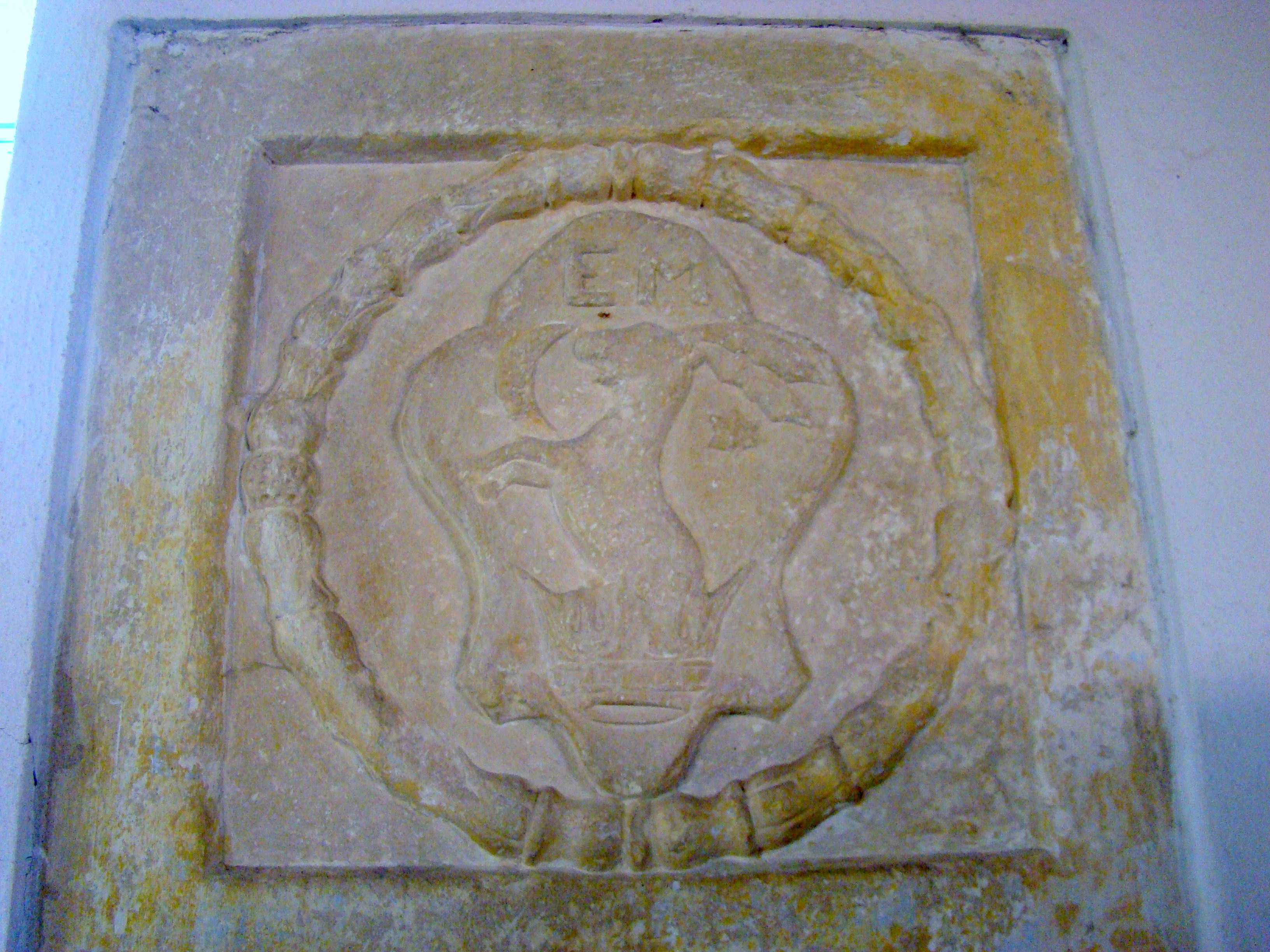
Blazonul familiei nobiliare Gyeröffy

Biserica reformată din Dumbrava, comuna Căpușu Mare, județul Cluj, a fost construită în secolul XIX. Biserica se află pe noua listă a monumentelor istorice sub codul LMI:  CJ-II-m-B-07609. 

## Istoric și trăsături
Biserica, în forma de azi, a fost construită în anul 1831 și nu reprezintă nici un stil caracteristic.  Biserica anterioară, veche – în locul și pe fundația căreia s-a clădit cea nouă – nu se știe când s-a construit și cum a fost, doar că în secolul XVIII a fost renovată de câteva ori. Aceasta o deducem din inscripția tavanului, care, împreună cu tavanul pictat a fost așezat în biserica nouă. Una din aceste inscripții este următoarea:  „Acest tavan a fost construit din donația eclejiei din Dumbrava prin Koloszvári Asztalos Lőrinc în anul 1757.” După altă inscripție, o parte din biserică, împreună cu tavanul, a fost construită în timpul preoției lui Gőrgényi Andras în anul 1771.  Deci, cu acea ocazie biserica a fost lărgită. 
Biserica anterioară fiind foarte veche, de multe ori renovată și modificată, iar reparațiile dovedindu-se zadarnice,  în anul 1831, pe timpul preotului Bálasz András, credincioșii construiesc biserica de azi, cu ajutorul materialului ce s-a putut folosi, provenit din biserica veche.  Biserica a fost înzestrată cu strane și bănci pe care le-a confecționat tâmplarul din Cluj Eperjesi  Nagy András. Una dintre strane a fost pictată de evlavioasa soție Ércz Zsuzsánna, soția preotului, pe cheltuiala proprie. Un alt suflet evlavios, Perlei Karolina, pe propria sa cheltuială confecționează „băncile domnești”. Tavanul casetat, provenit de la biserica veche, precum și coroana amvonului, sunt opera lui Umling Lörinc din Cluj, anul 1770. 
Biserica reconstruită, datorită muncii inițiale prost făcute, a ajuns din nou, în anul 1968, în prag de demolare, impunându-se o renovare urgentă.  Renovarea a fost făcută de constructorul din Cluj Kerekes Márton. În anul următor turnul a fost acoperit cu tablă. Aceste renovări s-au făcut în timpul preotului Ágoston György.
În cursul deceniilor, turnul  fost avariat de nenumărate ori de fulger, așa că s-au produs crăpături mari în pereți. Astfel s-a ivit nevoia unei noi renovări a bisericii. Această renovare a avut loc pe timpul preotului Bogdán János, în vara anului 1926.  Lucrările au fost efectuate pe baza proiectului arhitectului  Kós Károly, de maistrul Bakos János și tovarășii săi de muncă din  Macău. Au tencuit pereții, interiori și exteriori, ai bisericii și ai turnului,  au confecționat ferestre noi la biserică și turn și au reparat orga veche, cumpărată în anul 1844 de la biserica săsească din Cluj. Tot atunci au cumpărat un clopot nou de 203 kg în locul celui rechiziționat în timpul primului război mondial. 
În anul 1942 biserica a fost acoperită cu țiglă.  Alte lucrări de reparații au avut loc în anul 1951. După șase ani, în anul 1957, în locul clopotului vechi, care a crăpat, au fost turnate două clopote noi, pe cheltuiala credincioșilor.  
Cu trecerea timpului, s-au produs din nou crăpături și deteriorarea tencuielii de pe pereți, iar acoperișul turnului a ajuns într-o stare de degradare avansată. Ca urmare a fost necesară o nouă renovare. Aceasta a început în toamna anului 1975 și s-a terminat în primăvara anului 1979.  A fost acoperit din nou turnul, acoperișul bisericii a fost modificat și întărit, a fost refăcută tencuiala interioară și exterioară.  S-a confecționat tavan nou, scări, coruri, pardoseli, la coruri s-au confecționat bănci noi, ușile și ferestrele au fost revopsite, a fost reparată orga veche. 
Ultimele lucrări de reparații au fost realizate în anii 1998 și 2000.
„Ca ochii tăi să se uite pe această casă zi și noapte ... ”
1Crai 8: 29a.

## Imagini din exterior

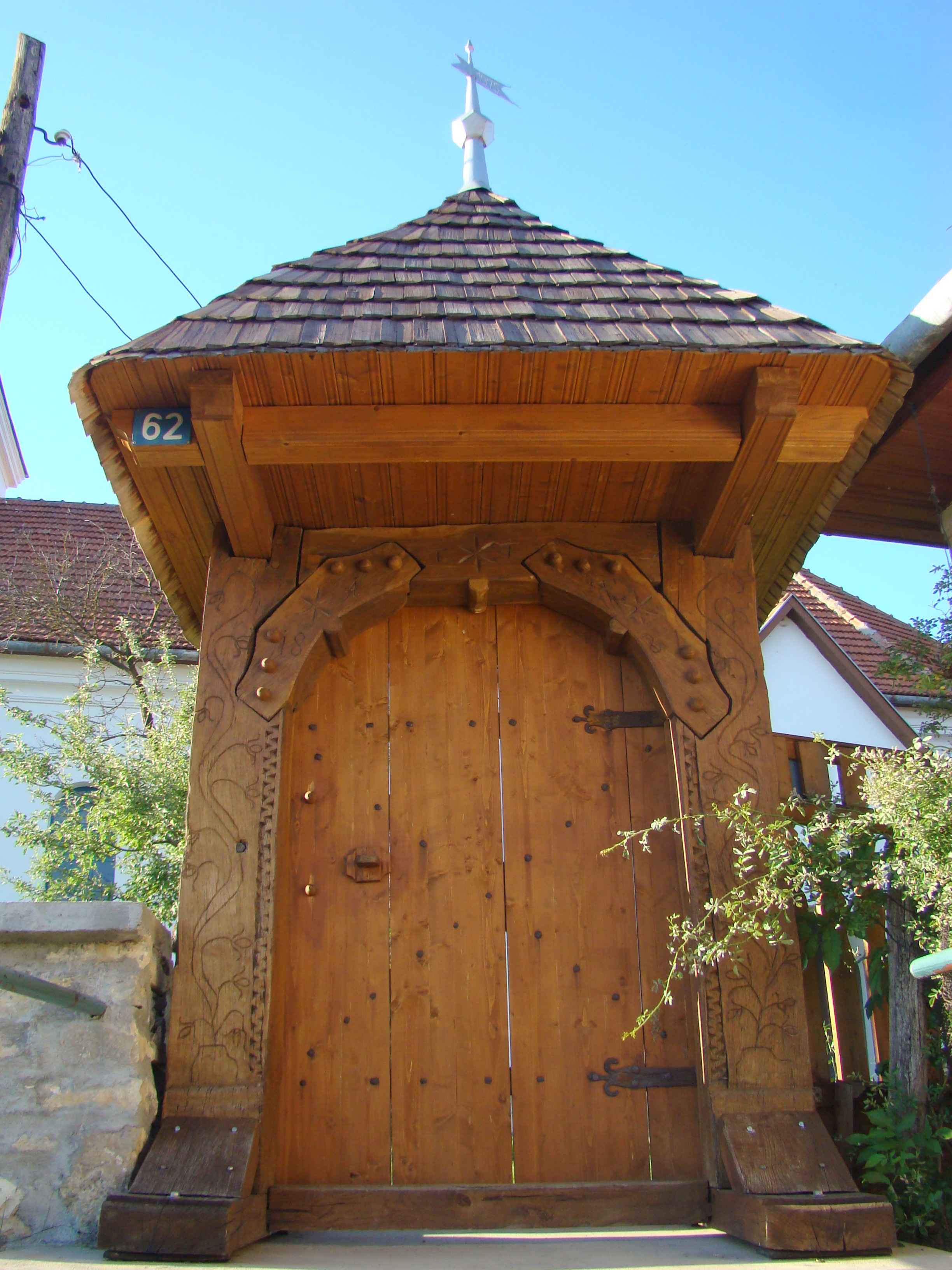
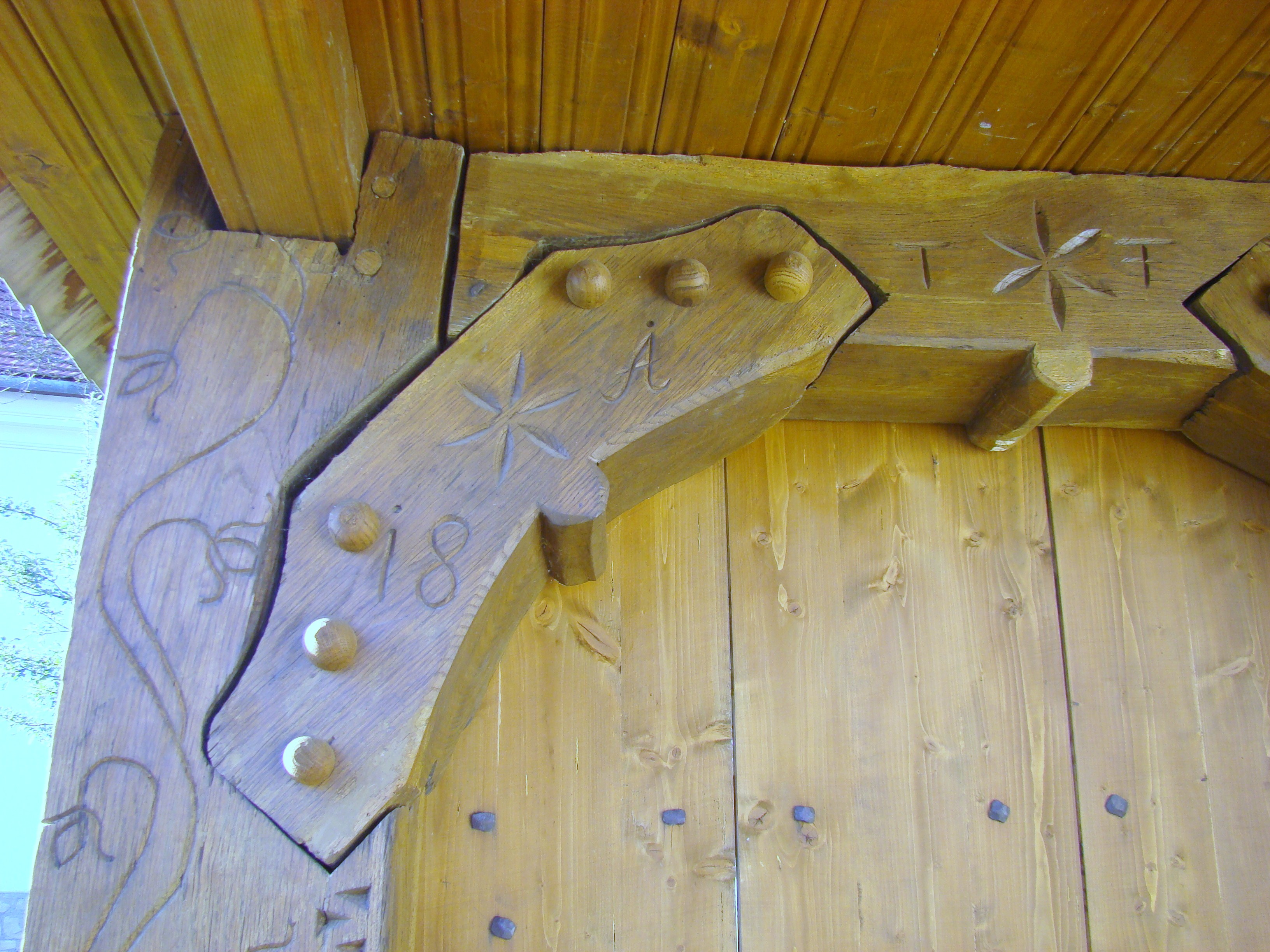
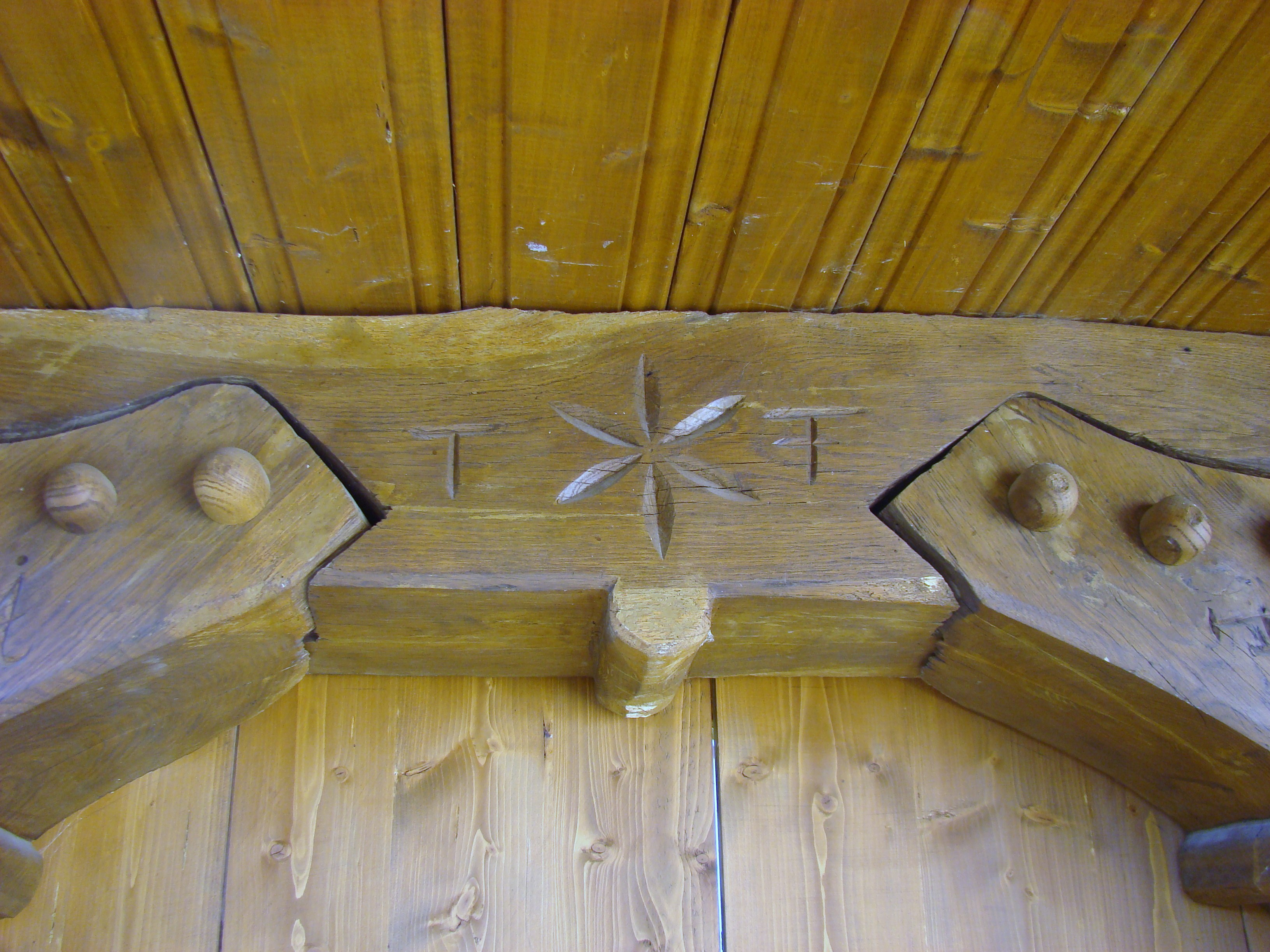
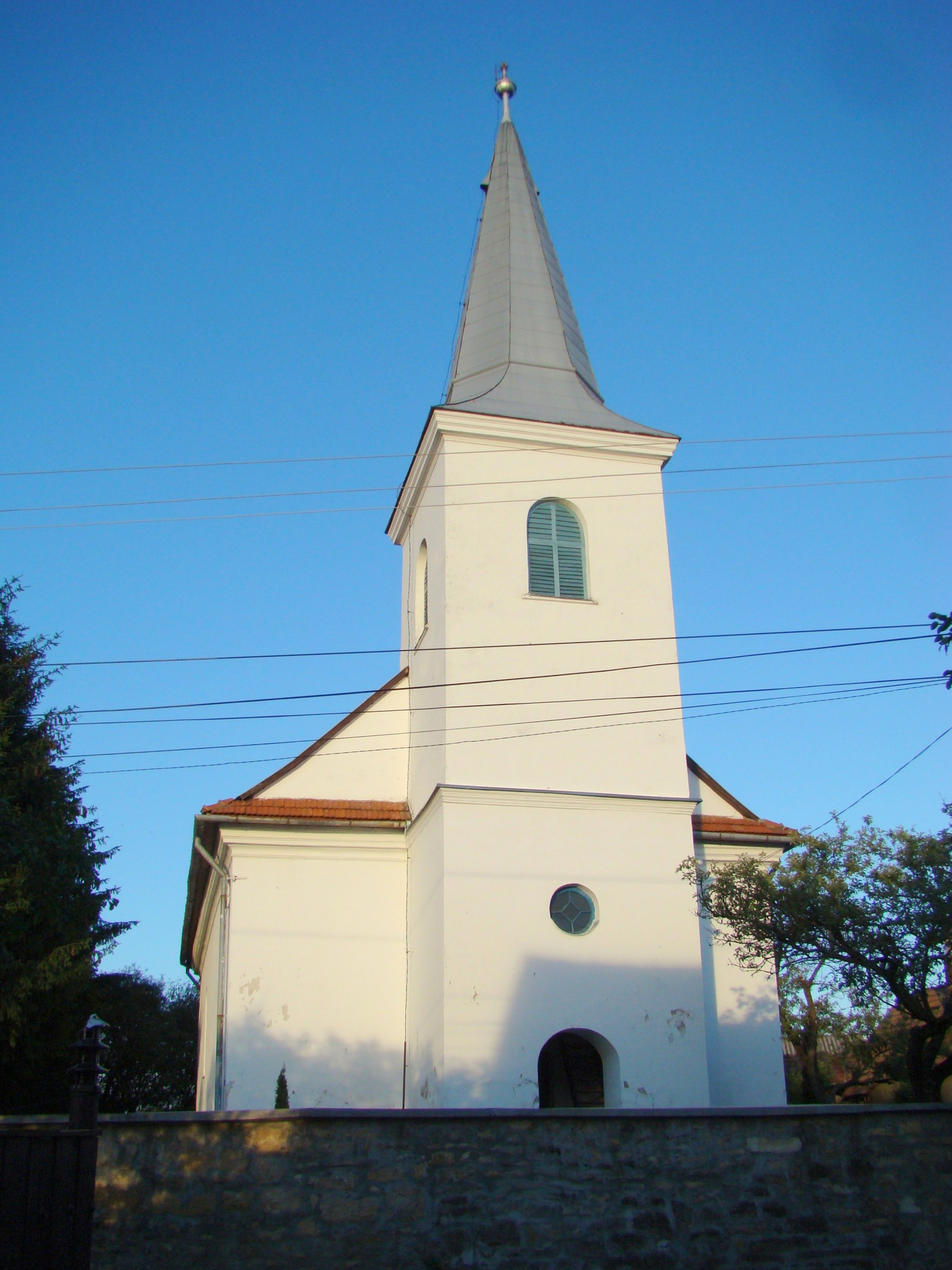
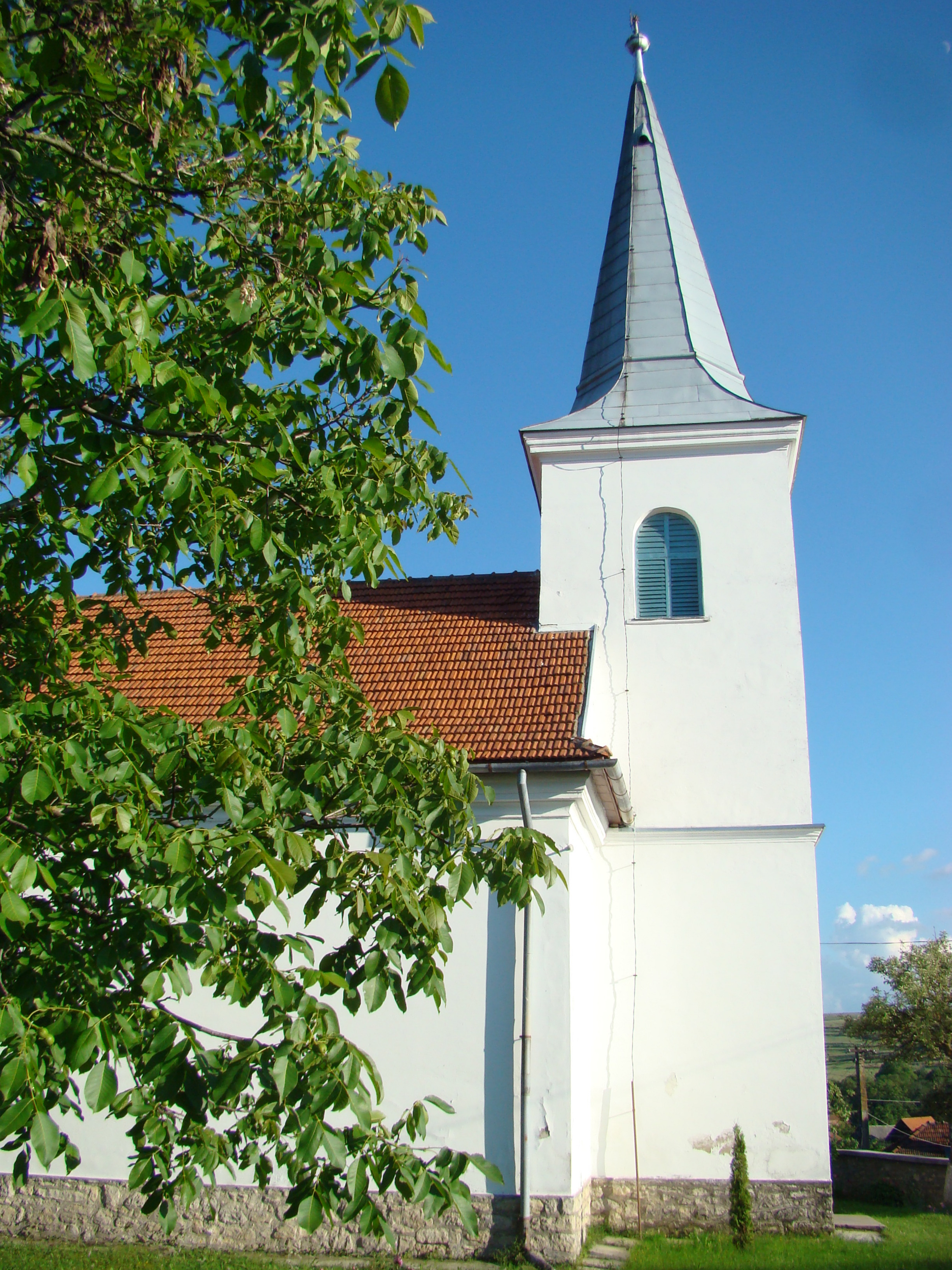
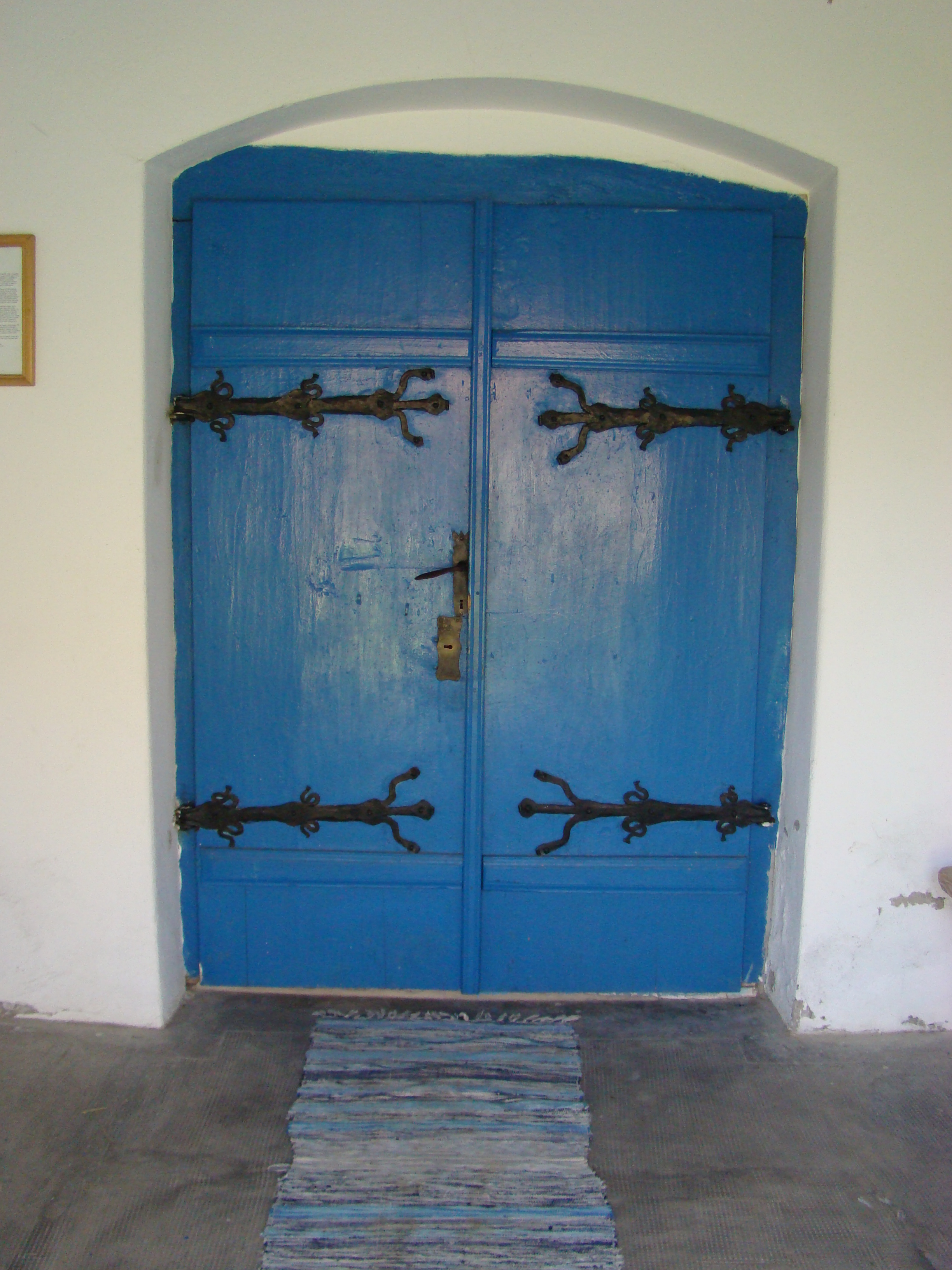
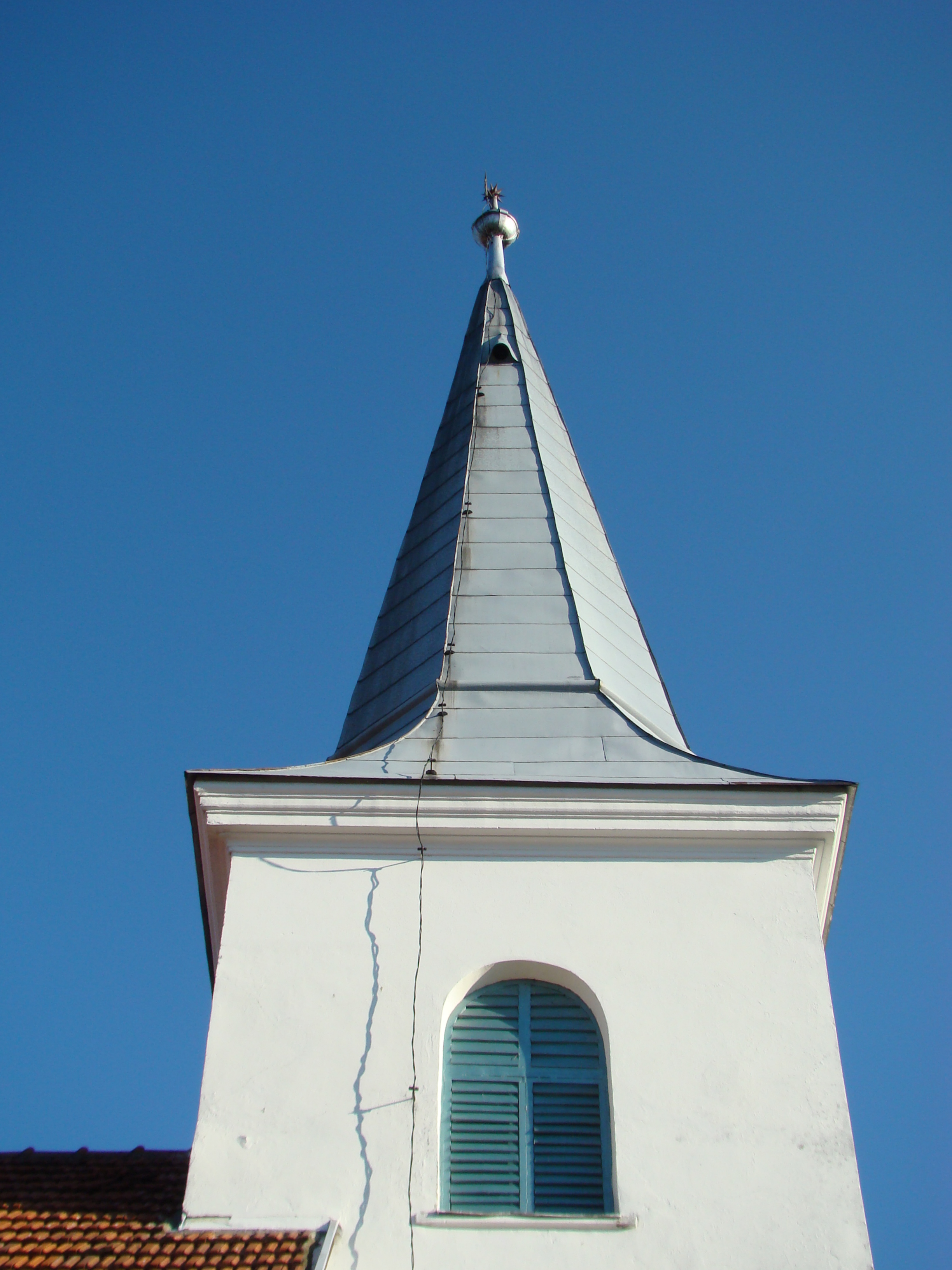
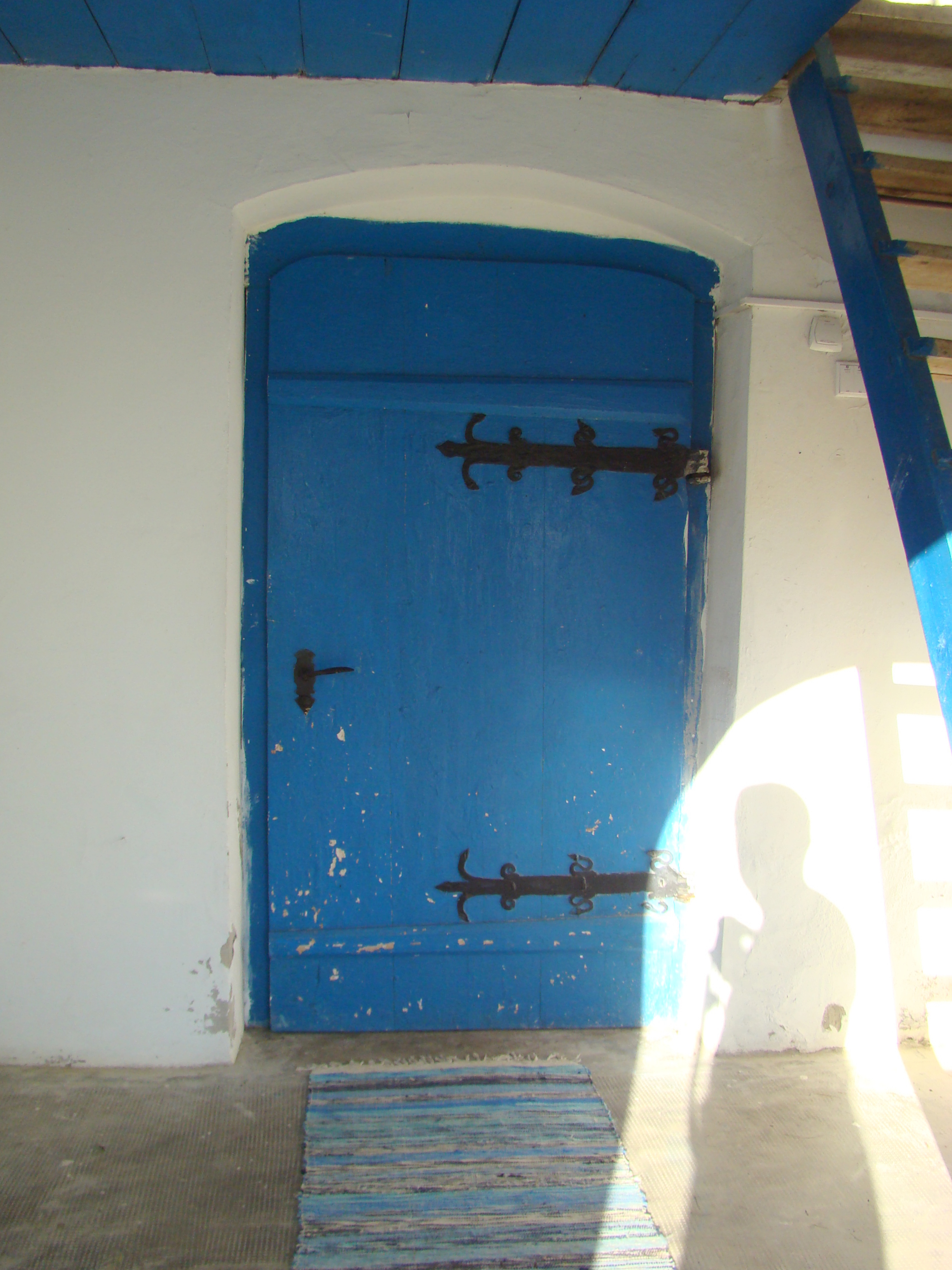
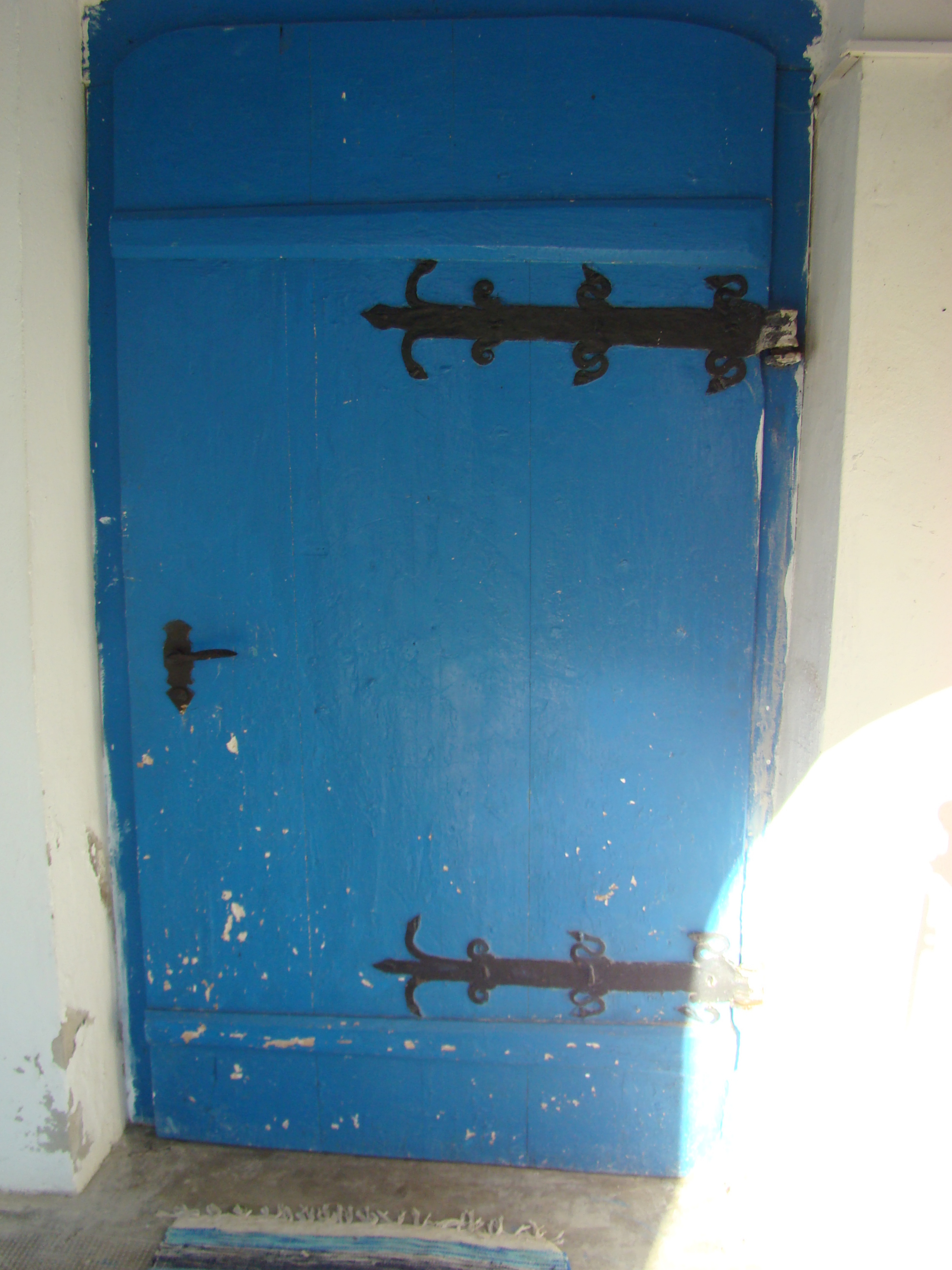
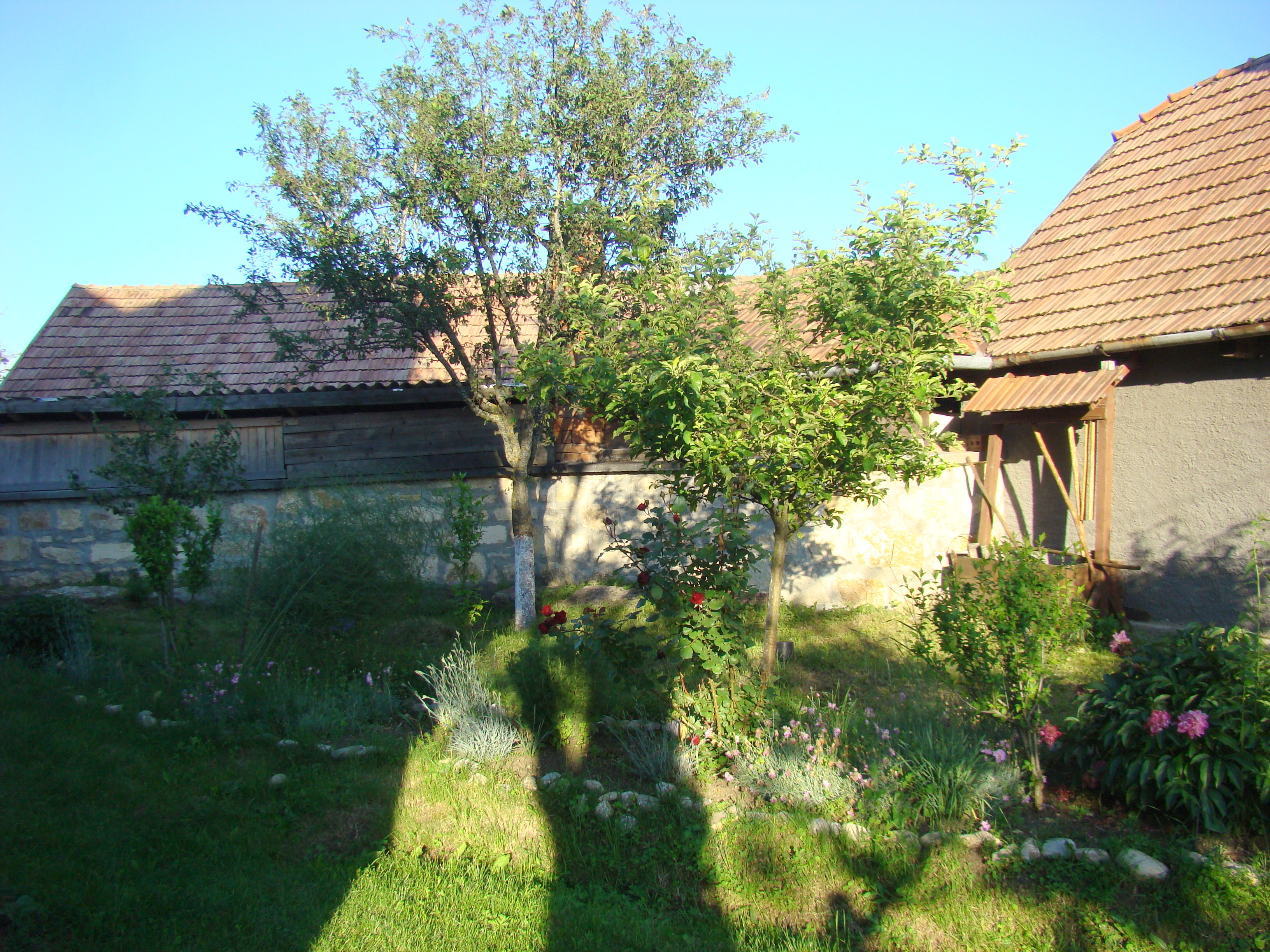
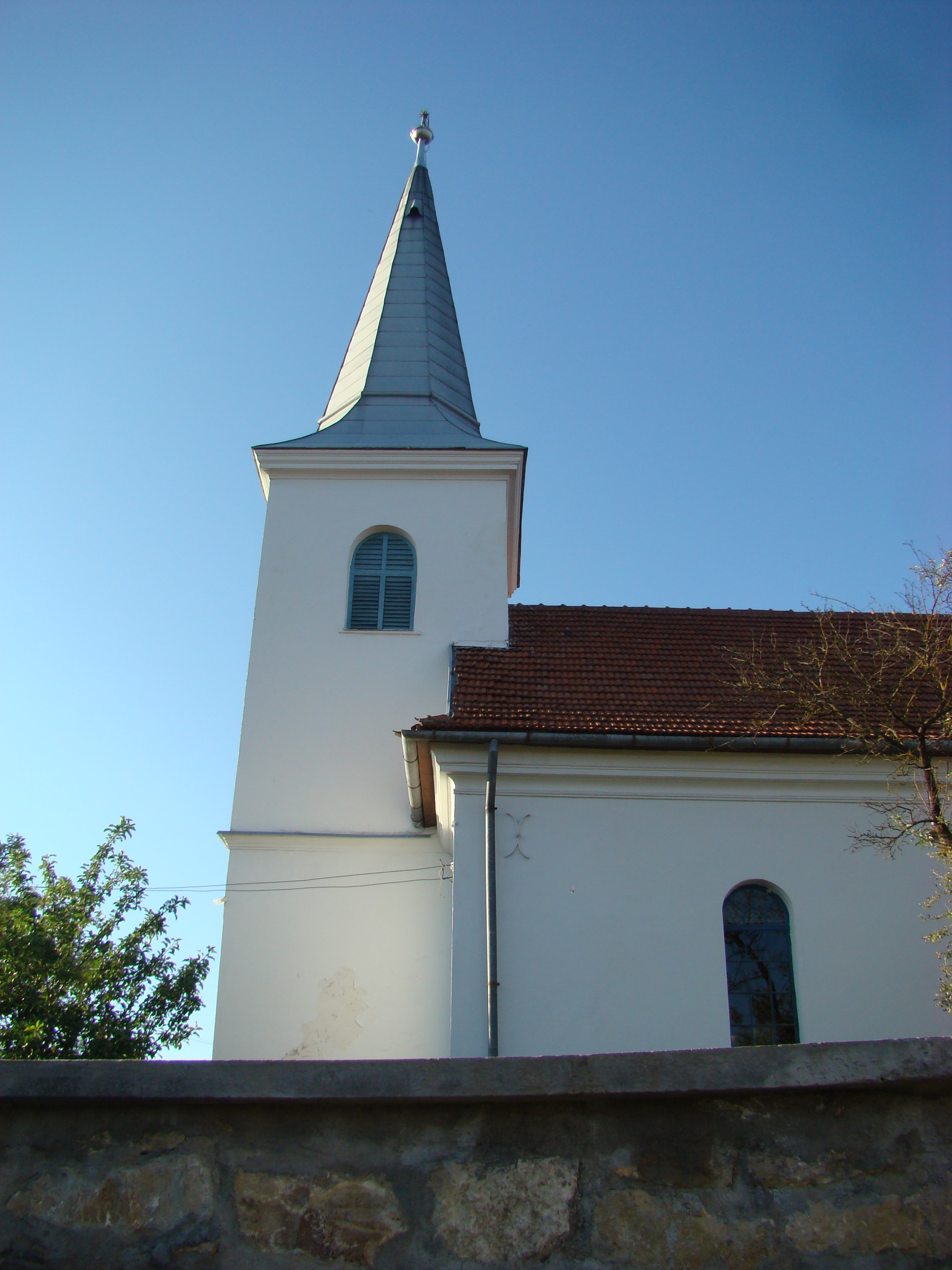
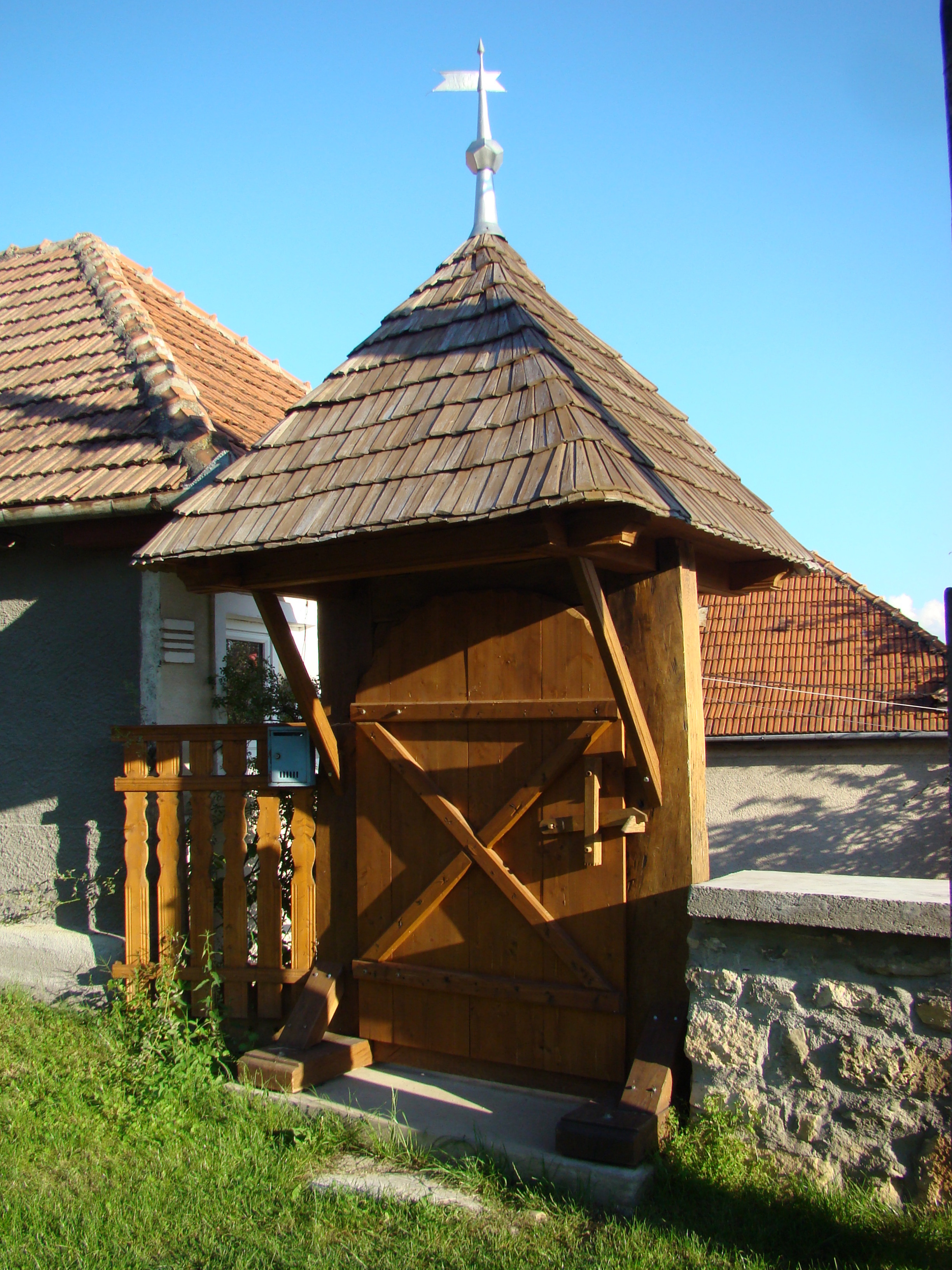
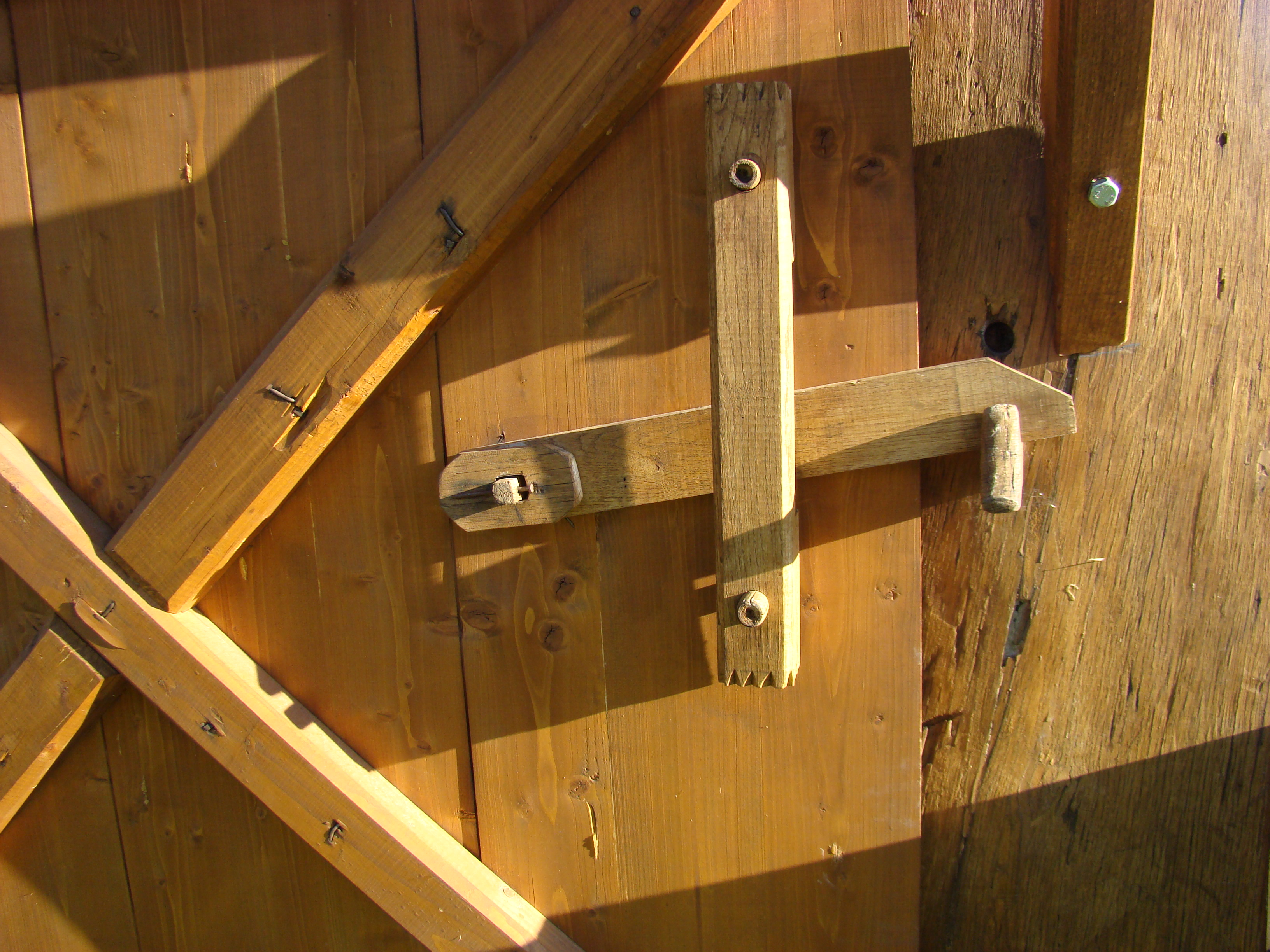
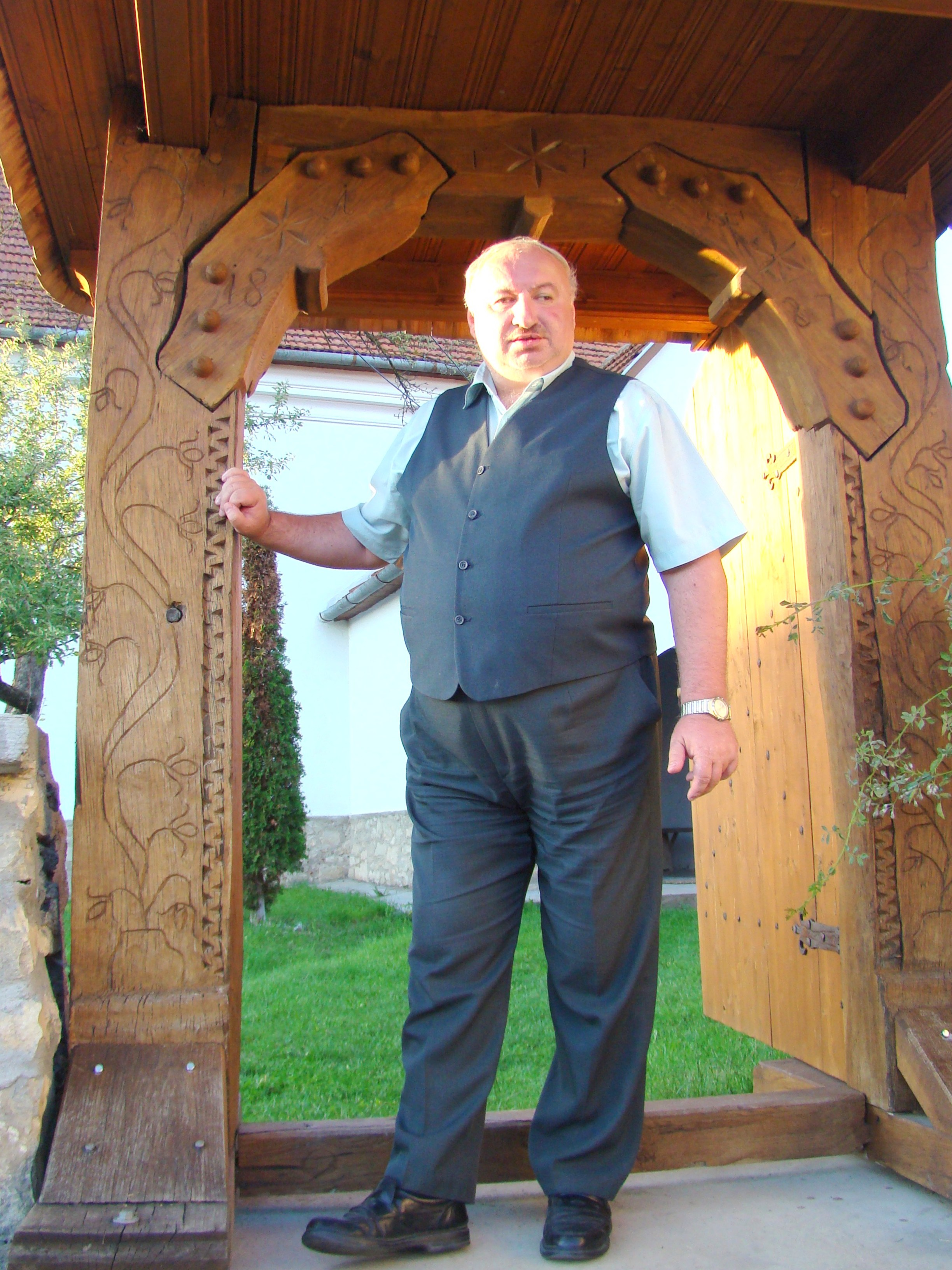
Pastorul reformat Mihály János

## Imagini din interior

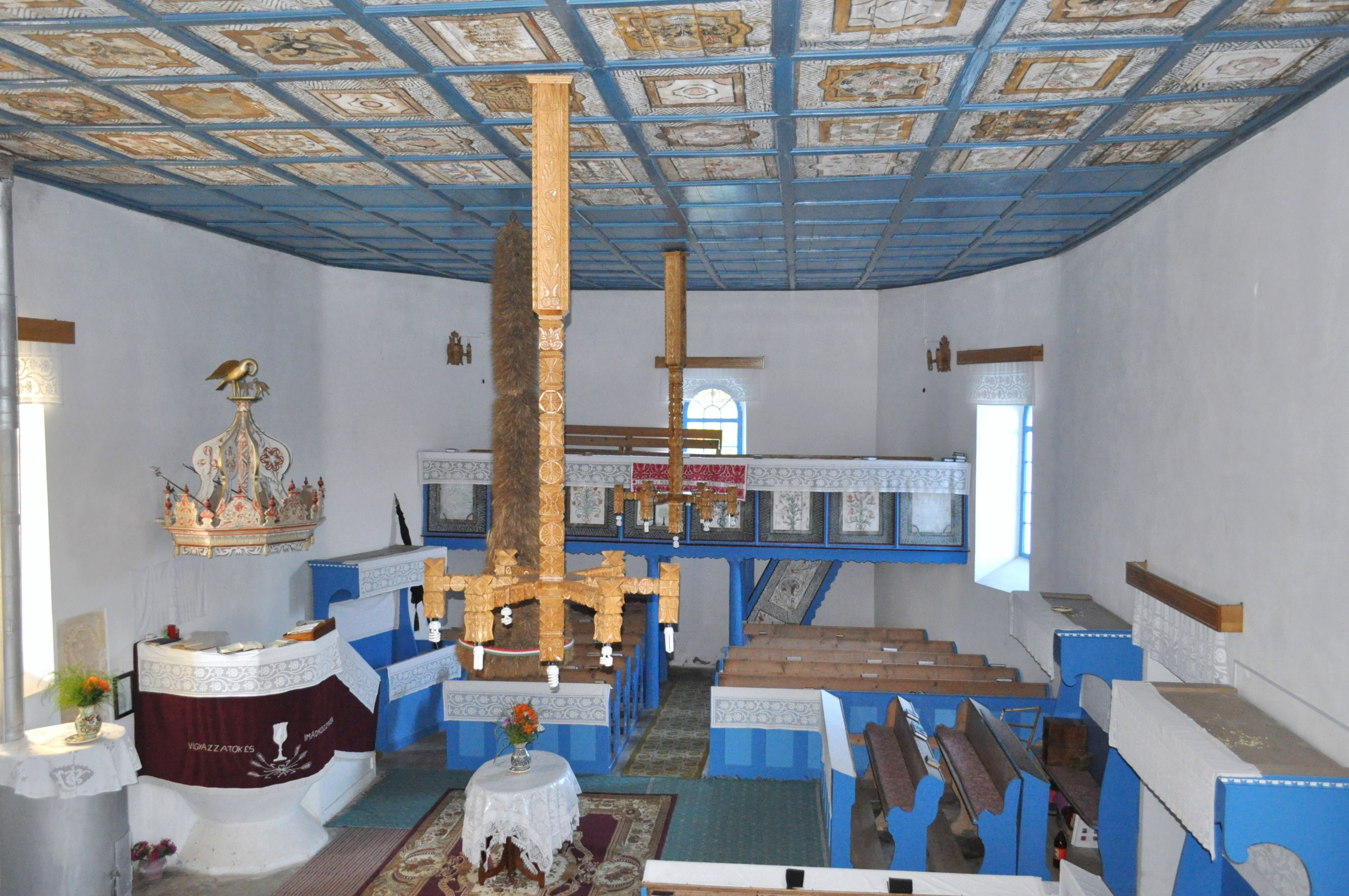
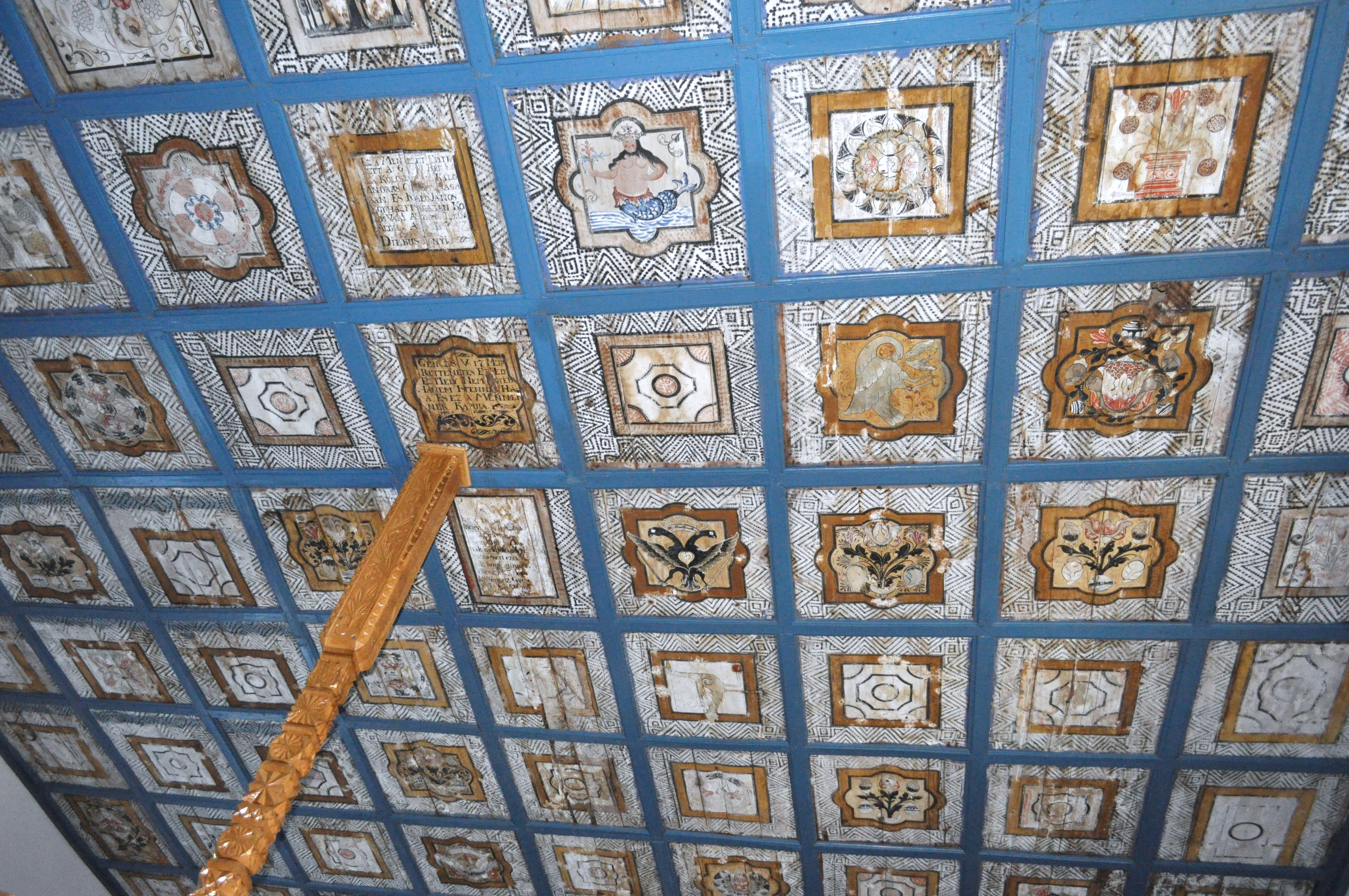
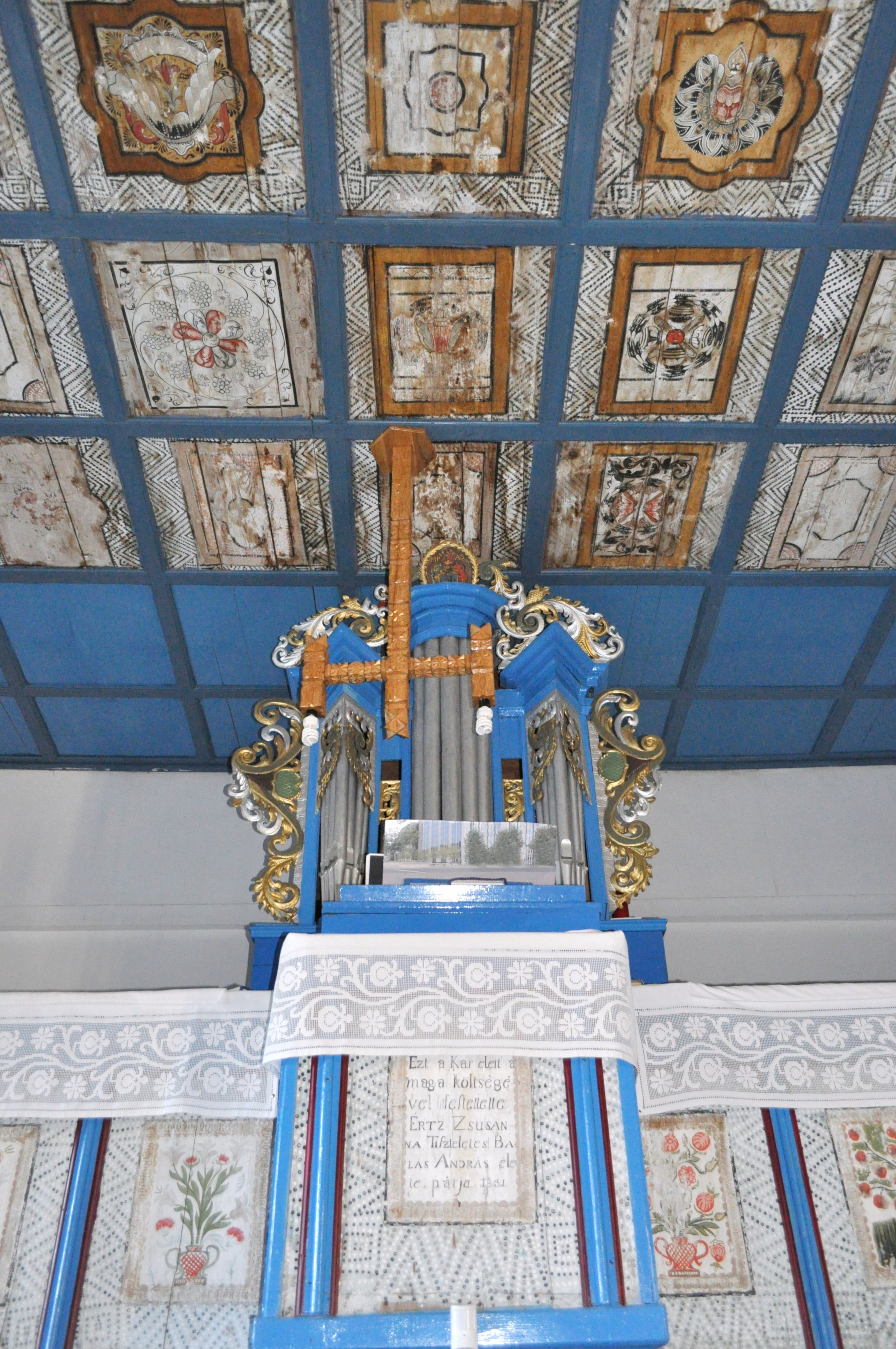
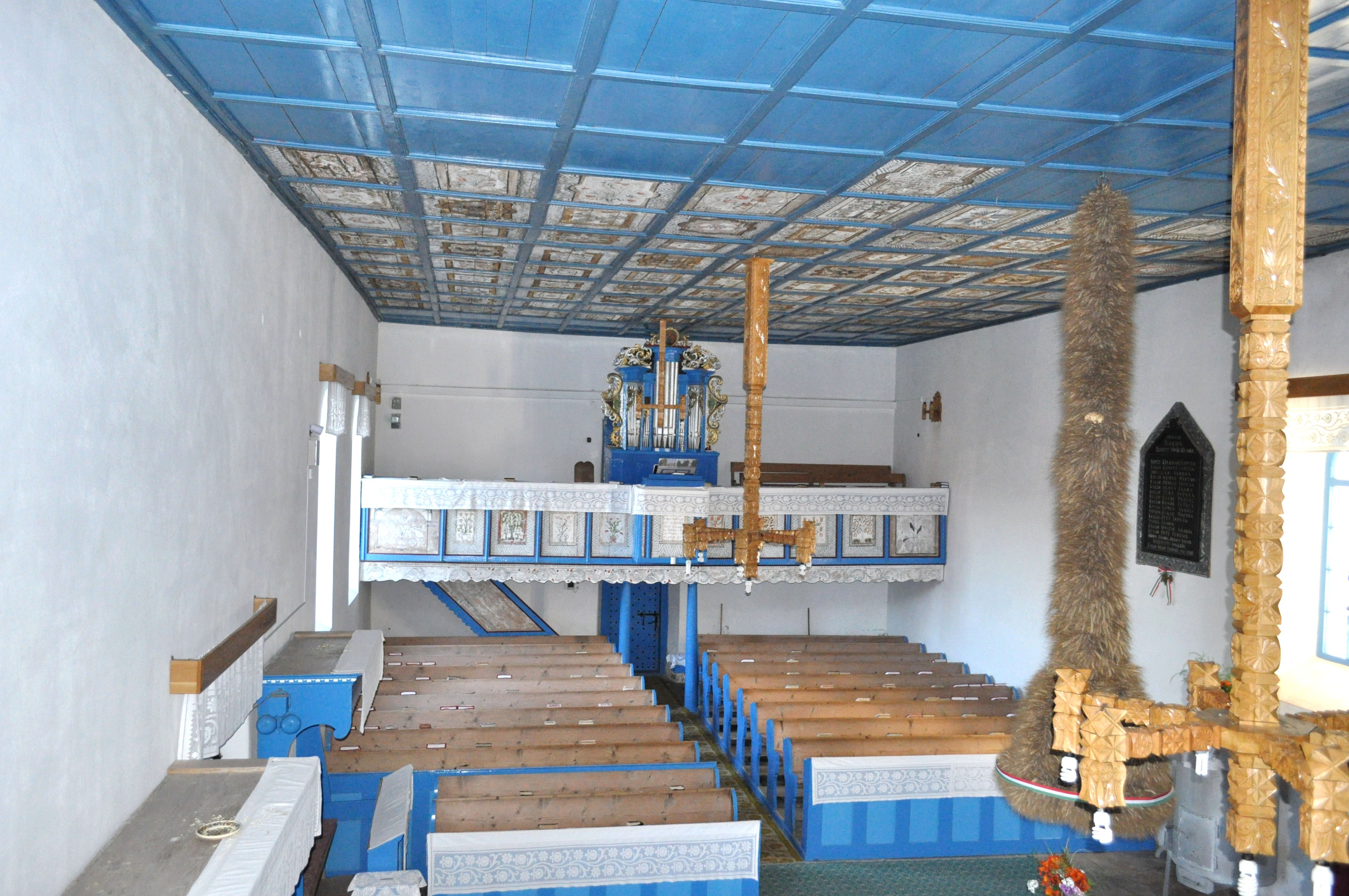
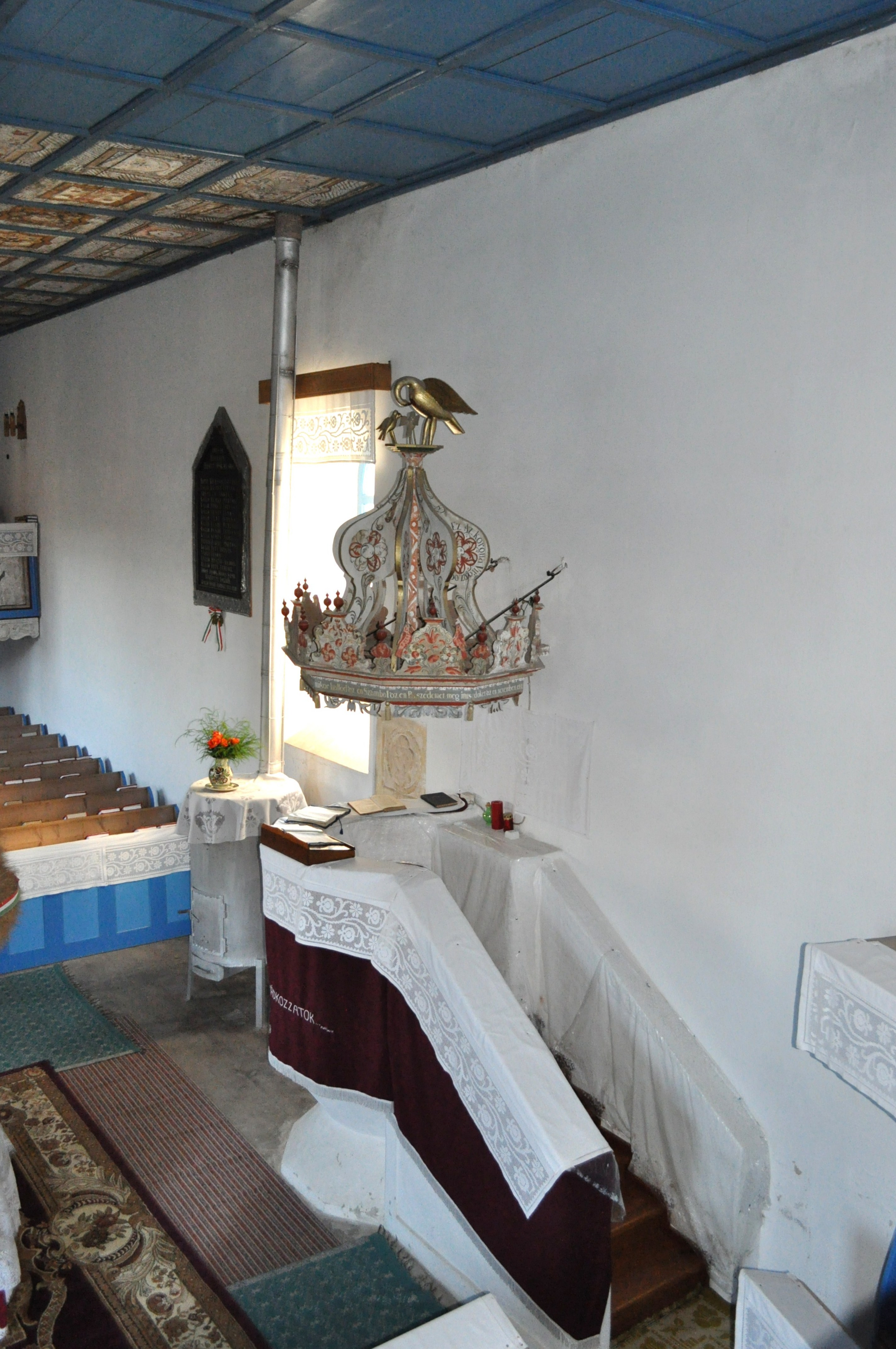
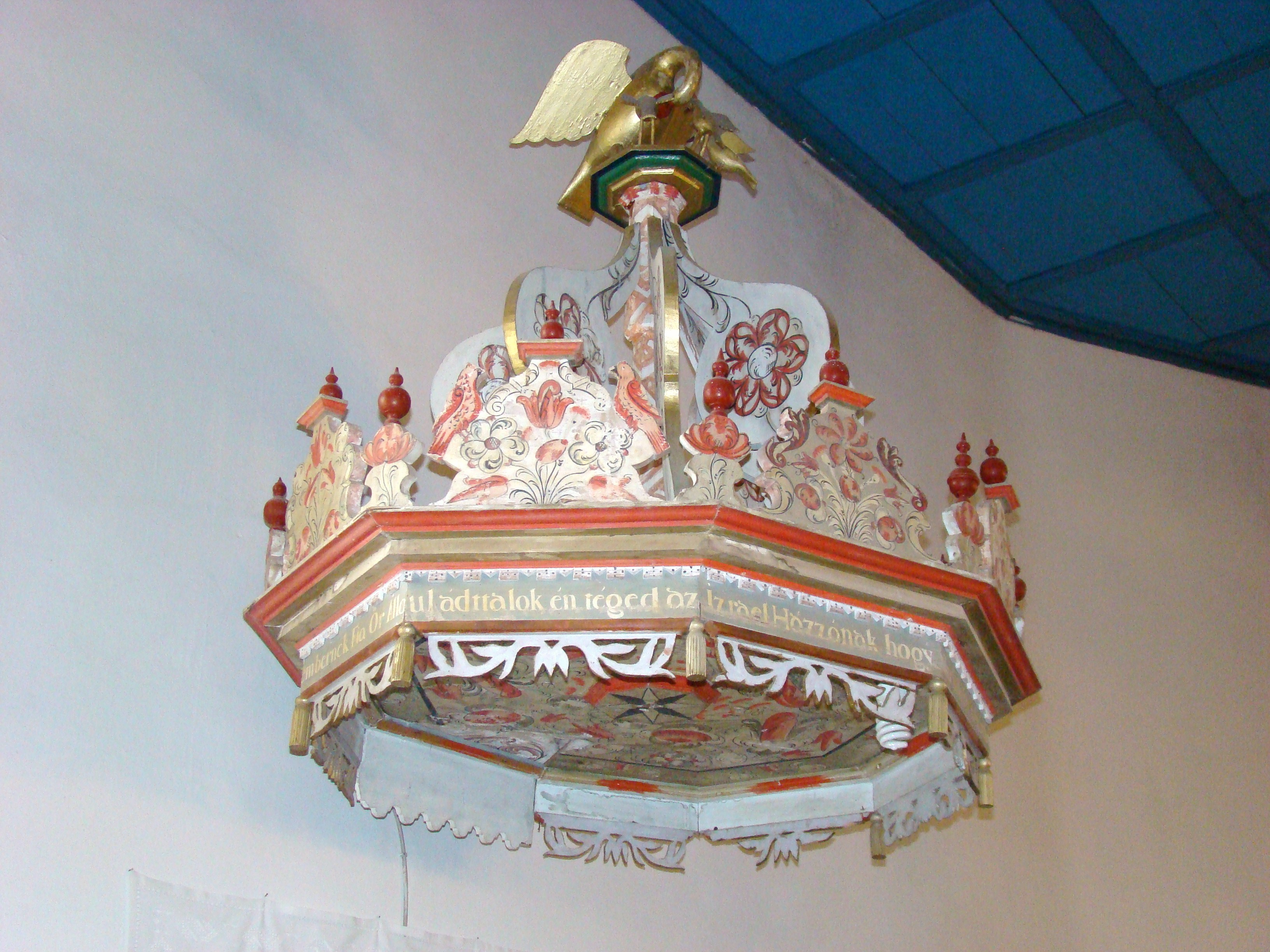
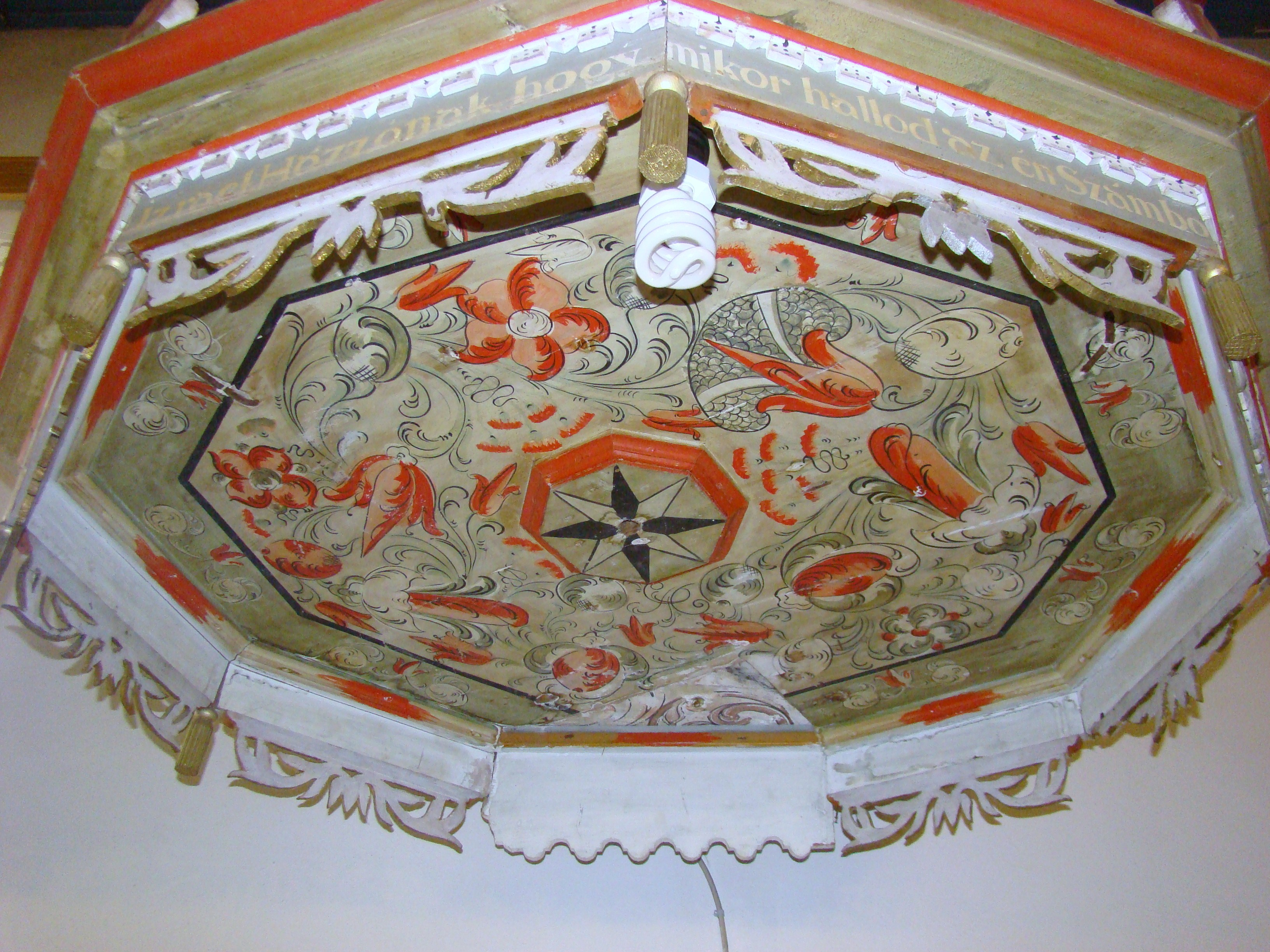
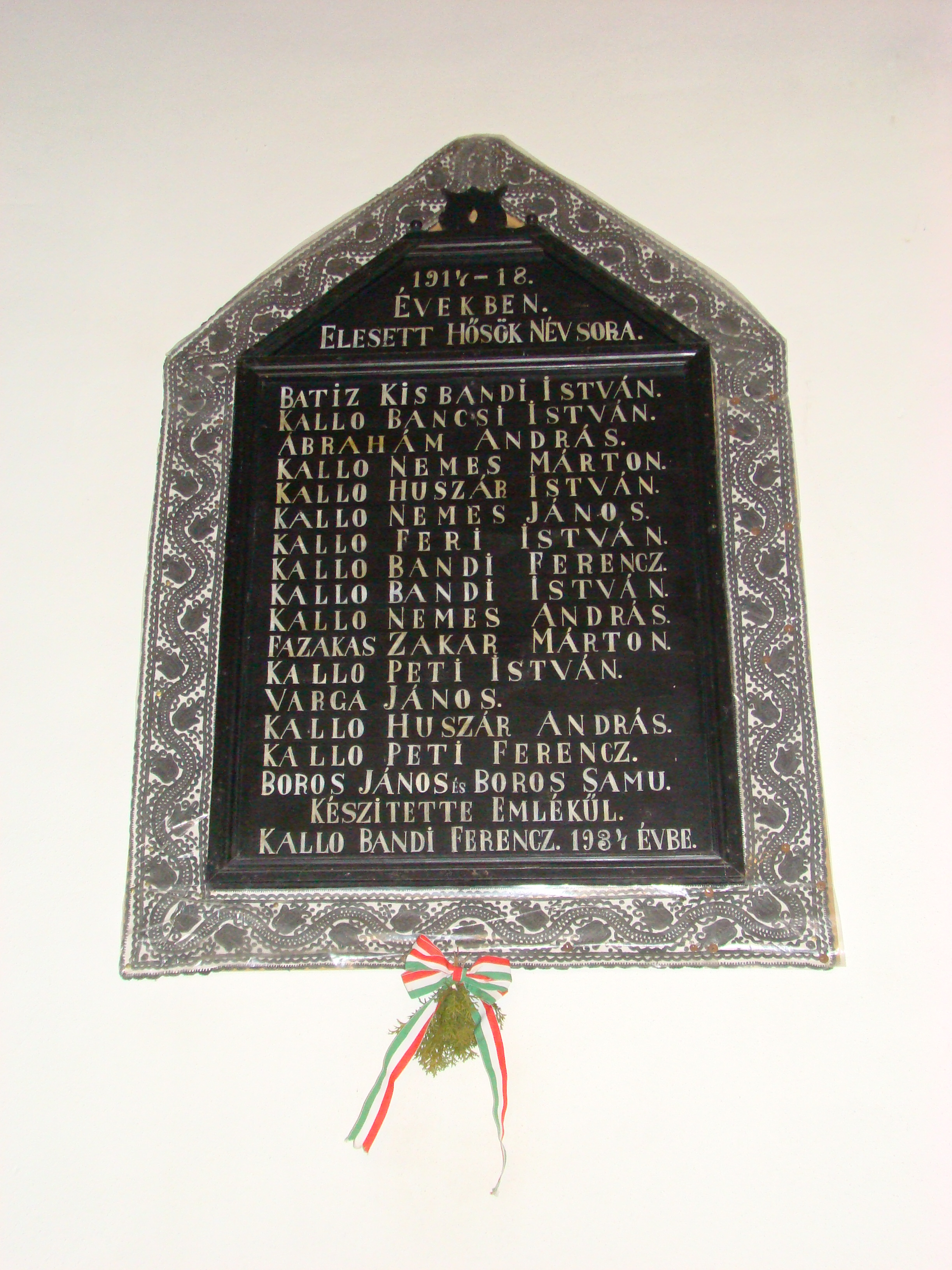
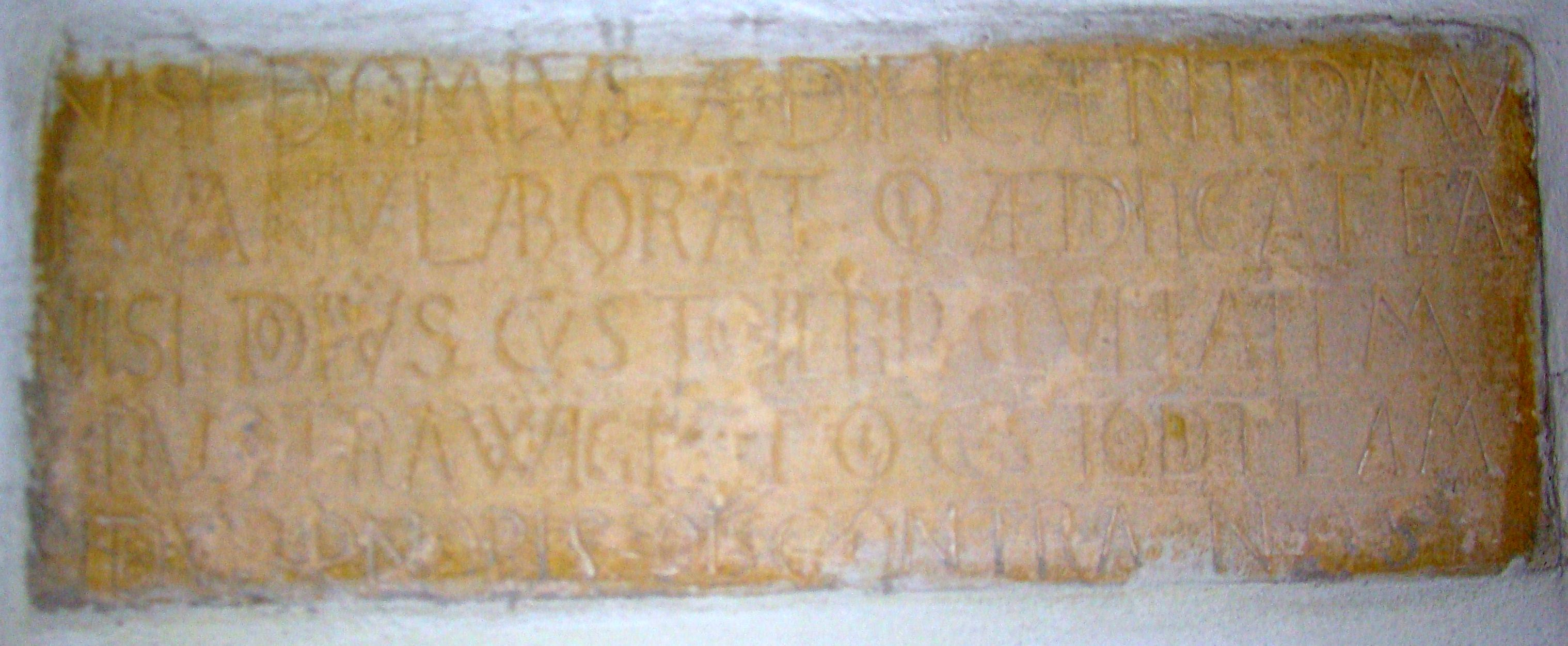
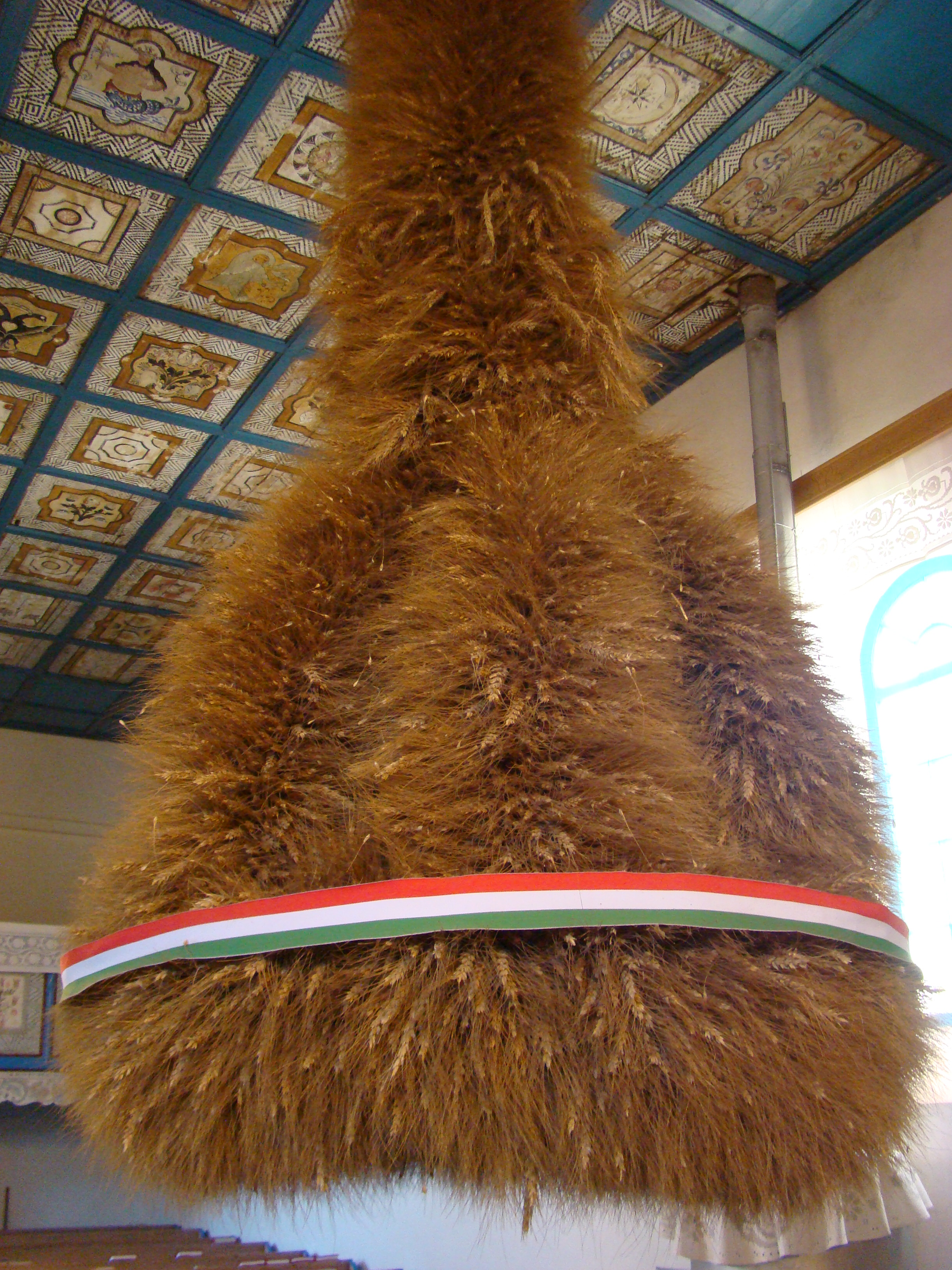
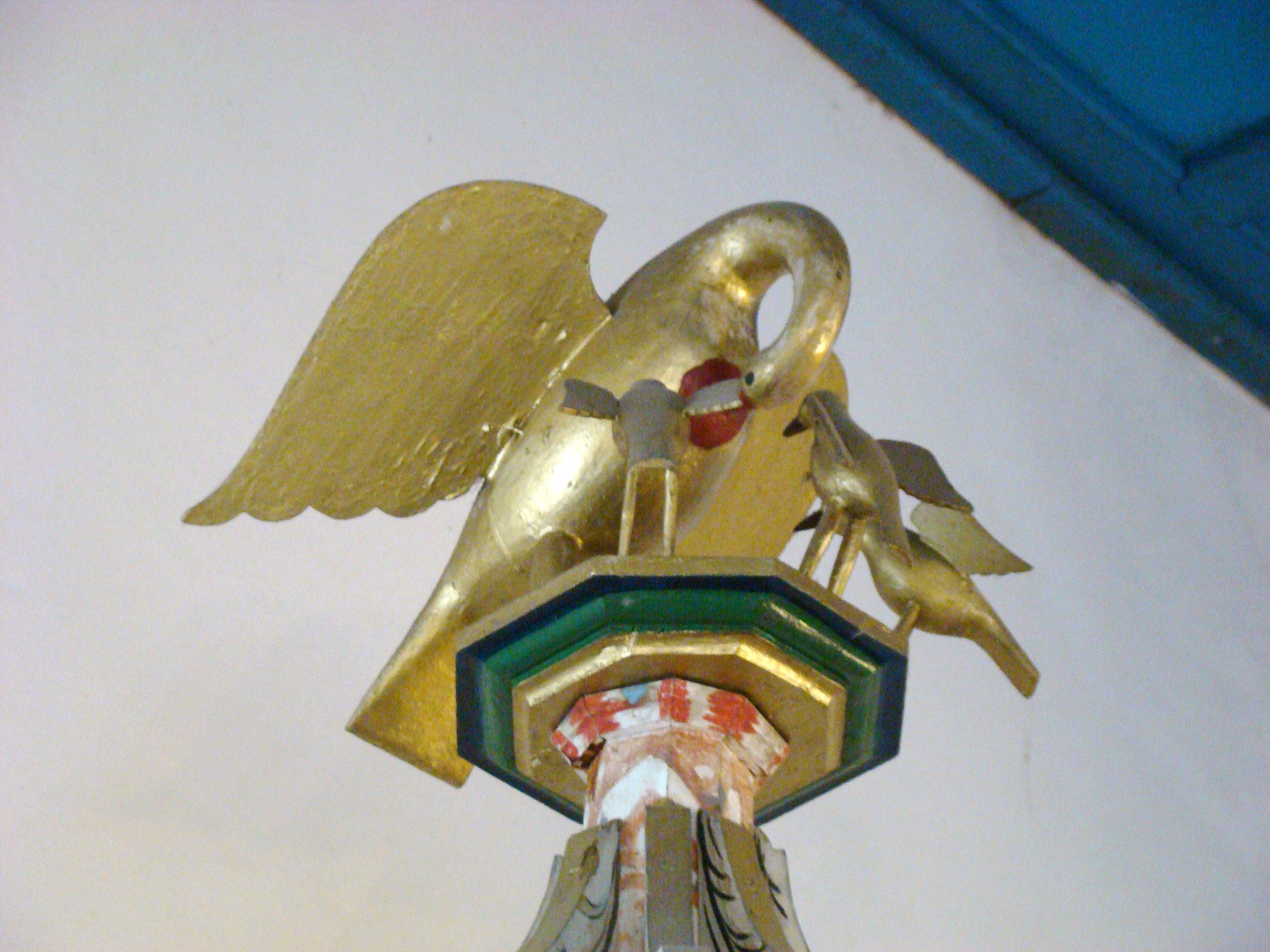
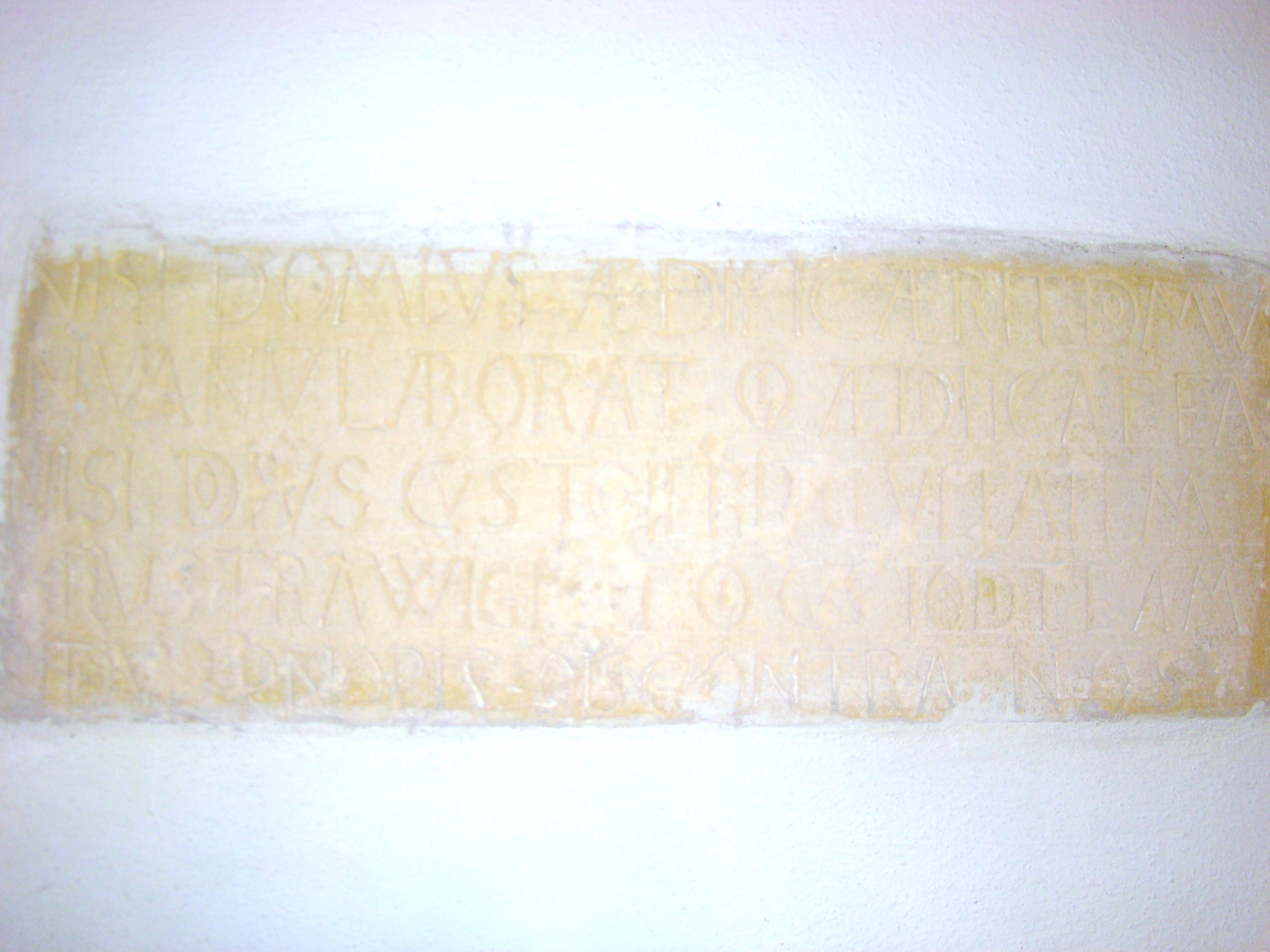
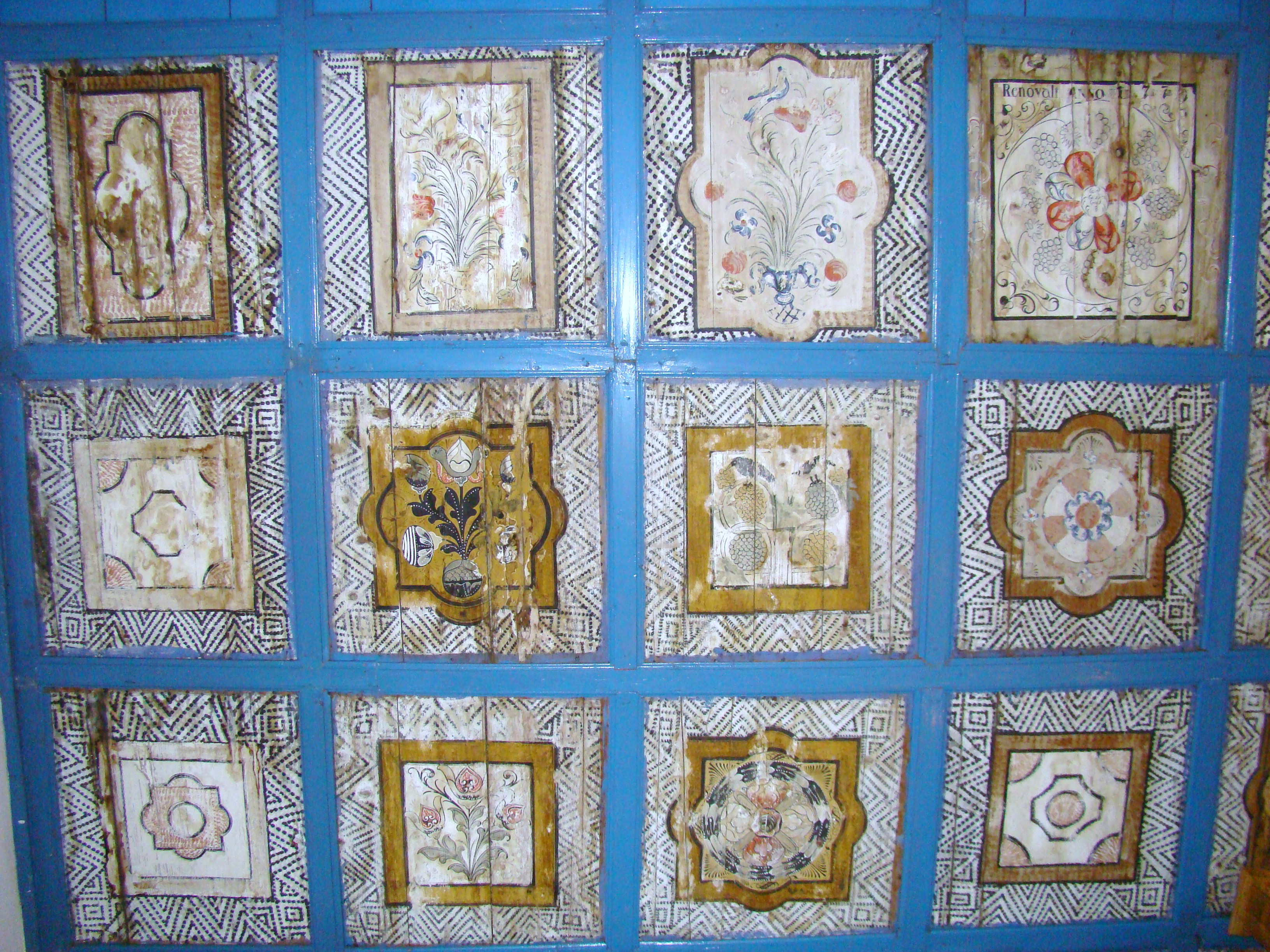
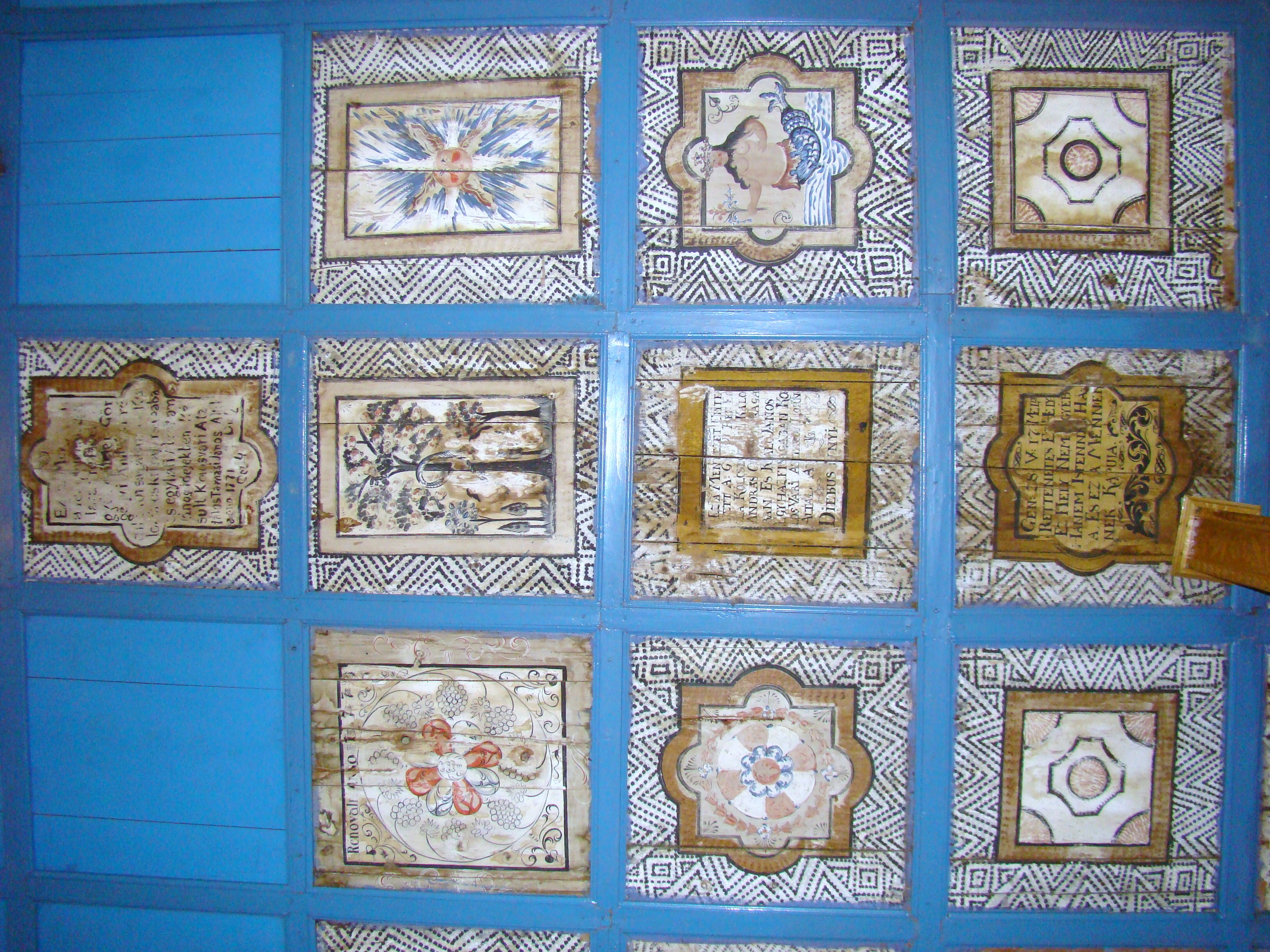
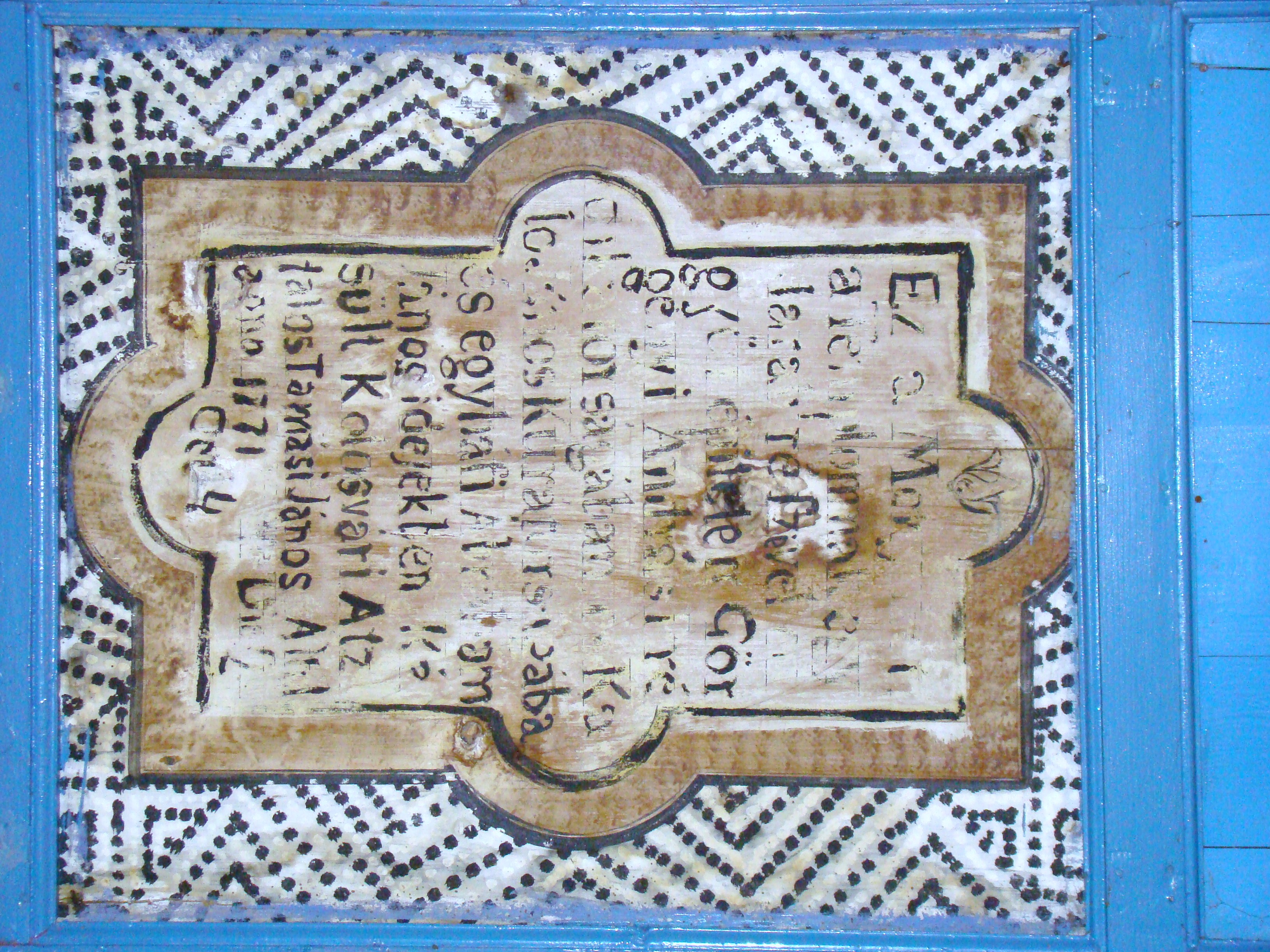
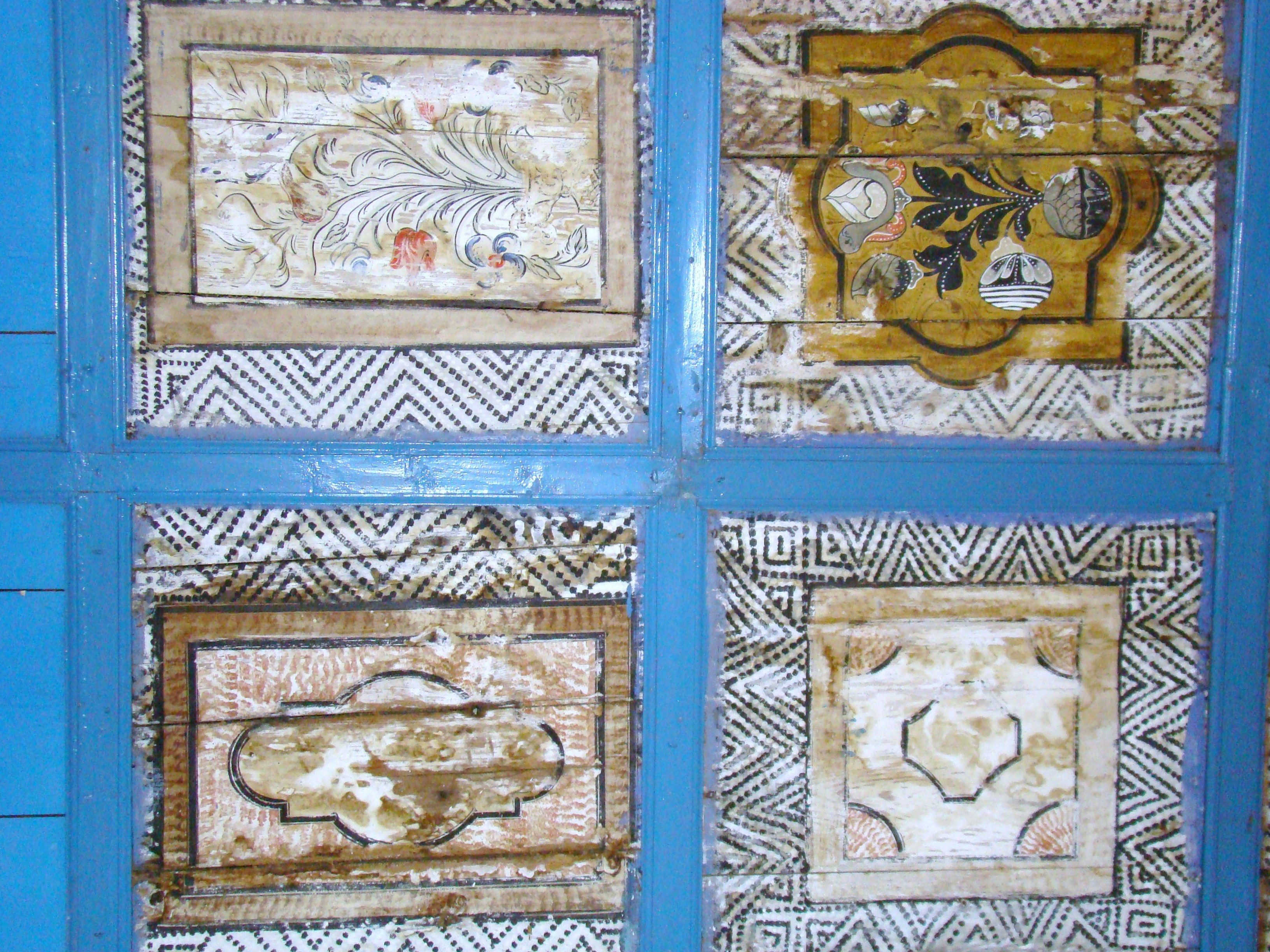
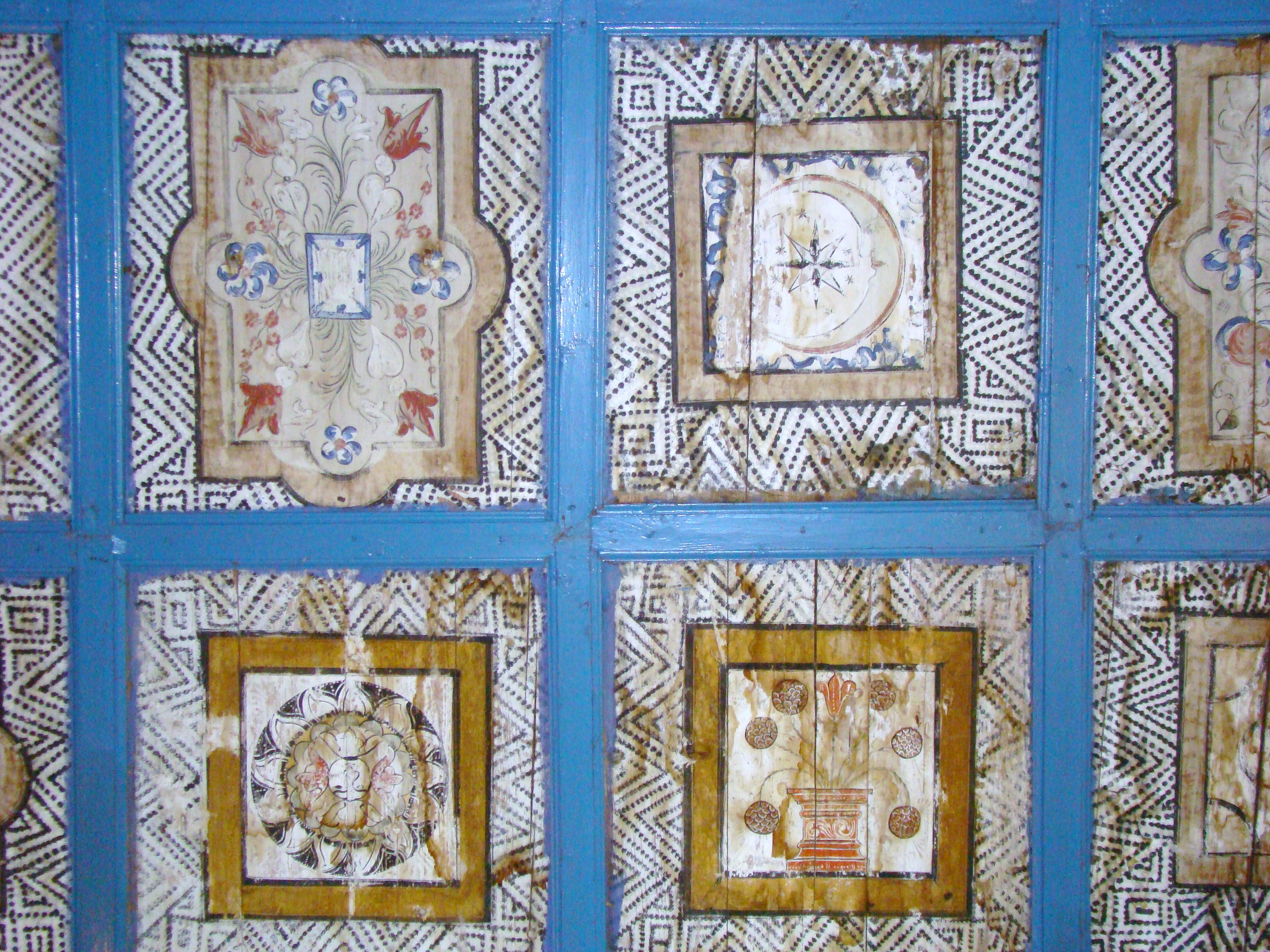
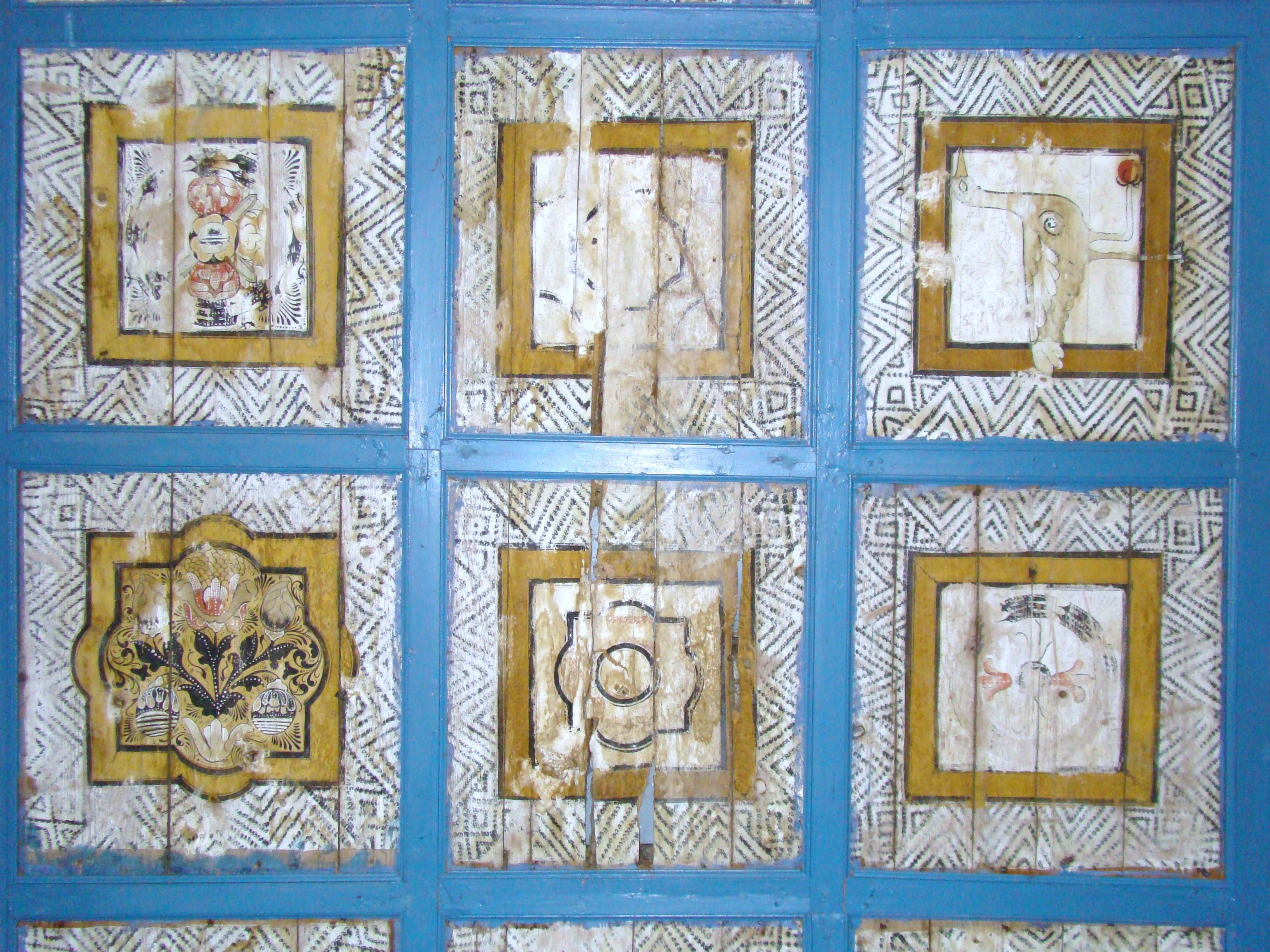
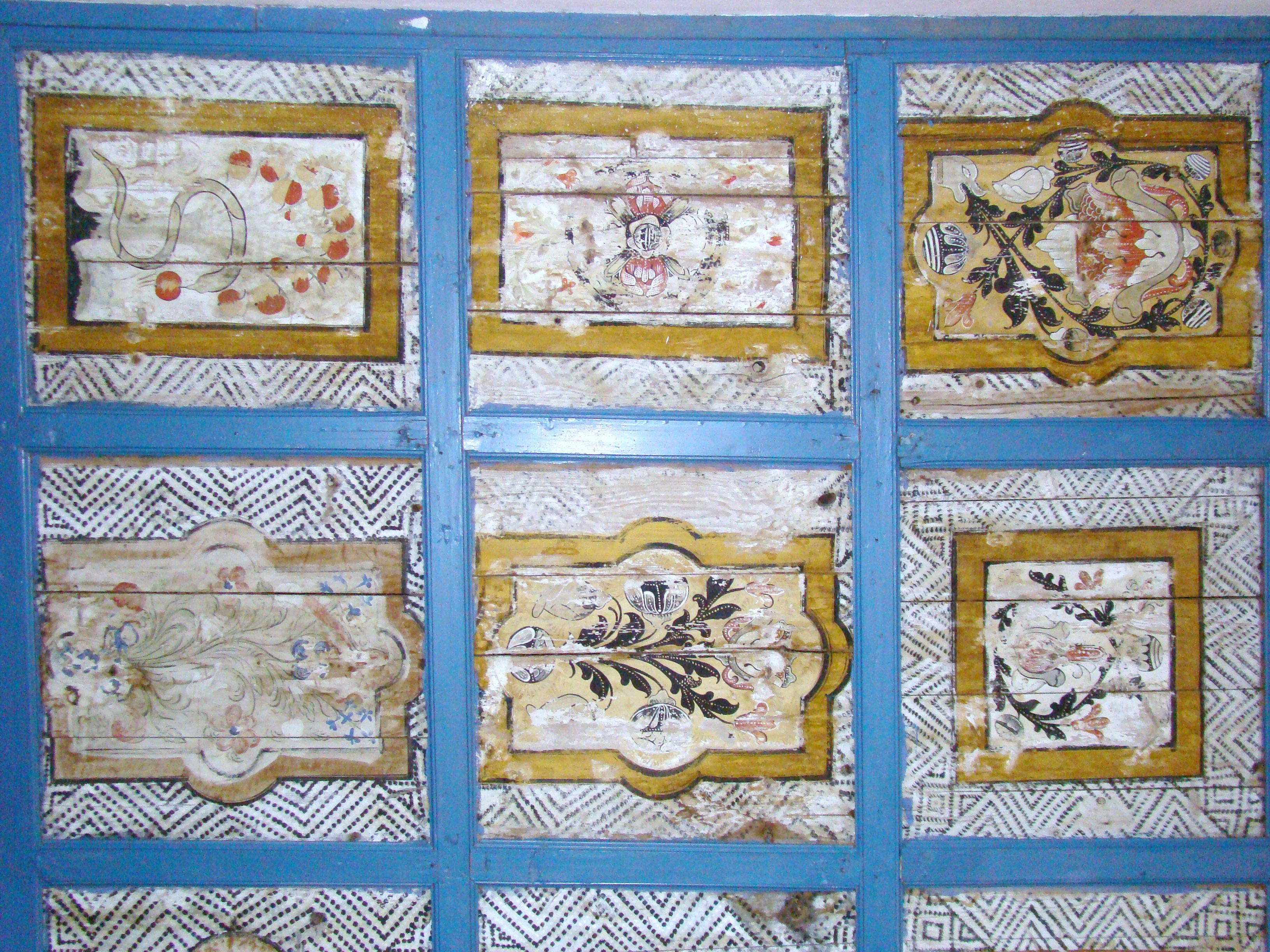
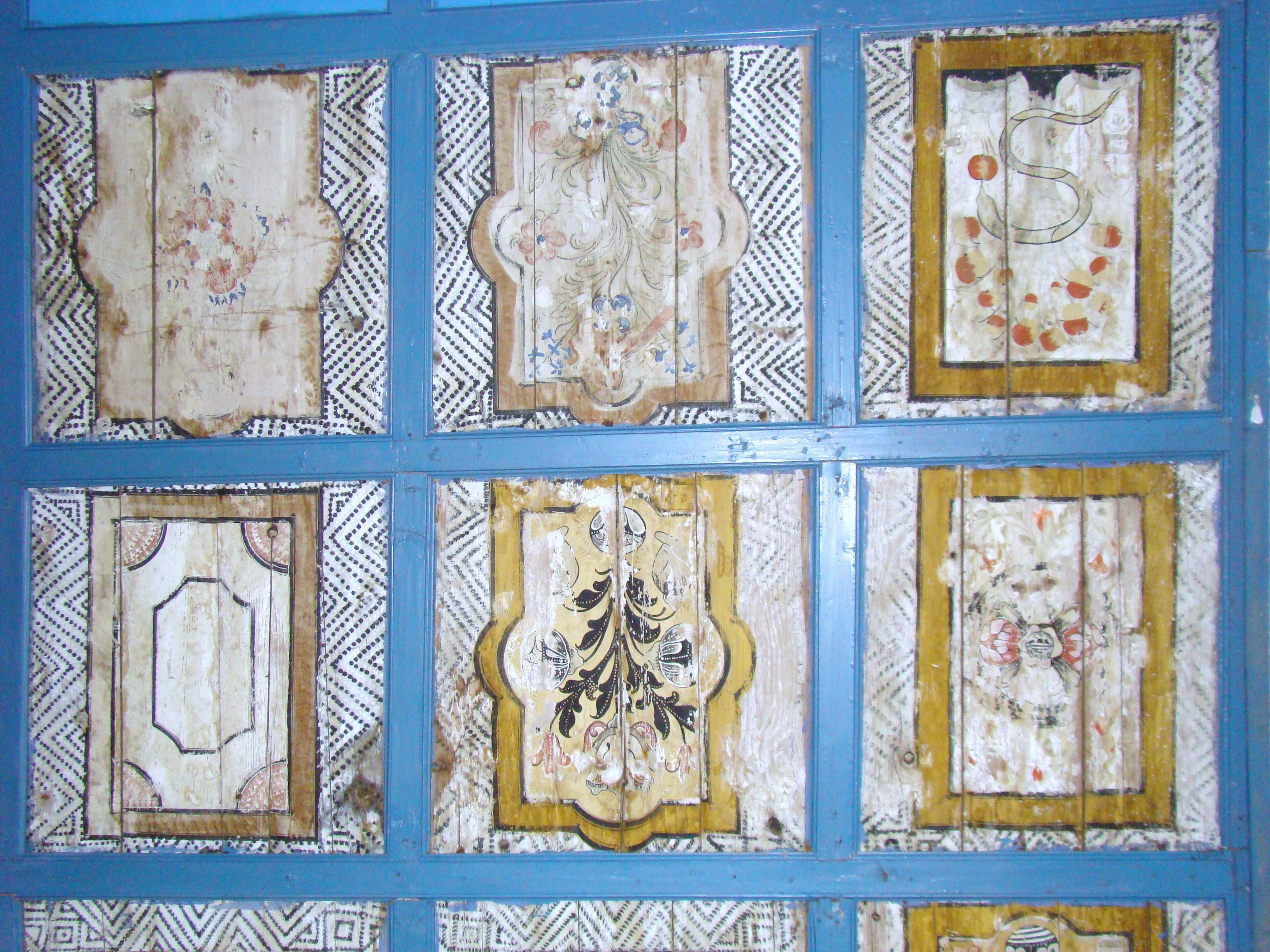
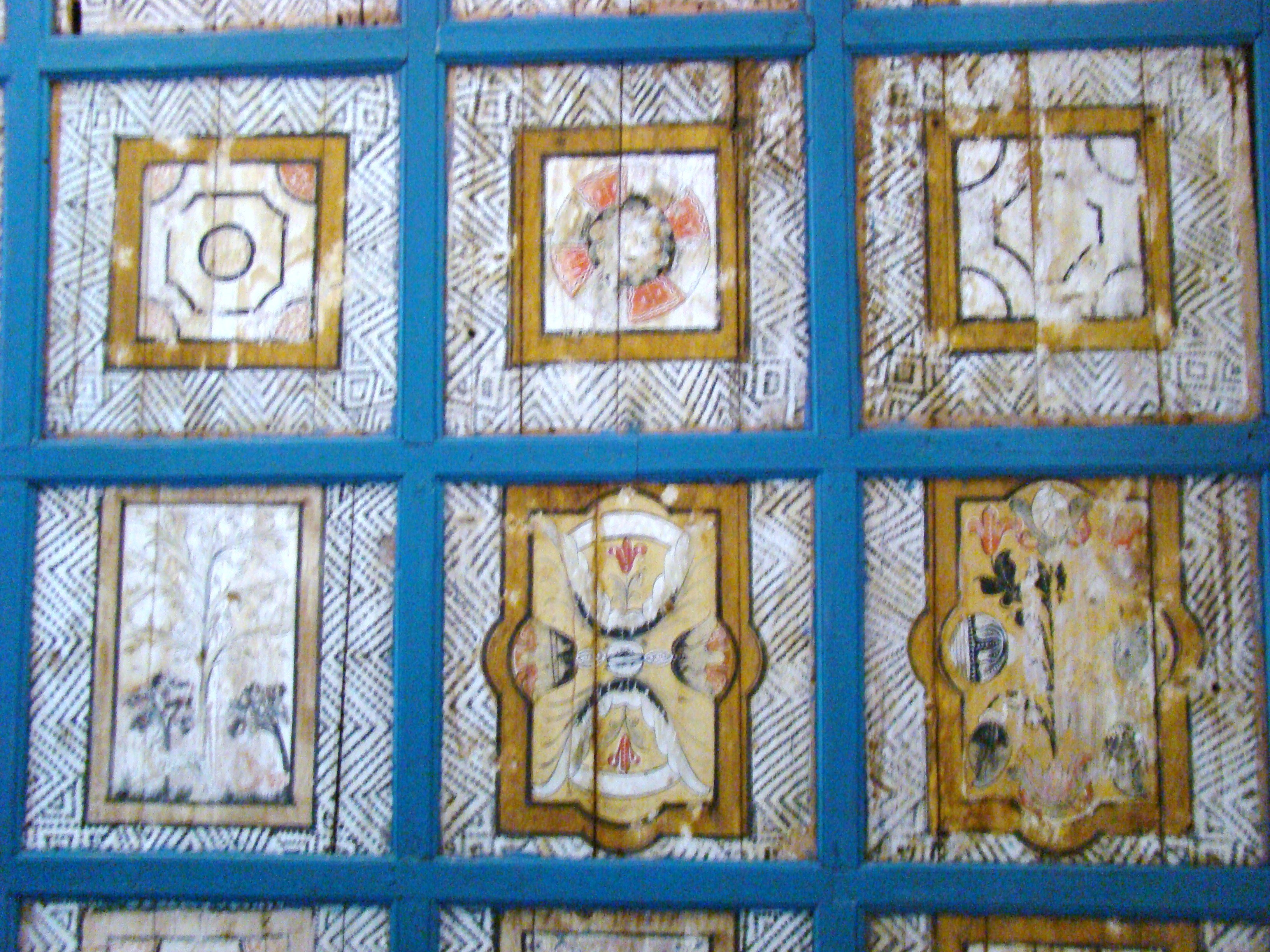
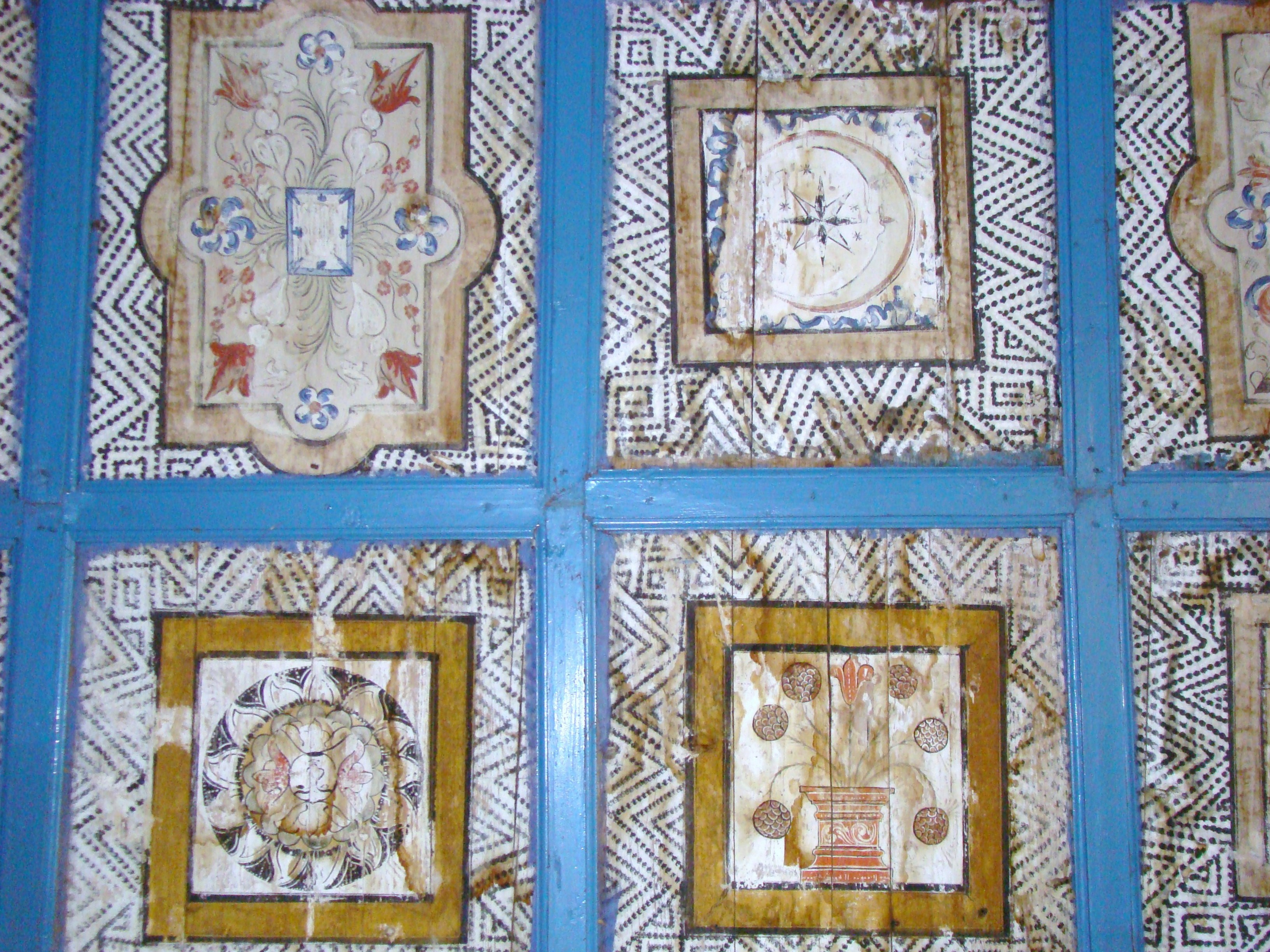
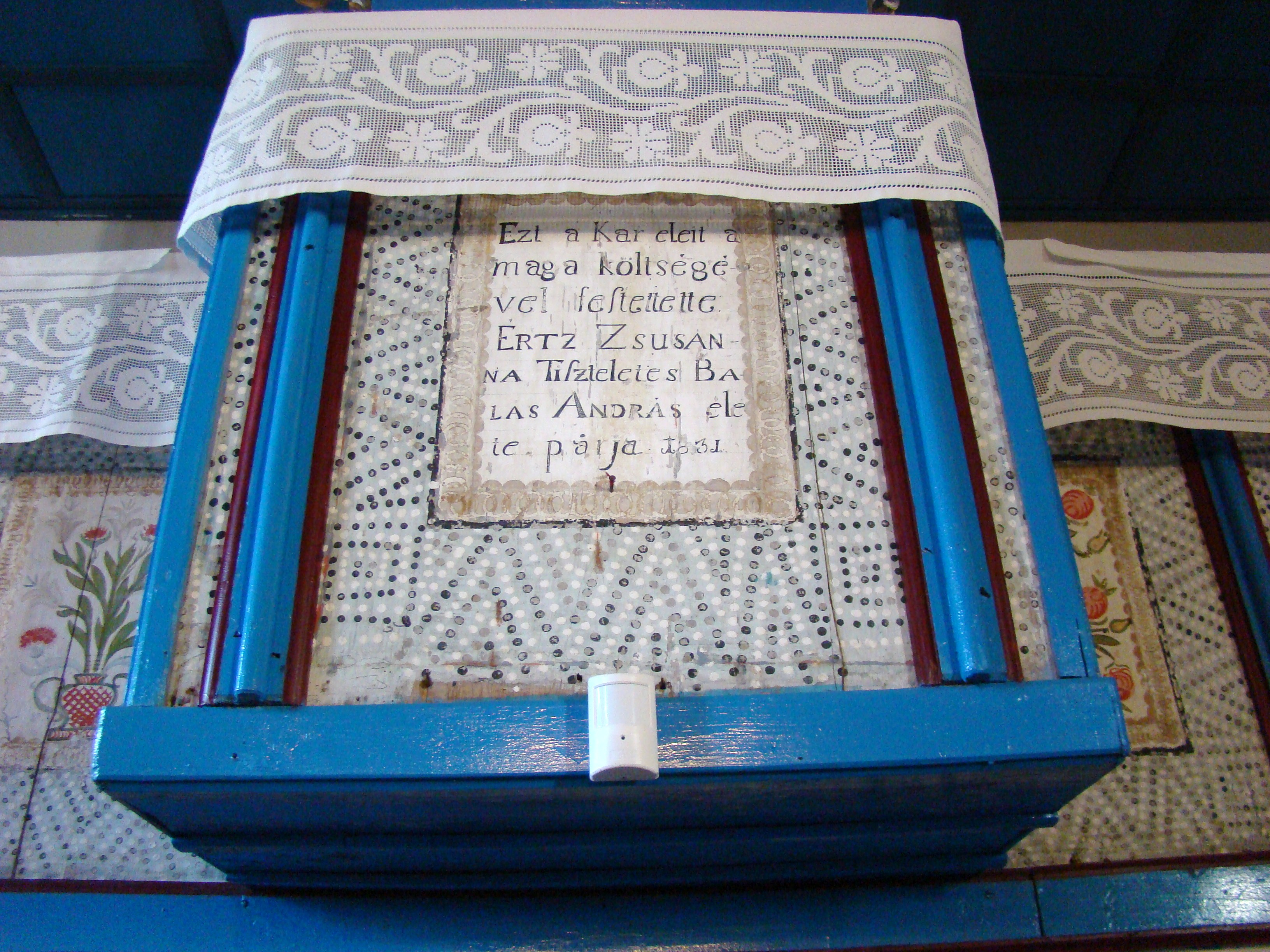
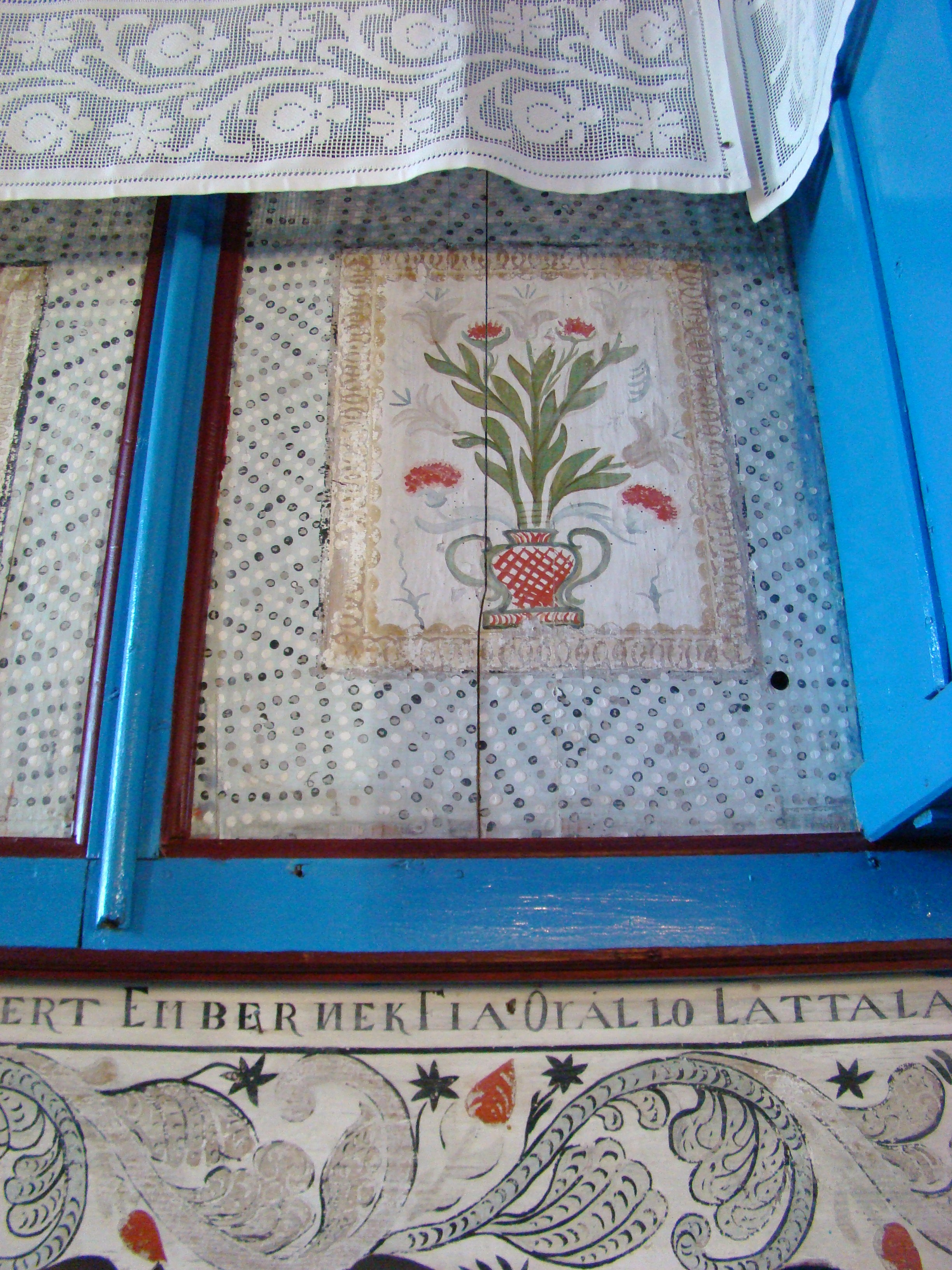
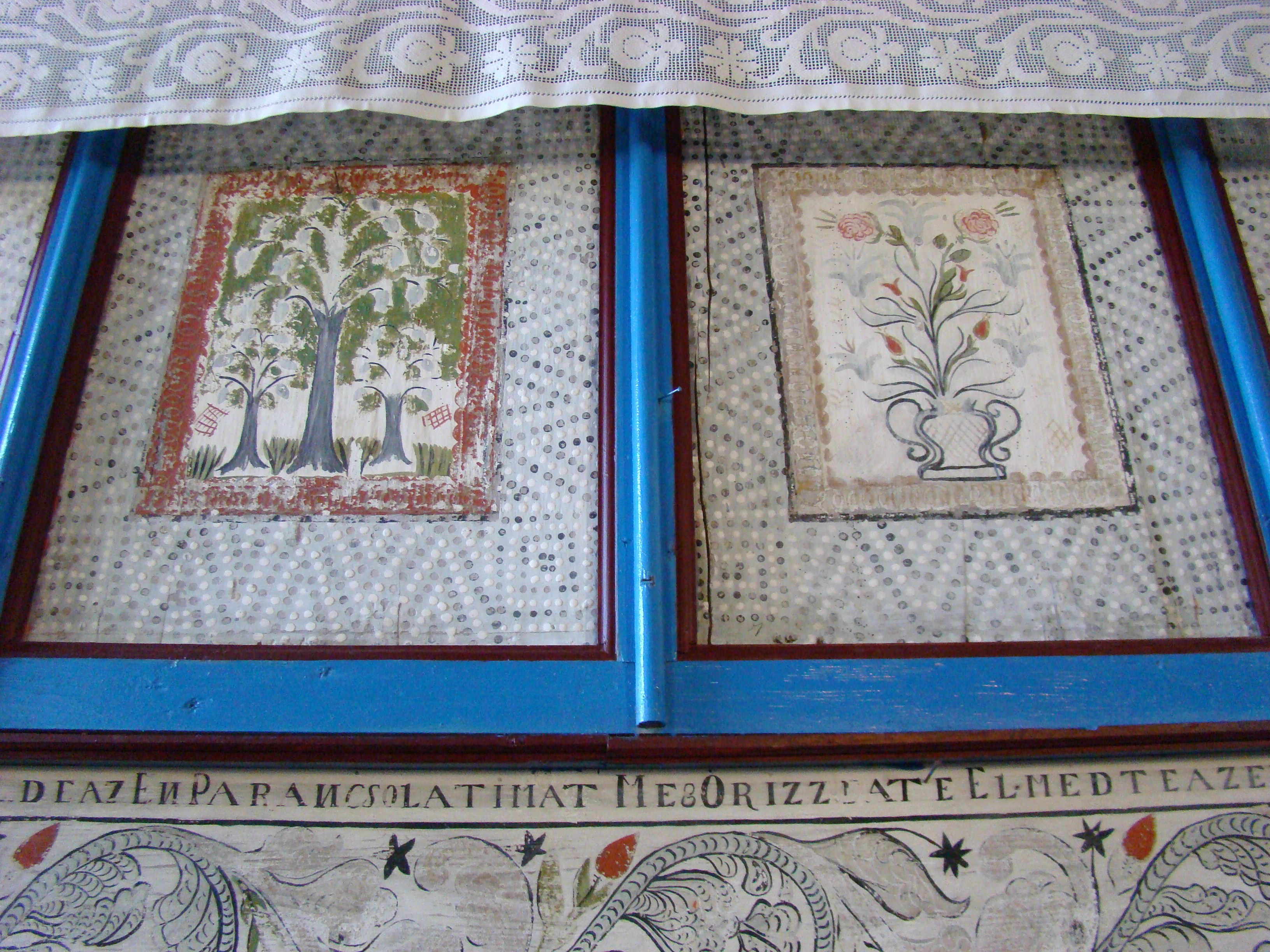
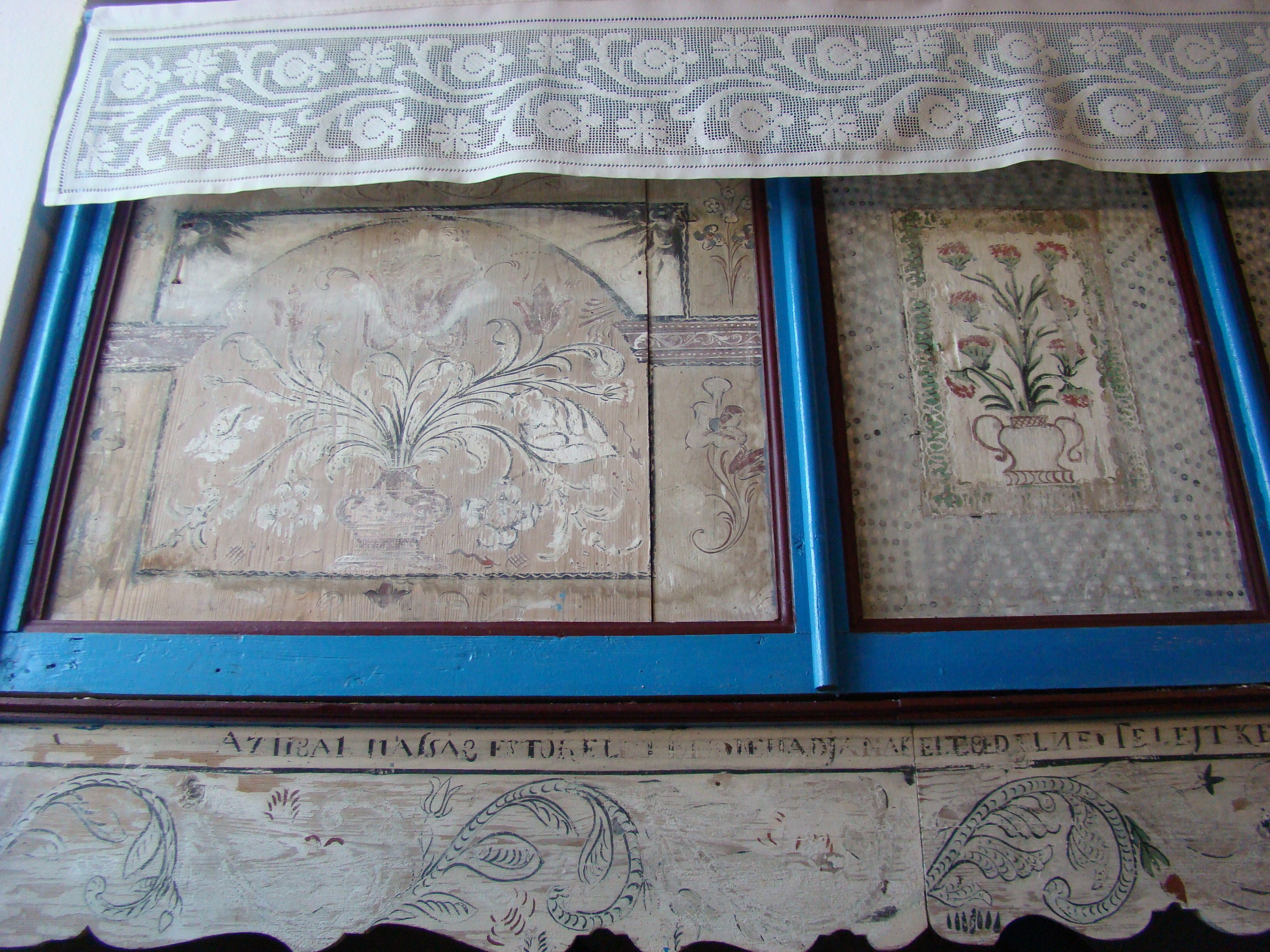
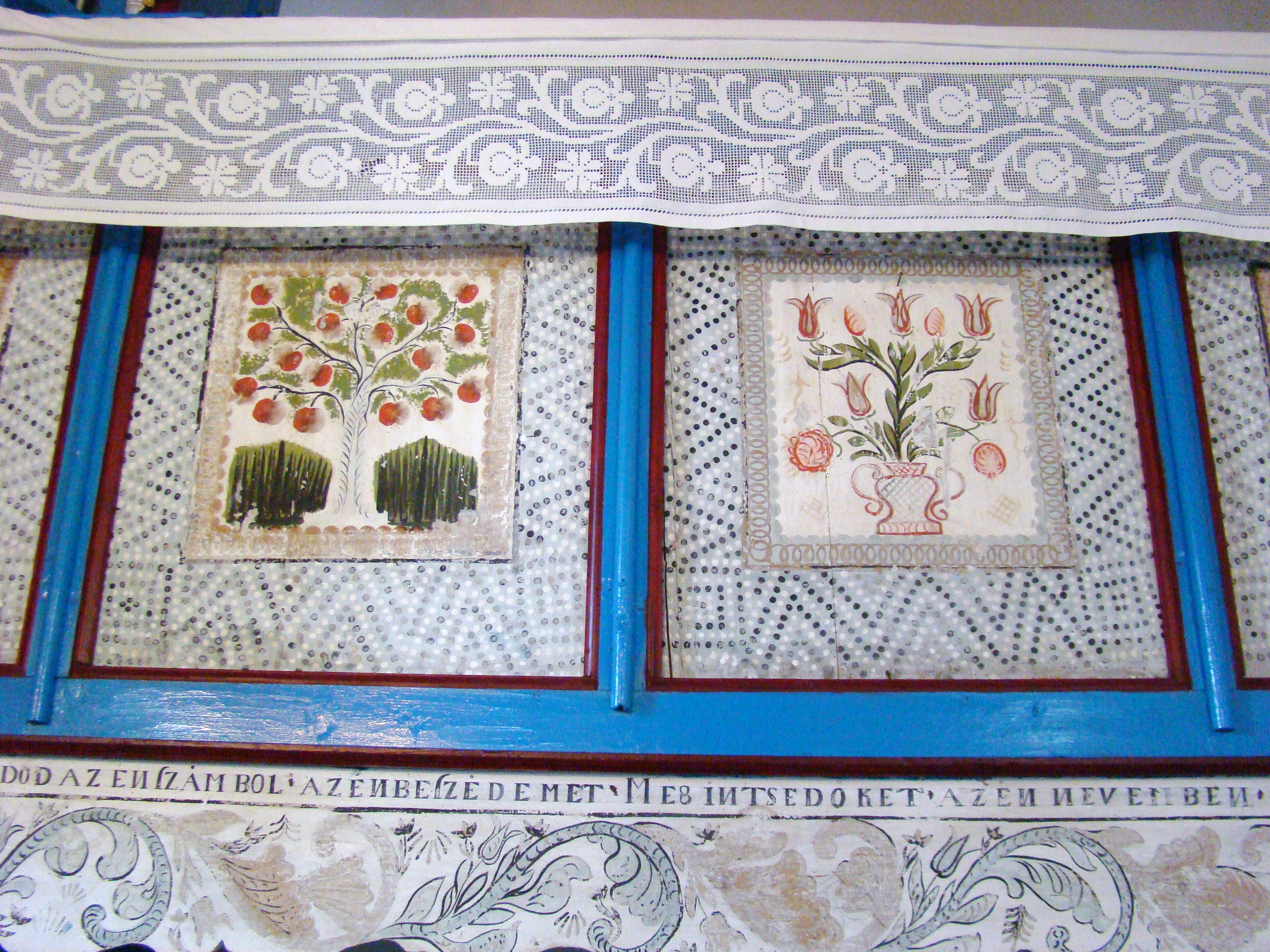
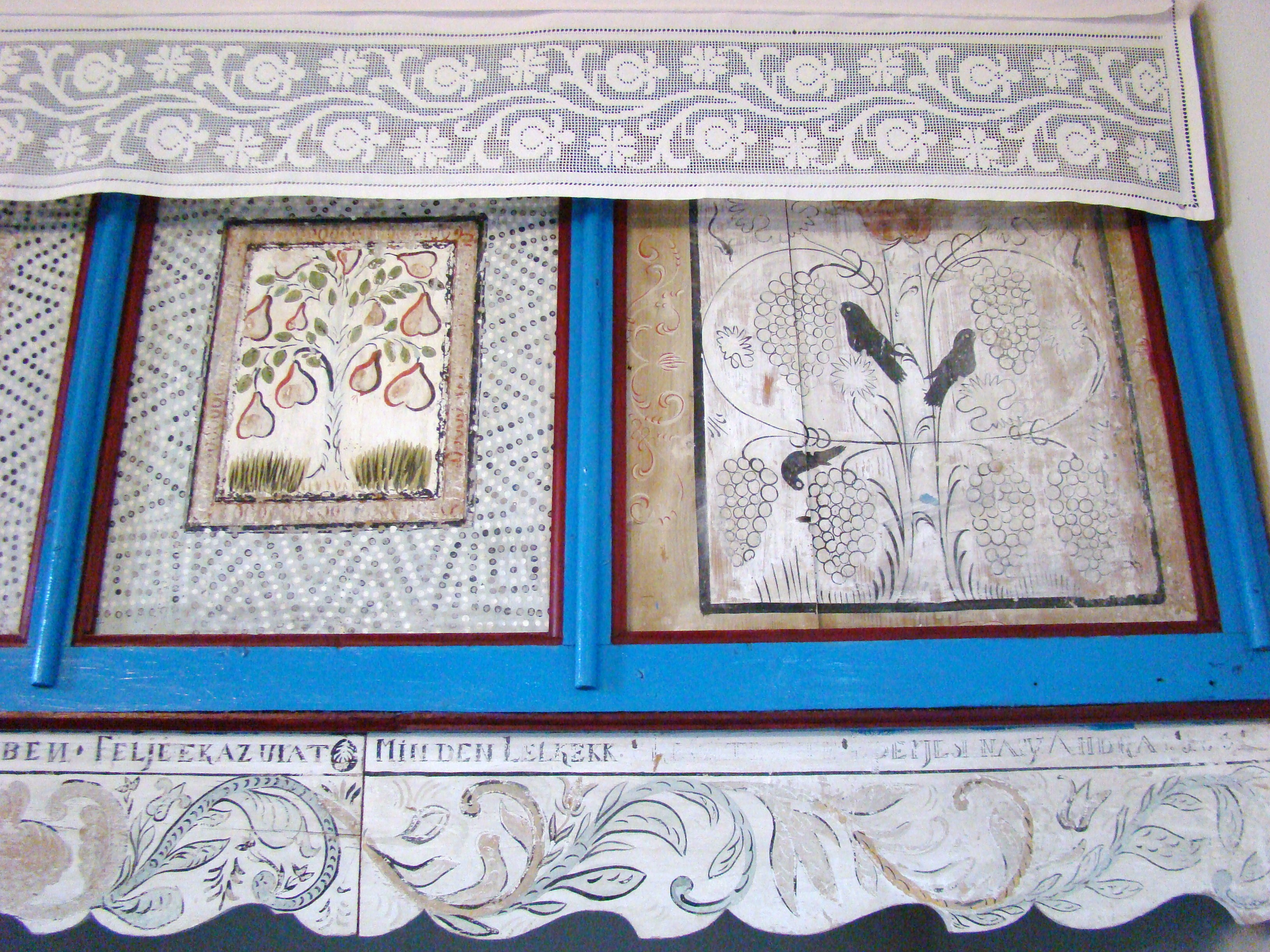
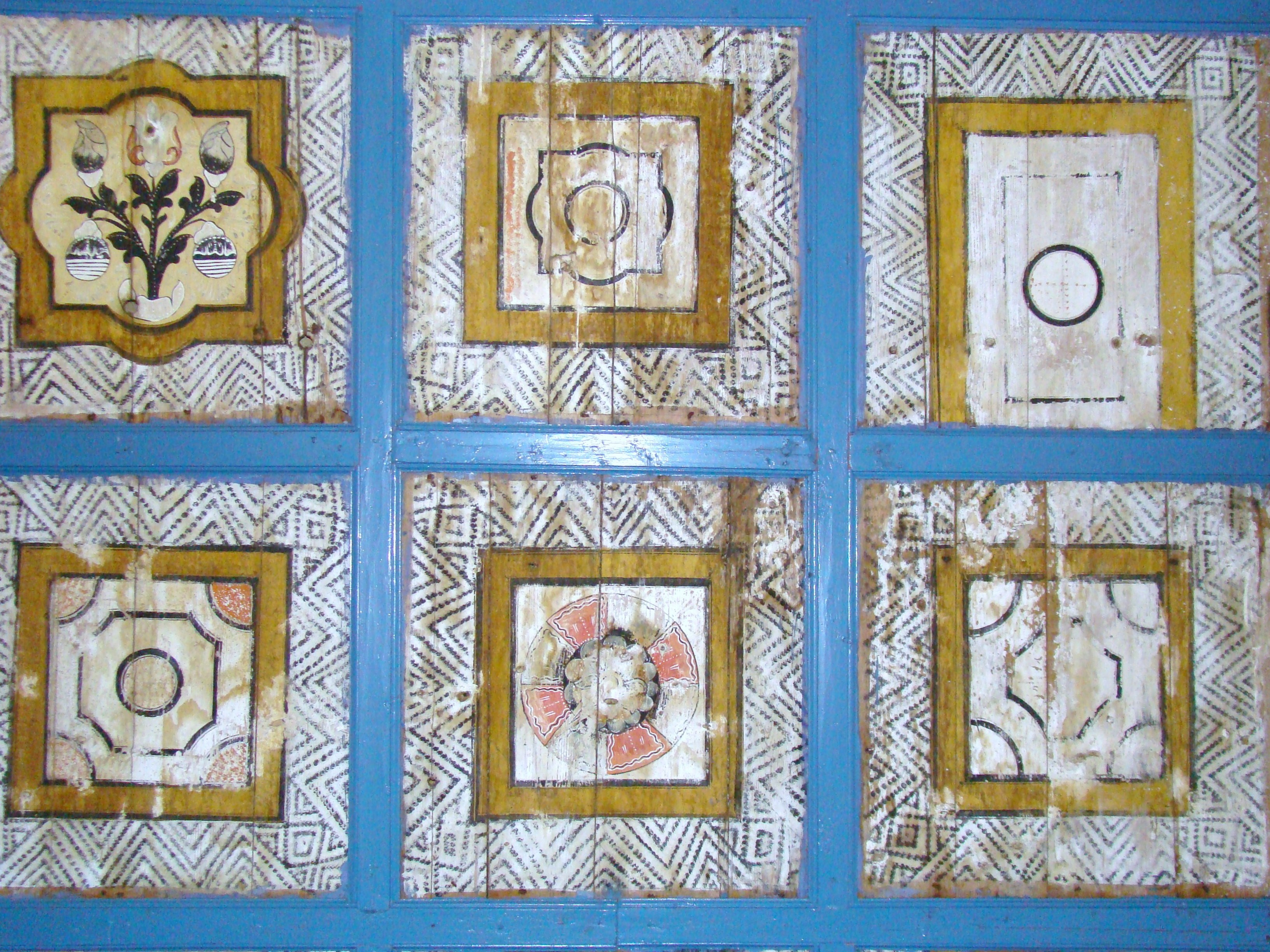
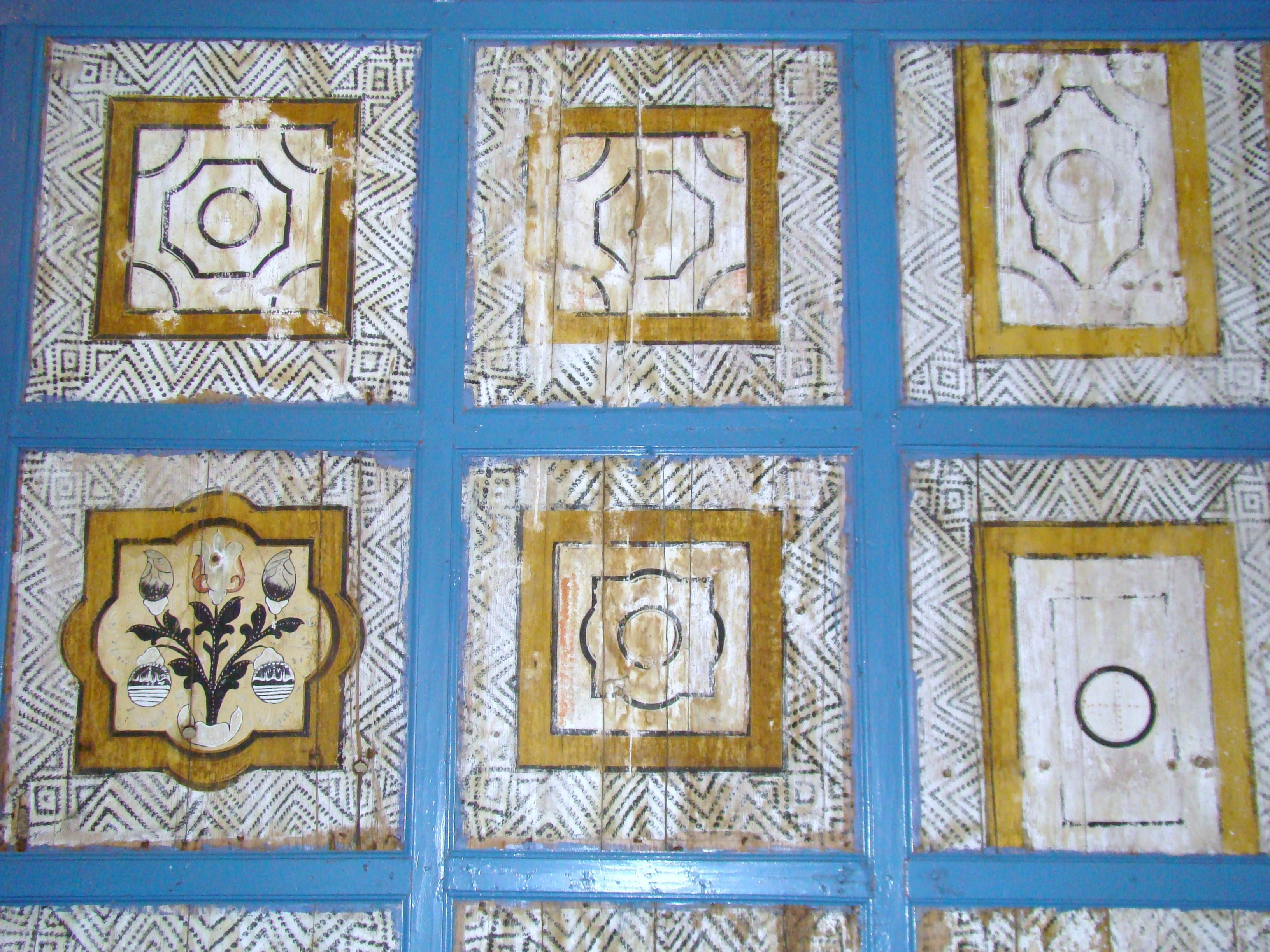
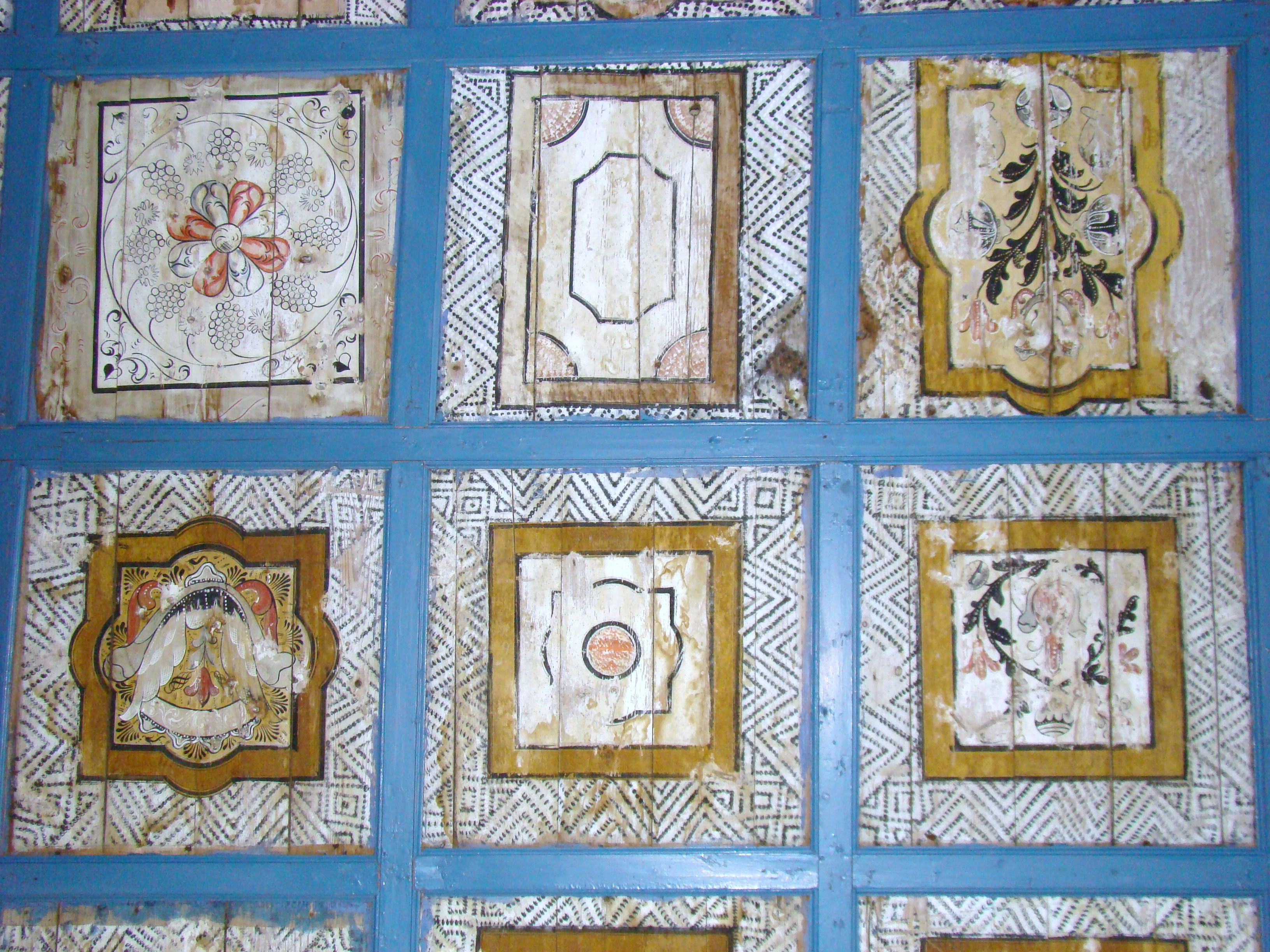
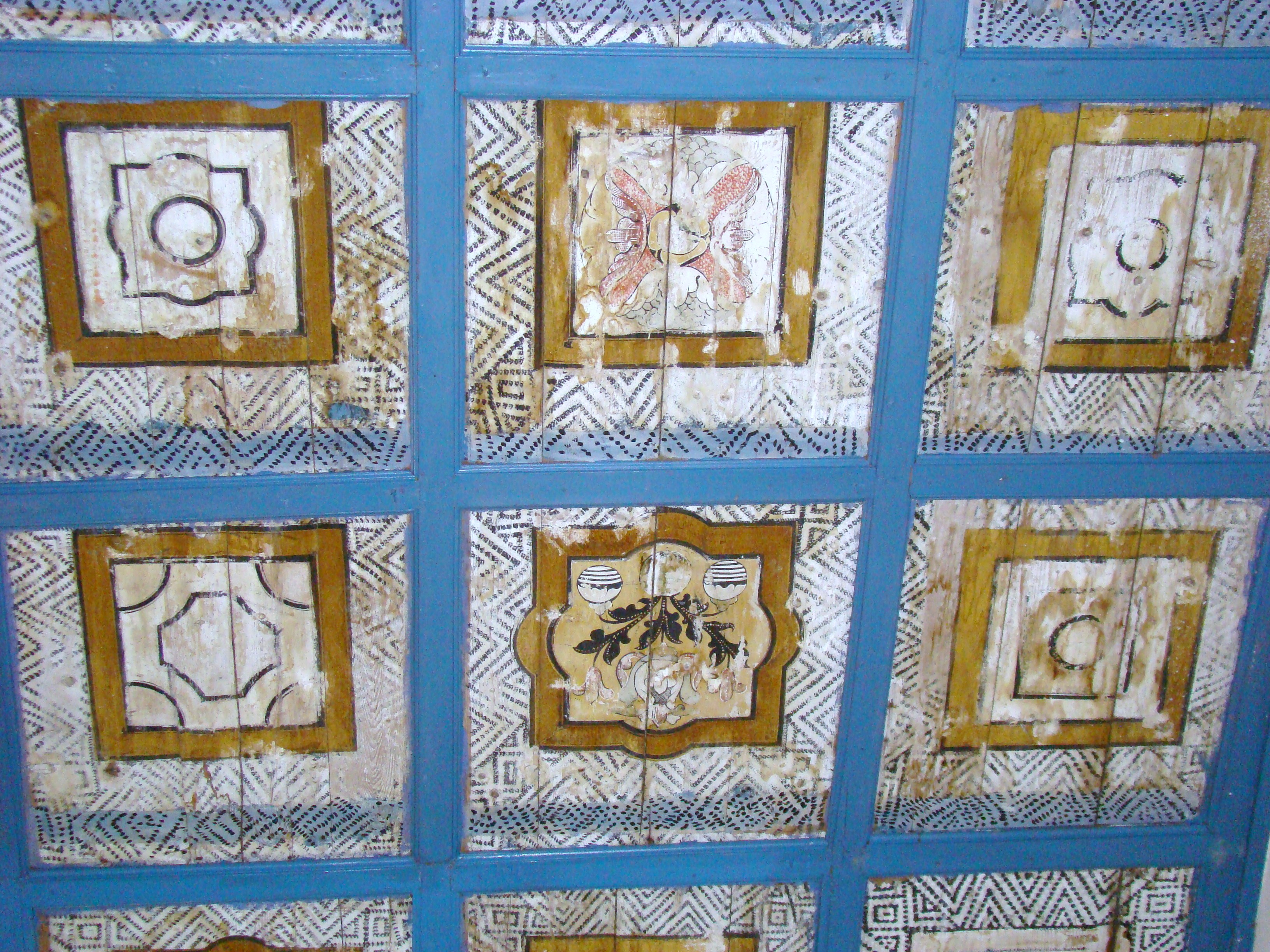
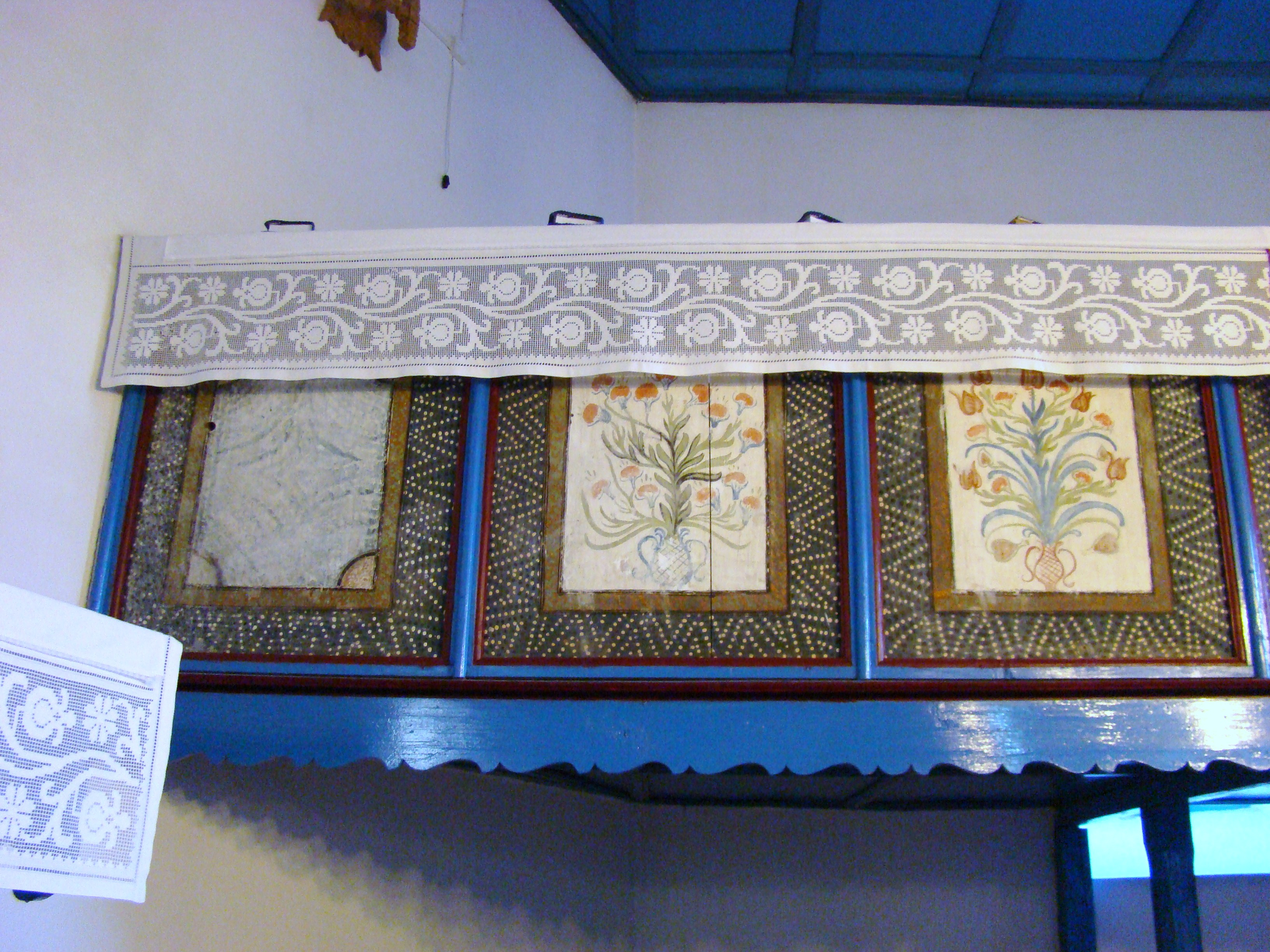
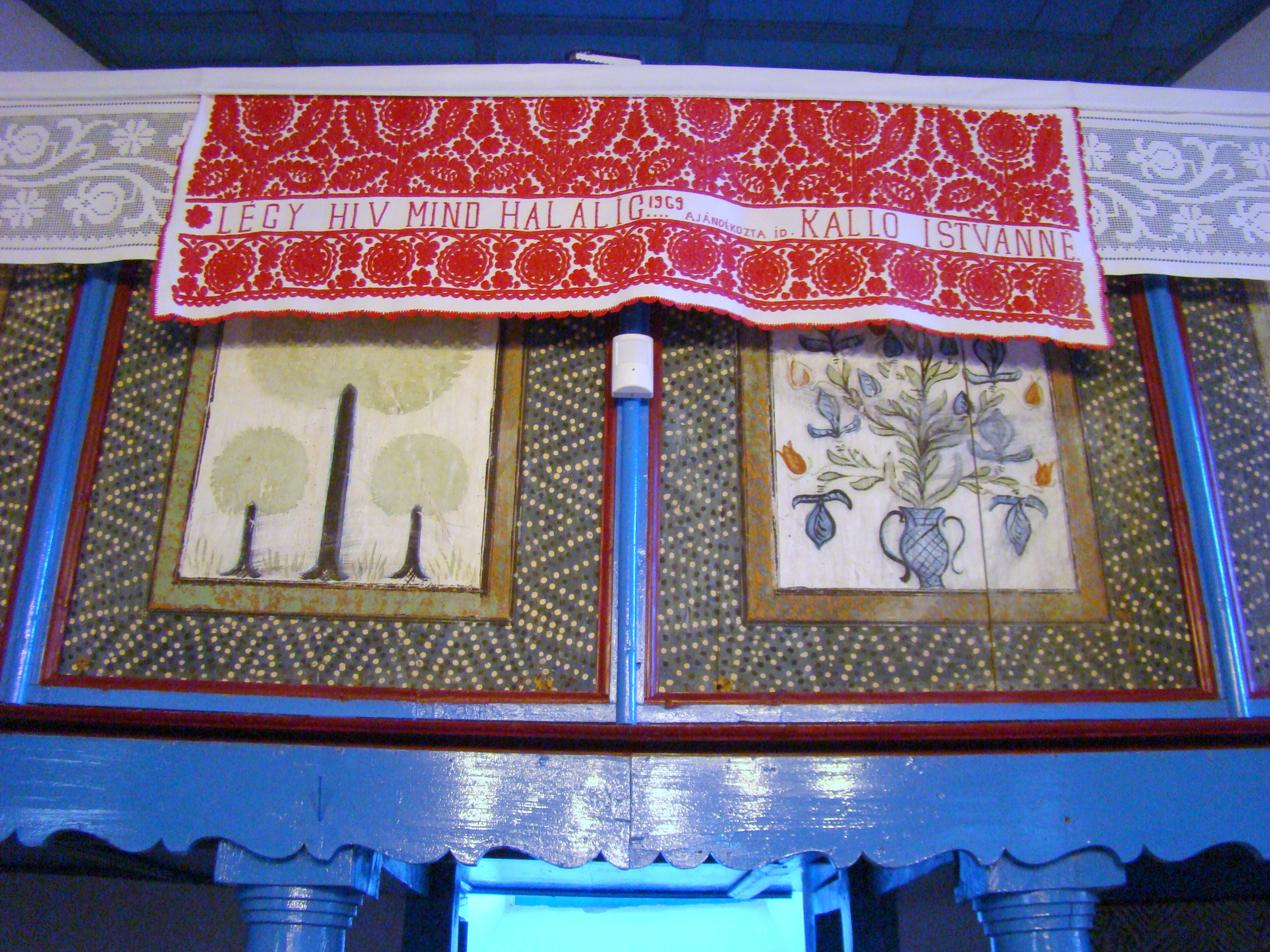
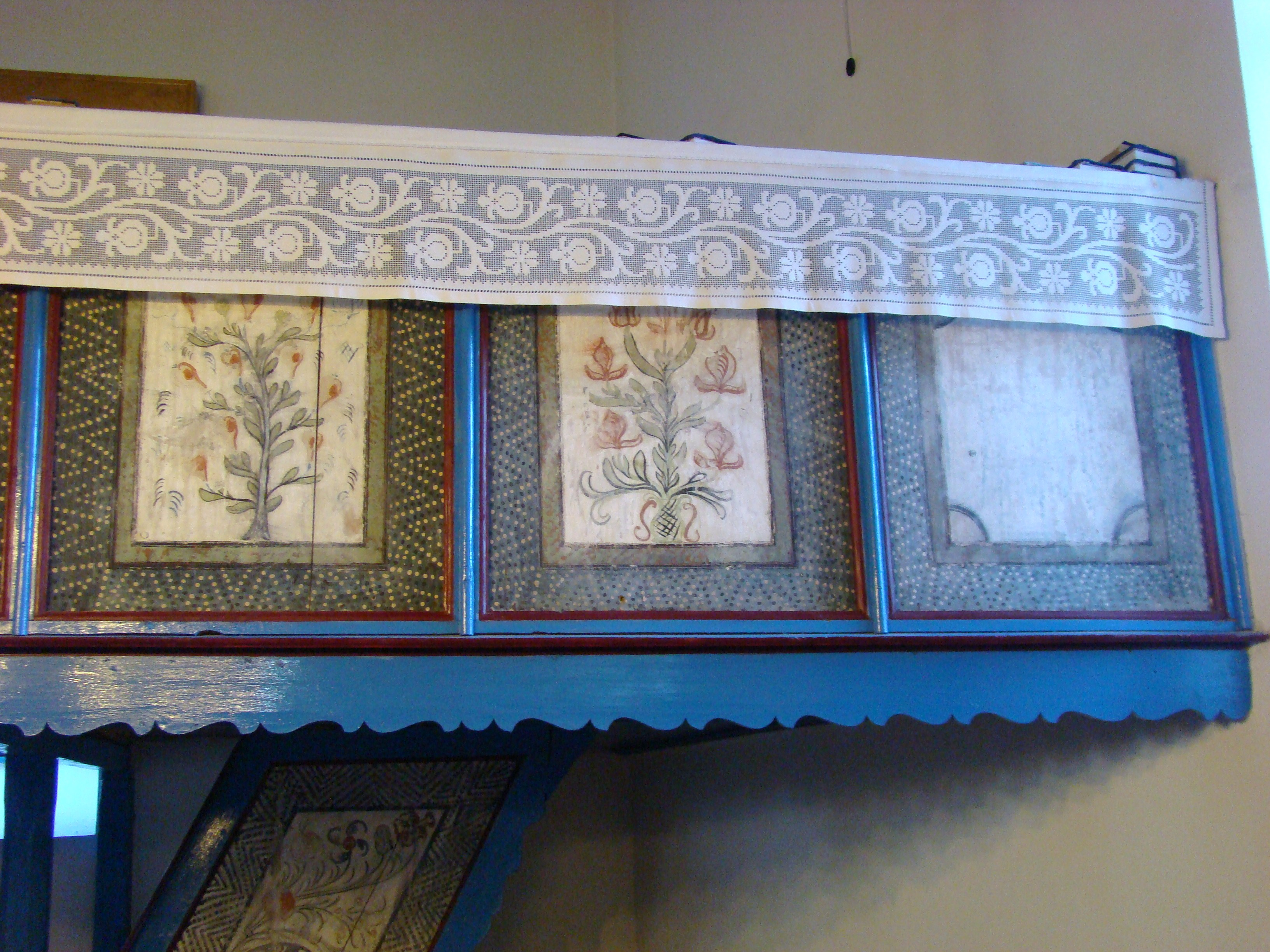
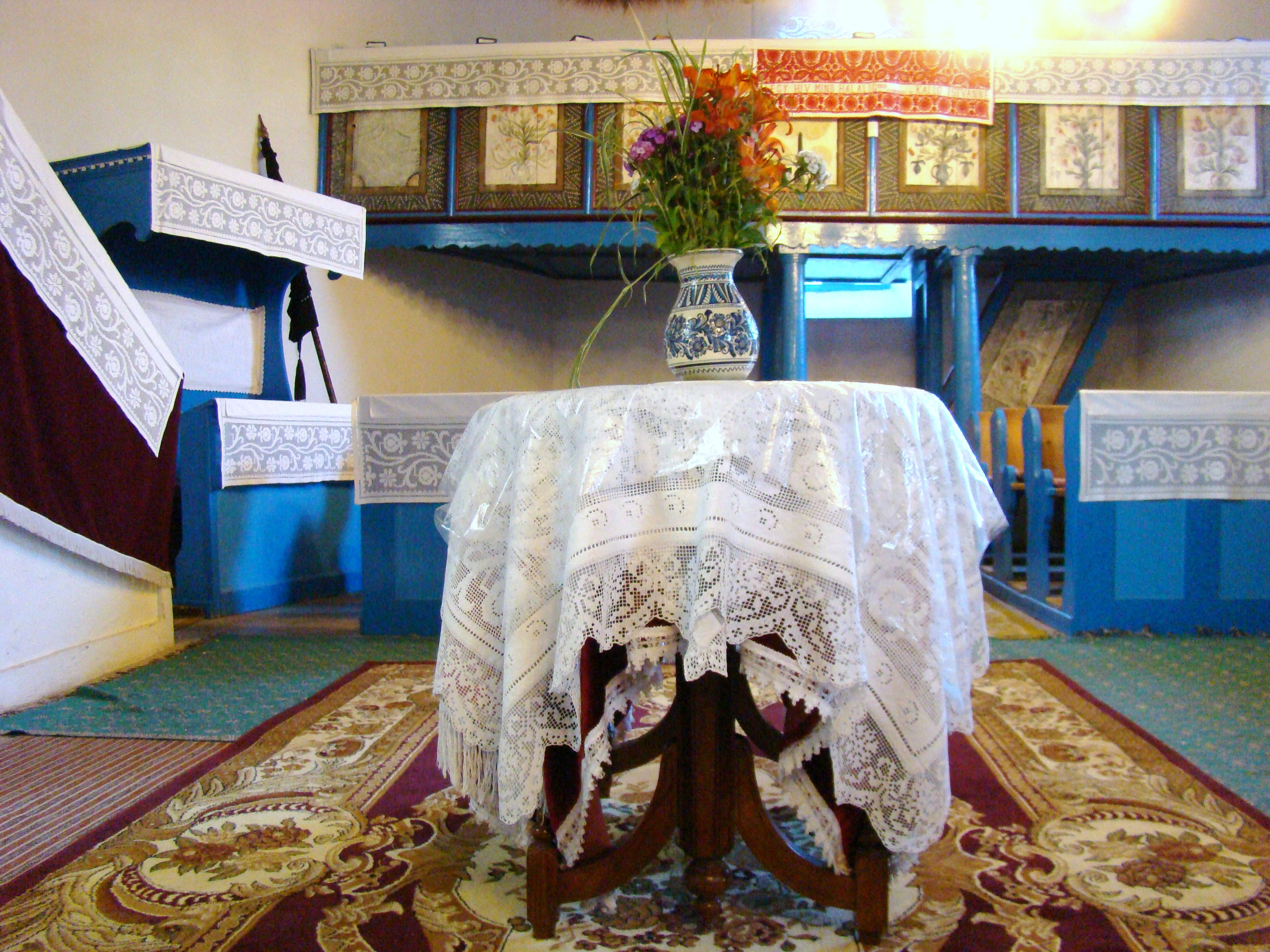
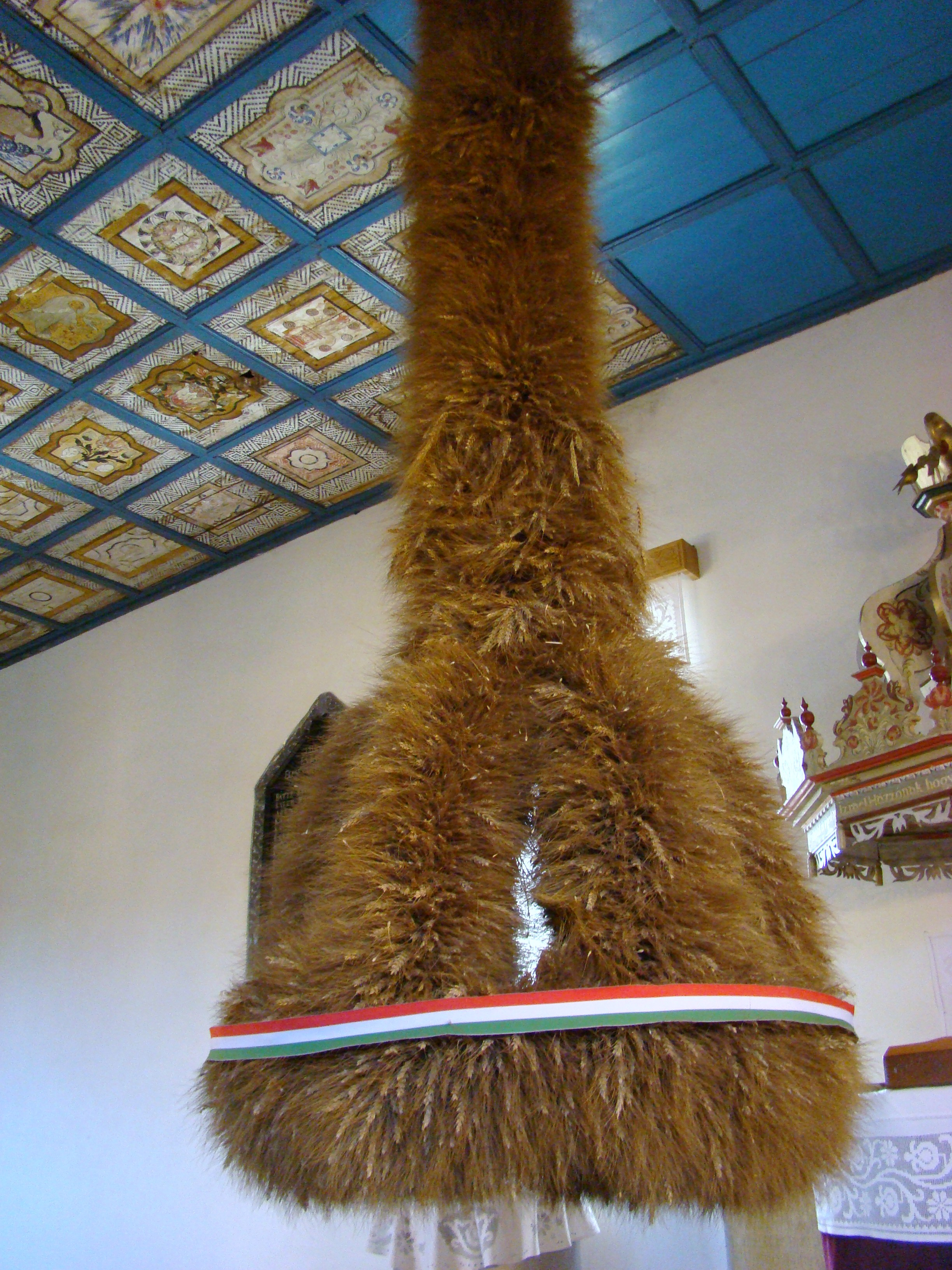
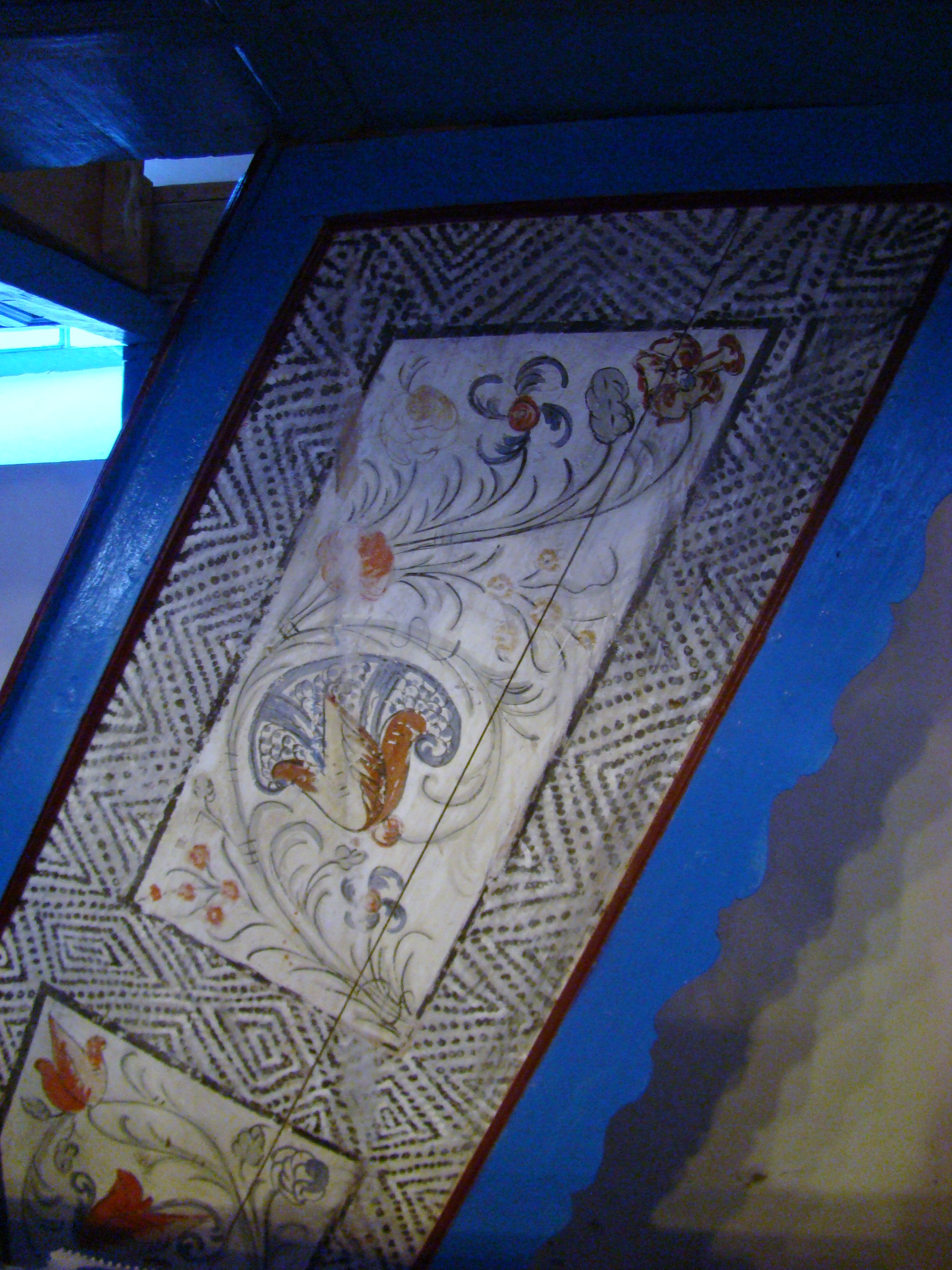
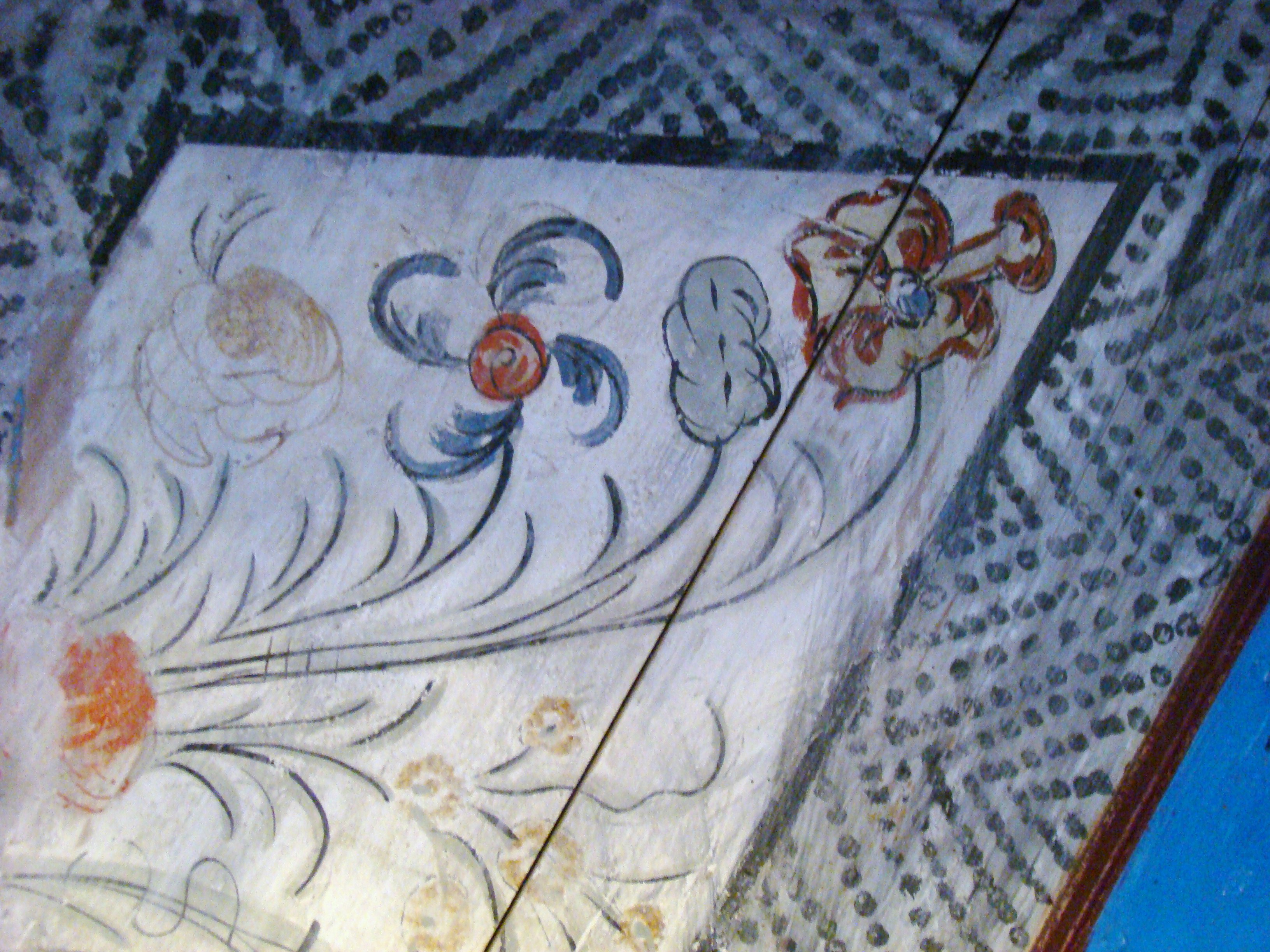
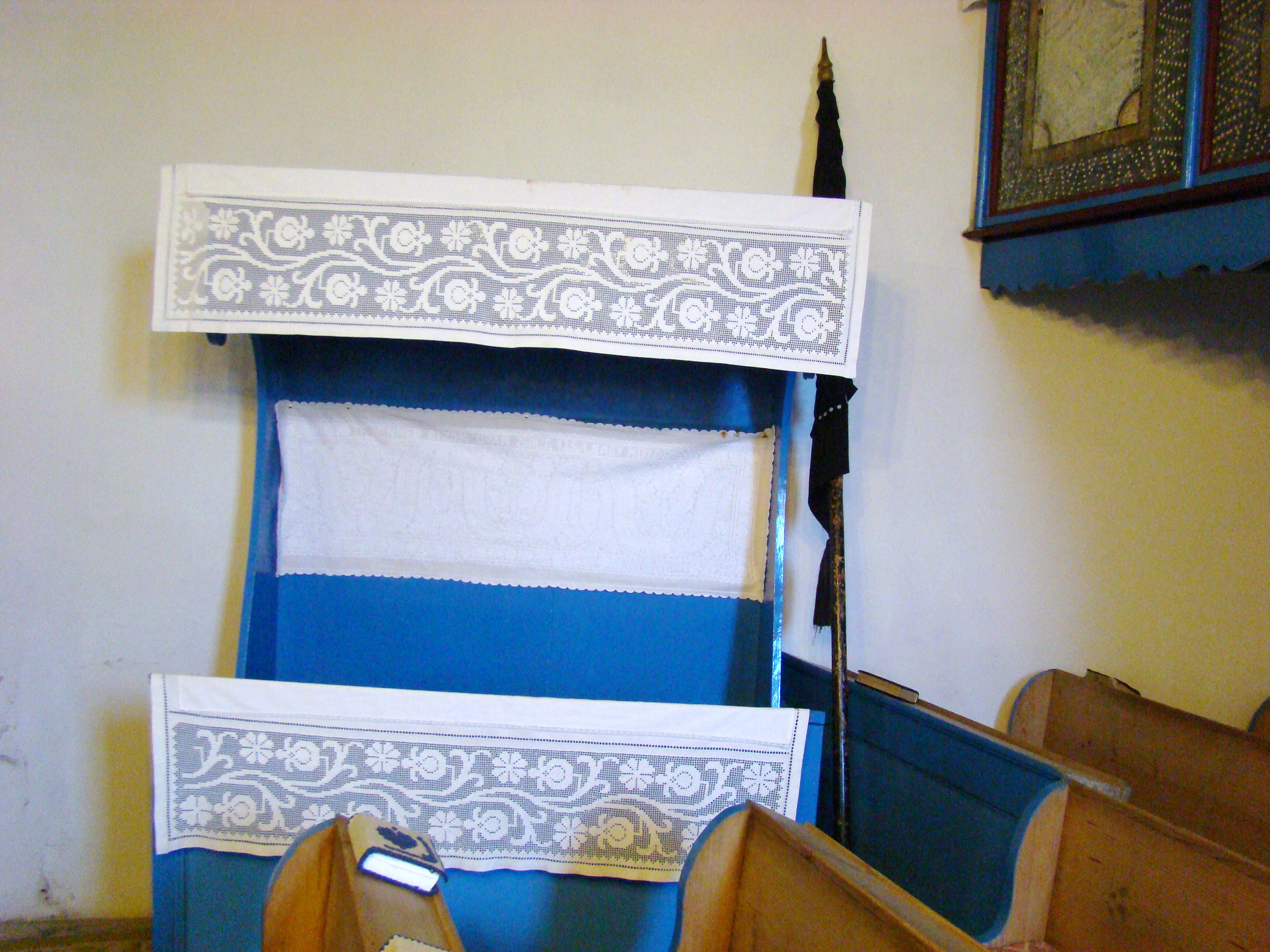
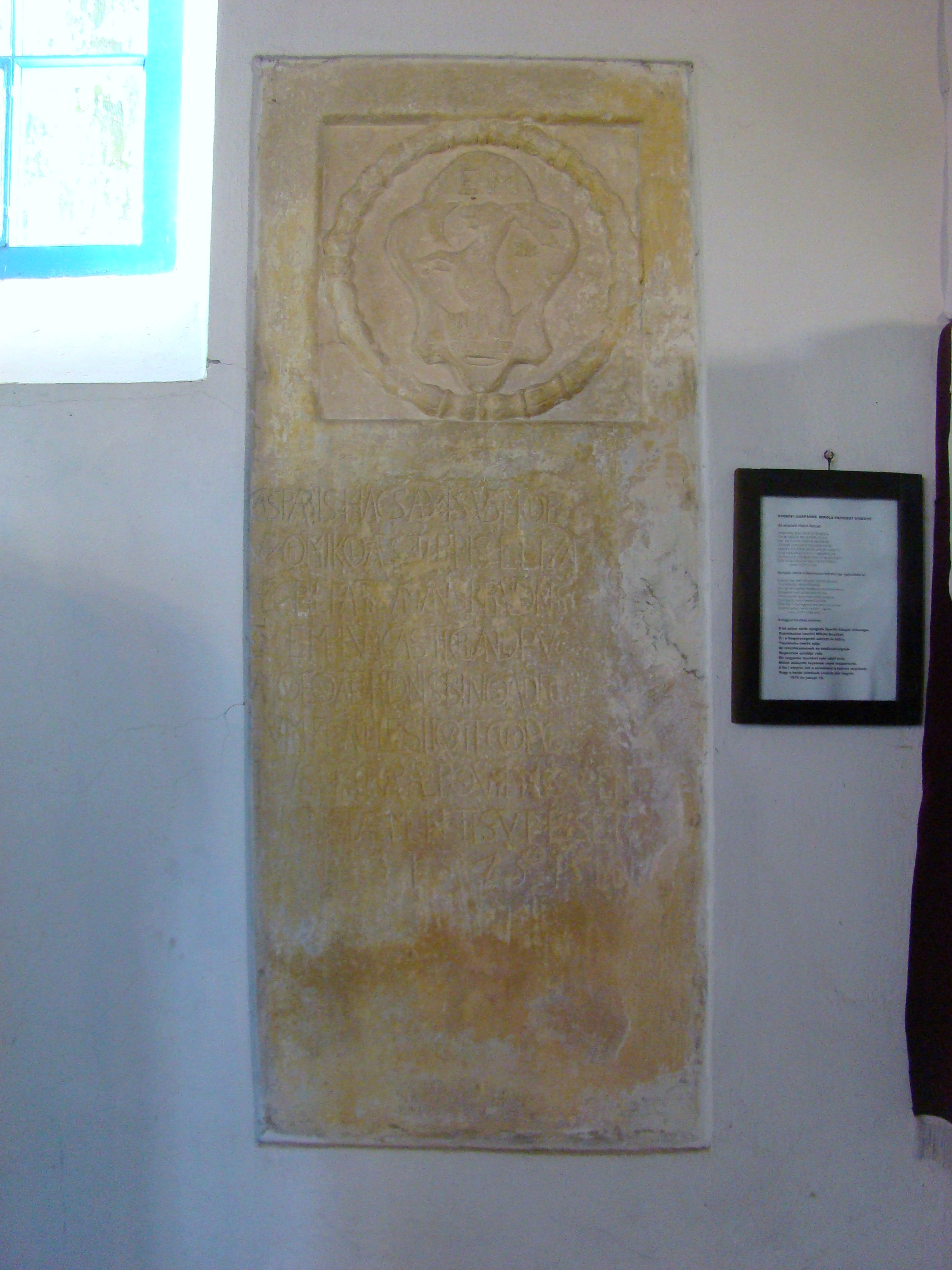
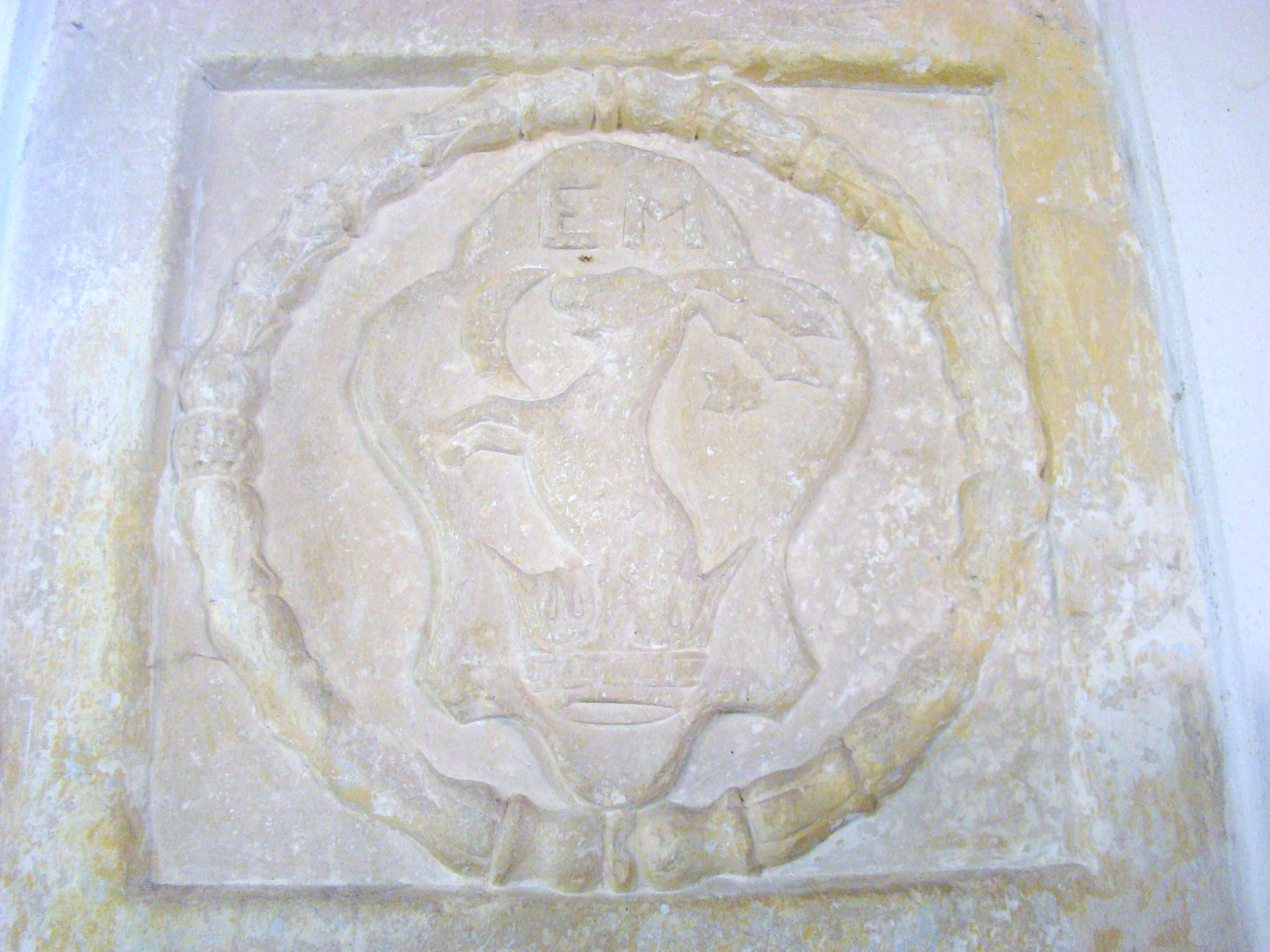
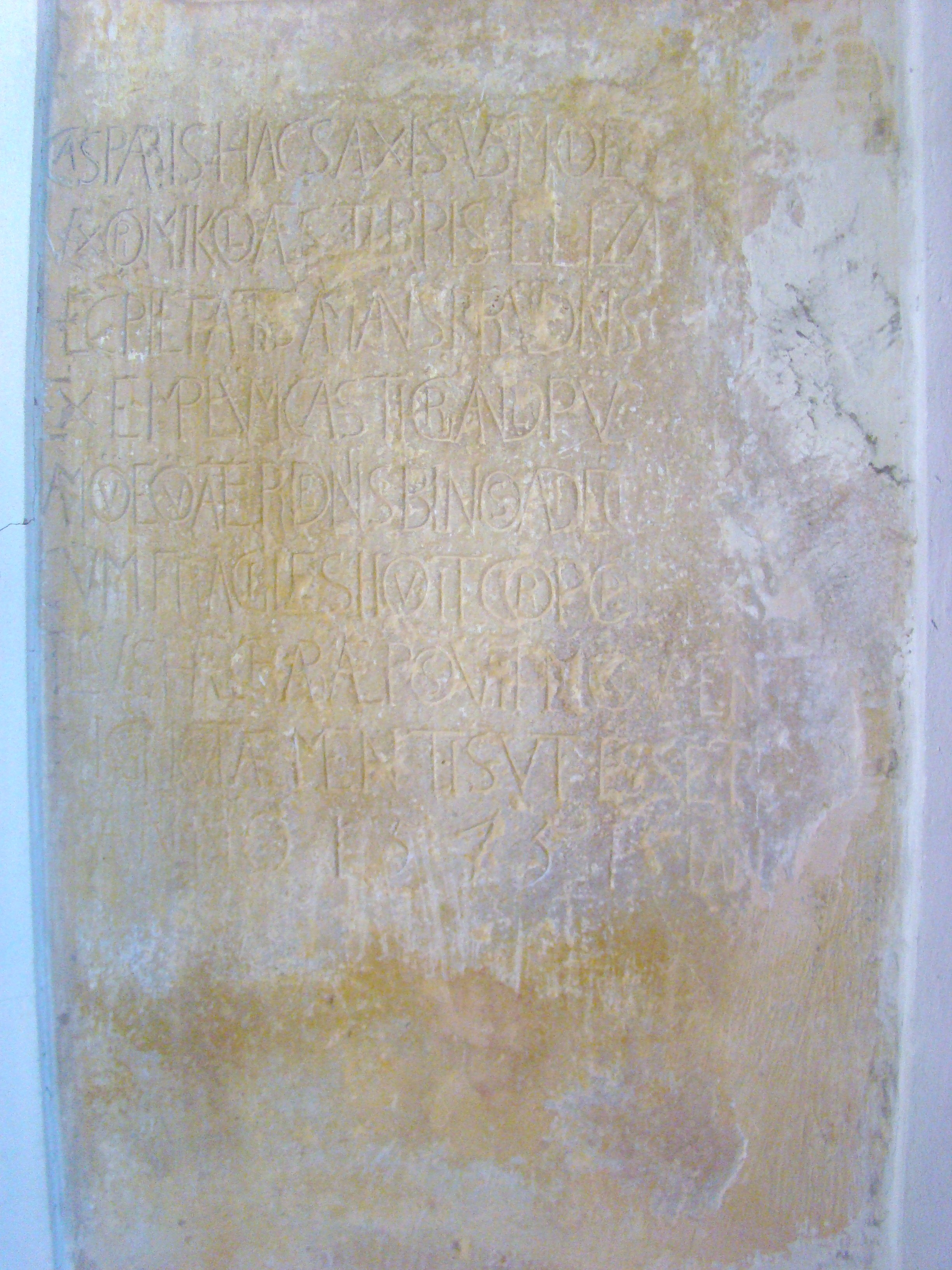